# Torneo del Interior 1986-87
El Torneo del Interior 1986-87 fue la segunda edición de este certamen, tercera categoría para equipos indirectamente afiliados a la AFA. En esta edición se incorporaron varias ligas regionales, jugándose partidos entre clubes de distintas provincias.
Se disputó entre el 28 de septiembre de 1985, con la etapa provincial, y el 3 de mayo de 1987, con la definición de los ganadores del certamen.
Mientras que los ascensos se definieron el 14 de junio con la finalización de los Torneos Zonales. Del Torneo del Interior, Atlético Tucumán obtuvo el ascenso.

## Ascensos
| \| Ascendidos del TDI 1986 al Nacional B 1986-87 \| \| --------------------------------------------- \| \| Atlético Concepción \| \| Belgrano \| \| Central Córdoba (SE) \| \| Central Norte (S) \| \| Chaco For Ever \| \| Cipolletti \| \| Deportivo Maipú \| \| Douglas Haig \| \| Ferro Carril Oeste (GP) \| \| Gimnasia y Esgrima (J) \| \| Guaraní Antonio Franco \| \| Mandiyú \| \| Unión (VK) \| |
| Ascendidos del TDI 1986 al Nacional B 1986-87 |
| Atlético Concepción |
| Belgrano |
| Central Córdoba (SE) |
| Central Norte (S) |
| Chaco For Ever |
| Cipolletti |
| Deportivo Maipú |
| Douglas Haig |
| Ferro Carril Oeste (GP) |
| Gimnasia y Esgrima (J) |
| Guaraní Antonio Franco |
| Mandiyú |
| Unión (VK) |

| Incorporados de las ligas regionales                                        |
| --------------------------------------------------------------------------- |
| Ciento ocho (108) equipos ganadores de las plazas de sus ligas respectivas. |

## Formato
Se jugó un certamen con los equipos divididos en 6 zonas geográficas, de las que salieron 2 de cada una para participar de la etapa final de los torneos zonales, en la que se incorporó a los ubicados del segundo al quinto puesto del Campeonato de Primera B 1986-87. Los zonales, Noroeste y Sureste, otorgaban cada uno un ascenso a la Primera B Nacional.
Las ligas regionales determinaron el método de clasificación de los equipos, dentro de cada provincia, de tal manera que en algunas se realizó una etapa previa, llamada Provincial, para designar a todos o algunos de los participantes de la ronda clasificatoria.

## Equipos participantes

### Etapa provincial
Estos equipos disputaron una eliminatoria previa, dentro de sus respectivas provincias, que los clasificó a la siguiente etapa.
| Región                                          | Equipo                                         | Localidad                 | Provincia                                           | Liga de origen                               |
| ----------------------------------------------- | ---------------------------------------------- | ------------------------- | --------------------------------------------------- | -------------------------------------------- |
| Norte                                           |                                                |                           |                                                     |                                              |
| Club Deportivo Tabacal                          | El Tabacal                                     | Salta                     | Liga Regional de Fútbol de Bermejo                  |                                              |
| Asociación Social y Deportiva Hispano Argentino | Rosario de la Frontera                         | Salta                     | Liga de Fútbol de Rosario de la Frontera            |                                              |
| Club Instituto Tráfico                          | Metán                                          | Salta                     | Liga Metanense de Fútbol                            |                                              |
| Club Deportivo Unión Madereros                  | General Mosconi                                | Salta                     | Liga Departamental de Fútbol Gral. San Martín       |                                              |
| Club Atlético Boca Juniors                      | Tintina                                        | Santiago del Estero       | Liga Añatuyense de Fútbol                           |                                              |
| Club Atlético Talleres                          | Frías                                          | Santiago del Estero       | Liga Cultural de Fútbol de Frías                    |                                              |
| Litoral                                         | Club Social y Deportivo Juventud Unida         | Charata                   | Chaco                                               | Liga de Fútbol del Noroeste Chaqueño         |
| Litoral                                         | Club Atlético San Lorenzo de Sáenz Peña        | Sáenz Peña                | Chaco                                               | Liga Saenzpeñense de Fútbol                  |
| Litoral                                         | Club Unión Progresista                         | Villa Ángela              | Chaco                                               | Asociación de Fútbol del Oeste Chaqueño      |
| Litoral                                         | Club Atlético Mercedes                         | Mercedes                  | Corrientes                                          | Liga Mercedeña de Fútbol                     |
| Litoral                                         | Club Social y Deportivo Barraca                | Paso de los Libres        | Corrientes                                          | Liga Libreña de Fútbol                       |
| Litoral                                         | Huracán Football Club                          | Goya                      | Corrientes                                          | Liga Goyana de Fútbol                        |
| Litoral                                         | Club Atlético San Lorenzo                      | Monte Caseros             | Corrientes                                          | Liga Deportiva Casereña General San Martín   |
| Litoral                                         | Club Atlético Uruguay                          | Concepción del Uruguay    | Entre Ríos                                          | Liga de Fútbol de Concepción del Uruguay     |
| Litoral                                         | Club Deportivo Urdinarrain                     | Urdinarrain               | Entre Ríos                                          | Liga Departamental de Fútbol de Gualeguaychú |
| Litoral                                         | Club Atlético Ferrocarril                      | Concordia                 | Entre Ríos                                          | Liga Concordiense de Fútbol                  |
| Litoral                                         | Club Atlético María Grande                     | María Grande              | Entre Ríos                                          | Liga de Fútbol de Paraná Campaña             |
| Litoral                                         | Club Atlético Sauce                            | Colón                     | Entre Ríos                                          | Liga Departamental de Fútbol de Colón        |
| Litoral                                         | Club Social, Cultural y Deportivo 13 de Junio  | Pirané                    | Formosa                                             | Liga Piranense de Fútbol                     |
| Litoral                                         | Club Ateneo de la Juventud José Manuel Estrada | Formosa                   | Formosa                                             | Liga Formoseña de Fútbol                     |
| Litoral                                         | Club Atlético y Social Universo                | Clorinda                  | Formosa                                             | Liga Clorindense de Fútbol                   |
| Litoral                                         | Club Atlético Alem                             | Leandro N. Alem           | Misiones                                            | Liga Regional Obereña de Fútbol              |
| Litoral                                         | Club Atlético Dos de Mayo                      | Dos de Mayo               | Misiones                                            | Liga de Fútbol de Eldorado                   |
| Andina                                          | Club Defensores de Esquiú                      | San José de Piedra Blanca | Catamarca                                           | Liga Chacarera de Fútbol                     |
| Andina                                          | Club Atlético Peñarol                          | Belén                     | Catamarca                                           | Liga Belenista de Fútbol                     |
| Andina                                          | Club Atlético San Lorenzo de Alem              | Catamarca                 | Catamarca                                           | Liga Catamarqueña de Fútbol                  |
| Andina                                          | Club Atlético Independiente                    | Chilecito                 | La Rioja                                            | Liga Chileciteña de Fútbol                   |
| Andina                                          | Club Atlético Unión                            | La Rioja                  | La Rioja                                            | Liga Riojana de Fútbol                       |
| Centro                                          |                                                |                           |                                                     |                                              |
| Club Atlético All Boys                          | Santa Rosa                                     | La Pampa                  | Liga Cultural de Fútbol                             |                                              |
| Club Atlético Costa Brava                       | General Pico                                   | La Pampa                  | Liga Pampeana de Fútbol                             |                                              |
| Club Atlético Colegiales                        | Villa Mercedes                                 | San Luis                  | Liga de Fútbol de Villa Mercedes (S.L.)             |                                              |
| Club Sportivo Estudiantes                       | San Luis                                       | San Luis                  | Liga Sanluiseña de Fútbol                           |                                              |
| Club Atlético 9 de Julio                        | Rafaela                                        | Santa Fe                  | Liga Rafaelina de Fútbol                            |                                              |
| Club Atlético Argentino                         | Firmat                                         | Santa Fe                  | Liga Deportiva del Sur                              |                                              |
| Club Atlético Argentino                         | San Carlos Centro                              | Santa Fe                  | Liga Santafesina de Fútbol                          |                                              |
| Arroyo Seco Athletic Club                       | Arroyo Seco                                    | Santa Fe                  | Liga Deportiva del Sur                              |                                              |
| Club Arteaga Mutual Social y Biblioteca Popular | Arteaga                                        | Santa Fe                  | Liga Interprovincial de Fútbol Dr. Ramón F. Pereyra |                                              |
| Club Biblioteca Popular Florentino Ameghino     | Venado Tuerto                                  | Santa Fe                  | Liga Venadense de Fútbol                            |                                              |
| Club Atlético Ceres Unión                       | Ceres                                          | Santa Fe                  | Liga Regional Ceresina de Fútbol                    |                                              |
| Club Atlético El Expreso Mutual y Social        | El Trébol                                      | Santa Fe                  | Liga Departamental de Fútbol San Martín             |                                              |
| Club Atlético Huracán                           | Chabás                                         | Santa Fe                  | Liga Casildense de Fútbol                           |                                              |
| Club Atlético Juventud Unida                    | Humboldt                                       | Santa Fe                  | Liga Esperancina de Fútbol                          |                                              |
| Racing Club                                     | Reconquista                                    | Santa Fe                  | Liga Reconquistense de Fútbol                       |                                              |
| Club Renato Cesarini                            | Rosario                                        | Santa Fe                  | Asociación Rosarina de Fútbol                       |                                              |
| Bonaerense                                      | Club Atlético Abrojal                          | Pilar                     | Buenos Aires                                        | Liga Escobarense de Fútbol                   |
| Bonaerense                                      | Club Atlético Argentino                        | Tres Lomas                | Buenos Aires                                        | Liga Cultural y Deportiva                    |
| Bonaerense                                      | Club Atlético Villegas                         | General Villegas          | Buenos Aires                                        | Liga de Fútbol                               |
| Bonaerense                                      | Club Atlético Belgrano                         | Zárate                    | Buenos Aires                                        | Liga Zarateña de Fútbol                      |
| Bonaerense                                      | Club Deportivo La Dulce                        | Estación La Dulce         | Buenos Aires                                        | Liga Necochense de Fútbol                    |
| Bonaerense                                      | Club Atlético Estudiantes Unidos               | Pehuajó                   | Buenos Aires                                        | Liga Pehuajense de Fútbol                    |
| Bonaerense                                      | Club Atlético Ever Ready                       | Dolores                   | Buenos Aires                                        | Liga Dolorense de Fútbol                     |
| Bonaerense                                      | Club de Foot Ball Ferro Carril Oeste           | Trenque Lauquen           | Buenos Aires                                        | Liga Trenquelauquense de Fútbol              |
| Bonaerense                                      | Club Atlético Independiente                    | Daireaux                  | Buenos Aires                                        | Liga Pehuajense de Fútbol                    |
| Bonaerense                                      | Club Atlético Independiente                    | San José                  | Buenos Aires                                        | Liga Regional de Fútbol                      |
| Bonaerense                                      | Club Deportivo Los del Clan                    | General Madariaga         | Buenos Aires                                        | Liga Madariaguense de Fútbol                 |
| Bonaerense                                      | Club Social y Deportivo Mechita                | Mechita                   | Buenos Aires                                        | Liga Bragadense de Fútbol                    |
| Bonaerense                                      | Paraná Fútbol Club                             | San Pedro                 | Buenos Aires                                        | Liga Deportiva Sampedrina                    |
| Bonaerense                                      | Club Quilmes                                   | Tres Arroyos              | Buenos Aires                                        | Liga Tresarroyense de Fútbol                 |
| Bonaerense                                      | Racing Club                                    | Colón                     | Buenos Aires                                        | Liga Deportiva de Colón                      |
| Bonaerense                                      | Club Social y Deportivo Rivadavia              | San Antonio de Areco      | Buenos Aires                                        | Liga Deportiva de San Antonio de Areco       |
| Bonaerense                                      | Club Social y Deportivo San Francisco          | Arrecifes                 | Buenos Aires                                        | Liga Fútbol de Arrecifes                     |
| Bonaerense                                      | Club Social y Deportivo San Lorenzo            | Luján                     | Buenos Aires                                        | Liga Lujanense de Fútbol                     |
| Bonaerense                                      | Sol de América                                 | Campana                   | Buenos Aires                                        | Liga Campanense de Fútbol                    |
| Bonaerense                                      | Club Sportivo Piazza                           | Azul                      | Buenos Aires                                        | Liga de Fútbol de Azul                       |
| Bonaerense                                      | Fútbol Club Tres Algarrobos                    | Tres Algarrobos           | Buenos Aires                                        | Liga de Fútbol del Oeste (América/Rivadavia) |
| Bonaerense                                      | Centro Vecinal Unidos                          | Lisandro Olmos            | Buenos Aires                                        | Liga Amateur Platense de Fútbol              |
| Bonaerense                                      | Club Atlético Vélez Sarsfield                  | Mercedes                  | Buenos Aires                                        | Liga Mercedina de Fútbol                     |
| Bonaerense                                      | Club Atlético Villarino                        | Chivilcoy                 | Buenos Aires                                        | Liga Chivilcoyana de Fútbol                  |
| Sur                                             |                                                |                           |                                                     |                                              |
| Club Social y Deportivo Alas Argentinas         | Bariloche                                      | Río Negro                 | Liga de Fútbol de Bariloche                         |                                              |
| Club Social y Deportivo Fátima                  | Viedma                                         | Río Negro                 | Liga Rionegrina de Fútbol                           |                                              |
| Club Sol de Mayo                                | Viedma                                         | Río Negro                 | Liga Rionegrina de Fútbol                           |                                              |
| Tiro Federal Argentino Huahuel Niyeo            | Ingeniero Jacobacci                            | Río Negro                 | Liga de Fútbol de Bariloche                         |                                              |

### Etapa zonal
Estos equipos, pertenecientes en general a las ligas principales de cada provincia, fueron clasificados en forma directa a la segunda etapa.
| Región                                  | Equipo                                             | Localidad                   | Provincia                   | Liga de origen                        |
| --------------------------------------- | -------------------------------------------------- | --------------------------- | --------------------------- | ------------------------------------- |
| Norte                                   | Asociación Cultural y Deportiva Altos Hornos Zapla | Palpalá                     | Jujuy                       | Liga Jujeña de Fútbol                 |
| Norte                                   | Club Atlético Ledesma                              | Libertador Gral. San Martín | Jujuy                       | Liga Regional Jujeña de Fútbol        |
| Norte                                   | Centro Juventud Antoniana                          | Salta                       | Salta                       | Liga Salteña de Fútbol                |
| Norte                                   | Club Atlético Mitre                                | Santiago del Estero         | Santiago del Estero         | Liga Santiagueña de Fútbol            |
| Norte                                   | Club Atlético Tucumán                              | San Miguel de Tucumán       | Tucumán                     | Liga Tucumana de Fútbol               |
| Norte                                   | Concepción Fútbol Club                             | Concepción                  | Tucumán                     | Liga Tucumana de Fútbol               |
| Norte                                   | Club Atlético Jorge Newbery                        | Aguilares                   | Tucumán                     | Liga Tucumana de Fútbol               |
| Norte                                   | Club Atlético San Martín                           | San Miguel de Tucumán       | Tucumán                     | Liga Tucumana de Fútbol               |
| Litoral                                 |                                                    |                             |                             |                                       |
| Club Atlético Sarmiento                 | Resistencia                                        | Chaco                       | Liga Chaqueña de Fútbol     |                                       |
| Club Atlético Boca Unidos               | Corrientes                                         | Corrientes                  | Liga Correntina de Fútbol   |                                       |
| Club Atlético Belgrano                  | Paraná                                             | Entre Ríos                  | Liga Paranaense de Fútbol   |                                       |
| Club Atlético Posadas                   | Posadas                                            | Misiones                    | Liga Posadeña de Fútbol     |                                       |
| Andina                                  |                                                    |                             |                             |                                       |
| Club Sportivo Defensores de Las Paredes | Las Paredes                                        | Mendoza                     | Liga Sanrafaelina de Fútbol |                                       |
| Club Atlético Gimnasia y Esgrima        | Mendoza                                            | Mendoza                     | Liga Mendocina de Fútbol    |                                       |
| Club Sportivo Independiente Rivadavia   | Mendoza                                            | Mendoza                     | Liga Mendocina de Fútbol    |                                       |
| Atlético Club San Martín                | San Martín                                         | Mendoza                     | Liga Mendocina de Fútbol    |                                       |
| Club Social y Deportivo Aberastain      | Villa Aberastain                                   | San Juan                    | Liga Sanjuanina de Fútbol   |                                       |
| Club Atlético de la Juventud Alianza    | Santa Lucía                                        | San Juan                    | Liga Sanjuanina de Fútbol   |                                       |
| Centro                                  | Club Atlético Argentino                            | Marcos Juárez               | Córdoba                     | Liga Bellvillense de Fútbol           |
| Centro                                  | Alianza Deportiva Colón                            | Córdoba                     | Córdoba                     | Liga Cordobesa de Fútbol              |
| Centro                                  | Asociación Atlética Estudiantes                    | Río Cuarto                  | Córdoba                     | Liga Regional de Fútbol de Río Cuarto |
| Centro                                  | Club Sportivo Belgrano                             | San Francisco               | Córdoba                     | Liga Regional de Fútbol               |
| Bonaerense                              |                                                    |                             |                             |                                       |
| Argentino Oeste Fútbol Club             | San Nicolás                                        | Buenos Aires                | Liga Nicoleña de Fútbol     |                                       |
| Club Atlético El Linqueño               | Lincoln                                            | Buenos Aires                | Liga Amateur de Deportes    |                                       |
| Club Atlético Estudiantes               | Olavarría                                          | Buenos Aires                | Liga de Fútbol de Olavarría |                                       |
| Grupo Universitario                     | Tandil                                             | Buenos Aires                | Liga Tandilense de Fútbol   |                                       |
| Club Atlético Kimberley                 | Mar del Plata                                      | Buenos Aires                | Liga Marplatense de Fútbol  |                                       |
| Club Olimpo                             | Bahía Blanca                                       | Buenos Aires                | Liga del Sur                |                                       |
| Club Tráfico's Old Boys                 | Pergamino                                          | Buenos Aires                | Liga de Fútbol de Pergamino |                                       |
| Sur                                     | Club Atlético Huracán                              | Comodoro Rivadavia          | Chubut                      | Liga de Fútbol de Comodoro Rivadavia  |
| Sur                                     | Racing Club                                        | Trelew                      | Chubut                      | Liga de Fútbol Valle del Chubut       |
| Sur                                     | Club Social y Deportivo Alianza                    | Cutral Có                   | Neuquén                     | Liga de Fútbol de Neuquén             |
| Sur                                     | Club Atlético Independiente                        | Neuquén                     | Neuquén                     | Liga de Fútbol de Neuquén             |
| Sur                                     | Club Social y Deportivo General Roca               | General Roca                | Río Negro                   | Liga Deportiva Confluencia            |
| Sur                                     | Club Social y Deportivo Estrella del Sur           | Caleta Olivia               | Santa Cruz                  | Liga de Fútbol Norte de Santa Cruz    |
| Sur                                     | Club Atlético Petrolero Austral                    | Río Gallegos                | Santa Cruz                  | Liga de Fútbol Sur de Santa Cruz      |
| Sur                                     | Club Social y Deportivo Bernardo O'Higgins         | Río Grande                  | Tierra del Fuego            | Liga Oficial de Fútbol Río Grande     |

### Etapa final
Cuatro equipos provenientes de la Primera B se incorporaron a la etapa final de este torneo.
| Equipo                    | Localidad       |
| ------------------------- | --------------- |
| Arsenal Fútbol Club       | Sarandí         |
| Club Almirante Brown      | Isidro Casanova |
| Club Atlético Estudiantes | Caseros         |
| Club Villa Dálmine        | Campana         |

### Distribución geográfica
Listado por provincia de los equipos clasificados a los zonales.
| Provincia           | Cant. | Equipos |
| ------------------- | ----- | --- |
| Buenos Aires        | 11    | Argentino Oeste, El Linqueño, Estudiantes (O), Ferro Carril Oeste (TL), Grupo Universitario, Kimberley, Olimpo, Racing (Colón), Sportivo Piazza, Tráfico's Old Boys y Villarino (Ch) |
| Córdoba             | 4     | Argentino (MJ), Colón, Estudiantes (RC) y Sportivo Belgrano (SF) |
| Mendoza             | 4     | Defensores de Las Paredes, Gimnasia y Esgrima, Independiente Rivadavia y San Martín                                                                                                  |
| Tucumán             | 4     | Atlético Tucumán, Concepción F.C., Jorge Newbery (A) y San Martín |
| Santa Fe            | 3     | 9 de Julio (R), Arroyo Seco y El Expreso |
| Catamarca           | 2     | Defensores de Esquiú y San Lorenzo de Alem |
| Chaco               | 2     | Juventud Unida (Ch) y Sarmiento (R) |
| Chubut              | 2     | Huracán (CR) y Racing (T) |
| Corrientes          | 2     | Boca Unidos y Huracán (G) |
| Entre Ríos          | 2     | Atlético Sauce y Belgrano (P) |
| Jujuy               | 2     | Altos Hornos Zapla y Atlético Ledesma |
| Misiones            | 2     | Atlético Alem y Atlético Posadas |
| Neuquén             | 2     | Alianza de Cutral Có e Independiente |
| Río Negro           | 2     | Deportivo Roca y Tiro Federal Huahuel Niyeo |
| Salta               | 2     | Deportivo Tabacal y Juventud Antoniana |
| San Juan            | 2     | Deportivo Aberastain y Juventud Alianza |
| Santa Cruz          | 2     | Estrella del Sur (CO) y Petrolero Austral |
| Santiago del Estero | 2     | Mitre y Talleres (F) |
| Formosa             | 1     | José Manuel Estrada |
| La Pampa            | 1     | Costa Brava |
| La Rioja            | 1     | Unión |
| San Luis            | 1     | Colegiales (VM) |
| Tierra del Fuego    | 1     | Bernardo O’Higgins (RG). |
| Total               | 57    | |

## Etapa provincial

### Buenos Aires

#### Zona A

##### Tabla de posiciones
| Pos. | Equipo                           | Pts. | PJ | PG | PE | PP | GF | GC | Dif. |
| ---- | -------------------------------- | ---- | -- | -- | -- | -- | -- | -- | ---- |
| 01.º | Belgrano (Zárate)                | 17   | 10 | 8  | 1  | 1  | 27 | 13 | 14   |
| 02.º | Racing Club (Colón)              | 15   | 10 | 7  | 1  | 2  | 23 | 7  | 16   |
| 03.º | Paraná F.C. (San Pedro)          | 13   | 10 | 5  | 3  | 2  | 23 | 15 | 8    |
| 04.º | San Francisco (Arrecifes)        | 5    | 10 | 2  | 1  | 7  | 10 | 21 | −11  |
| 05.º | Sol de América (Campana)         | 5    | 10 | 2  | 1  | 7  | 12 | 25 | −13  |
| 06.º | Rivadavia (San Antonio de Areco) | 5    | 10 | 2  | 1  | 7  | 14 | 28 | −14  |

|  | Clasificado al Zonal Sureste-Región Bonaerense |

|  |

##### Resultados
| Fecha 1       | Fecha 1   | Fecha 1        | Fecha 1   | Fecha 1       | Fecha 1 |
| Local         | Resultado | Visitante      | Estadio   | Fecha         |         |
| ------------- | --------- | -------------- | --------- | ------------- | ------- |
| Belgrano      | 1 - 0     | Sol de América | Zárate    | 19 de octubre |         |
| Racing        | 2 - 2     | Paraná FC      | Colón     | 19 de octubre |         |
| San Francisco | 2 - 2     | Rivadavia      | Arrecifes | 19 de octubre |         |

| Fecha 2        | Fecha 2   | Fecha 2   | Fecha 2              | Fecha 2       | Fecha 2 |
| Local          | Resultado | Visitante | Estadio              | Fecha         |         |
| -------------- | --------- | --------- | -------------------- | ------------- | ------- |
| Rivadavia      | 0 - 4     | Belgrano  | San Antonio de Areco | 26 de octubre |         |
| San Francisco  | 1 - 0     | Racing    | Arrecifes            | 26 de octubre |         |
| Sol de América | 1 - 1     | Paraná FC | Campana              | 26 de octubre |         |

| Fecha 3   | Fecha 3   | Fecha 3        | Fecha 3   | Fecha 3        | Fecha 3 |
| Local     | Resultado | Visitante      | Estadio   | Fecha          |         |
| --------- | --------- | -------------- | --------- | -------------- | ------- |
| Belgrano  | 4 - 1     | San Francisco  | Zárate    | 2 de noviembre |         |
| Racing    | 3 - 0     | Sol de América | Colón     | 2 de noviembre |         |
| Paraná FC | 5 - 1     | Rivadavia      | San Pedro | 2 de noviembre |         |

| Fecha 4       | Fecha 4   | Fecha 4        | Fecha 4              | Fecha 4        | Fecha 4 |
| Local         | Resultado | Visitante      | Estadio              | Fecha          |         |
| ------------- | --------- | -------------- | -------------------- | -------------- | ------- |
| Belgrano      | 2 - 1     | Racing         | Zárate               | 9 de noviembre |         |
| Rivadavia     | 3 - 1     | Sol de América | San Antonio de Areco | 9 de noviembre |         |
| San Francisco | 0 - 1     | Paraná FC      | Arrecifes            | 9 de noviembre |         |

| Fecha 5        | Fecha 5   | Fecha 5       | Fecha 5   | Fecha 5         | Fecha 5 |
| Local          | Resultado | Visitante     | Estadio   | Fecha           |         |
| -------------- | --------- | ------------- | --------- | --------------- | ------- |
| Racing         | 2 - 0     | Rivadavia     | Colón     | 16 de noviembre |         |
| Paraná FC      | 1 - 1     | Belgrano      | San Pedro | 16 de noviembre |         |
| Sol de América | 1 - 0     | San Francisco | Campana   | 16 de noviembre |         |

| Fecha 6        | Fecha 6   | Fecha 6       | Fecha 6              | Fecha 6         | Fecha 6 |
| Local          | Resultado | Visitante     | Estadio              | Fecha           |         |
| -------------- | --------- | ------------- | -------------------- | --------------- | ------- |
| Paraná FC      | 0 - 2     | Racing        | San Pedro            | 23 de noviembre |         |
| Rivadavia      | 2 - 0     | San Francisco | San Antonio de Areco | 23 de noviembre |         |
| Sol de América | 1 - 3     | Belgrano      | Campana              | 23 de noviembre |         |

| Fecha 7   | Fecha 7   | Fecha 7        | Fecha 7   | Fecha 7         | Fecha 7 |
| Local     | Resultado | Visitante      | Estadio   | Fecha           |         |
| --------- | --------- | -------------- | --------- | --------------- | ------- |
| Belgrano  | 4 - 3     | Rivadavia      | Zárate    | 30 de noviembre |         |
| Racing    | 3 - 1     | San Francisco  | Colón     | 30 de noviembre |         |
| Paraná FC | 5 - 2     | Sol de América | San Pedro | 30 de noviembre |         |

| Fecha 8        | Fecha 8   | Fecha 8   | Fecha 8              | Fecha 8        | Fecha 8 |
| Local          | Resultado | Visitante | Estadio              | Fecha          |         |
| -------------- | --------- | --------- | -------------------- | -------------- | ------- |
| Rivadavia      | 2 - 3     | Paraná FC | San Antonio de Areco | 7 de diciembre |         |
| San Francisco  | 0- 3      | Racing    | Arrecifes            | 7 de diciembre |         |
| Sol de América | 1 - 5     | Belgrano  | Campana              | 7 de diciembre |         |

| Fecha 9        | Fecha 9   | Fecha 9       | Fecha 9   | Fecha 9         | Fecha 9 |
| Local          | Resultado | Visitante     | Estadio   | Fecha           |         |
| -------------- | --------- | ------------- | --------- | --------------- | ------- |
| Racing         | 3 - 0     | Belgrano      | Colón     | 14 de diciembre |         |
| Paraná FC      | 3 - 1     | San Francisco | San Pedro | 14 de diciembre |         |
| Sol de América | 3 - 0     | Rivadavia     | Campana   | 14 de diciembre |         |

| Fecha 10      | Fecha 10  | Fecha 10       | Fecha 10             | Fecha 10        | Fecha 10 |
| Local         | Resultado | Visitante      | Estadio              | Fecha           |          |
| ------------- | --------- | -------------- | -------------------- | --------------- | -------- |
| Belgrano      | 3 - 2     | Paraná FC      | Zárate               | 21 de diciembre |          |
| Rivadavia     | 1 - 4     | Racing         | San Antonio de Areco | 21 de diciembre |          |
| San Francisco | 4 - 2     | Sol de América | Arrecifes            | 21 de diciembre |          |

#### Zona B

##### Tabla de posiciones
| Pos. | Equipo                           | Pts. | PJ | PG | PE | PP | GF | GC | Dif. |
| ---- | -------------------------------- | ---- | -- | -- | -- | -- | -- | -- | ---- |
| 01.º | Villarino (Chivilcoy)            | 18   | 10 | 9  | 0  | 1  | 29 | 8  | 21   |
| 02.º | Vélez Sarsfield (Mercedes)       | 18   | 10 | 9  | 0  | 1  | 28 | 9  | 19   |
| 03.º | Abrojal (Pilar)                  | 13   | 10 | 4  | 5  | 1  | 19 | 20 | −1   |
| 04.º | Mechita (Mechita)                | 7    | 10 | 2  | 3  | 5  | 20 | 18 | 2    |
| 05.º | Unidos de Olmos (Lisandro Olmos) | 5    | 10 | 1  | 3  | 6  | 15 | 33 | −18  |
| 06.º | San Lorenzo (Luján)              | 3    | 10 | 0  | 3  | 7  | 10 | 32 | −22  |

|  | Clasificado al Zonal Sureste-Región Bonaerense |

|  |

##### Resultados
| Fecha 1         | Fecha 1   | Fecha 1     | Fecha 1        | Fecha 1       | Fecha 1 |
| Local           | Resultado | Visitante   | Estadio        | Fecha         |         |
| --------------- | --------- | ----------- | -------------- | ------------- | ------- |
| Vélez Sarsfield | 2 - 0     | Abrojal     | Mercedes       | 19 de octubre |         |
| Mechita         | 1 - 2     | Villarino   | Mechita        | 19 de octubre |         |
| Unidos de Olmos | 2 - 2     | San Lorenzo | Lisandro Olmos | 19 de octubre |         |

| Fecha 2         | Fecha 2   | Fecha 2         | Fecha 2   | Fecha 2       | Fecha 2 |
| Local           | Resultado | Visitante       | Estadio   | Fecha         |         |
| --------------- | --------- | --------------- | --------- | ------------- | ------- |
| Villarino       | 3 - 1     | San Lorenzo     | Chivilcoy | 26 de octubre |         |
| Vélez Sarsfield | 2 - 0     | Unidos de Olmos | Mercedes  | 26 de octubre |         |
| Abrojal         | 2 - 1     | Mechita         | Pilar     | 26 de octubre |         |

| Fecha 3         | Fecha 3   | Fecha 3         | Fecha 3        | Fecha 3        | Fecha 3 |
| Local           | Resultado | Visitante       | Estadio        | Fecha          |         |
| --------------- | --------- | --------------- | -------------- | -------------- | ------- |
| Mechita         | 2 - 3     | Vélez Sarsfield | Mechita        | 2 de noviembre |         |
| Unidos de Olmos | 0 - 4     | Villarino       | Lisandro Olmos | 2 de noviembre |         |
| San Lorenzo     | 2 - 3     | Abrojal         | Luján          | 2 de noviembre |         |

| Fecha 4         | Fecha 4   | Fecha 4         | Fecha 4  | Fecha 4        | Fecha 4 |
| Local           | Resultado | Visitante       | Estadio  | Fecha          |         |
| --------------- | --------- | --------------- | -------- | -------------- | ------- |
| Vélez Sarsfield | 4 - 1     | San Lorenzo     | Mercedes | 9 de noviembre |         |
| Abrojal         | 0 - 2     | Villarino       | Pilar    | 9 de noviembre |         |
| Mechita         | 1 - 1     | Unidos de Olmos | Mechita  | 9 de noviembre |         |

| Fecha 5         | Fecha 5   | Fecha 5         | Fecha 5        | Fecha 5         | Fecha 5 |
| Local           | Resultado | Visitante       | Estadio        | Fecha           |         |
| --------------- | --------- | --------------- | -------------- | --------------- | ------- |
| Villarino       | 2 - 1     | Vélez Sarsfield | Chivilcoy      | 16 de noviembre |         |
| Unidos de Olmos | 3 - 2     | Abrojal         | Lisandro Olmos | 16 de noviembre |         |
| San Lorenzo     | 0 - 0     | Mechita         | Luján          | 16 de noviembre |         |

| Fecha 6     | Fecha 6   | Fecha 6         | Fecha 6   | Fecha 6         | Fecha 6 |
| Local       | Resultado | Visitante       | Estadio   | Fecha           |         |
| ----------- | --------- | --------------- | --------- | --------------- | ------- |
| Villarino   | 3 - 2     | Mechita         | Chivilcoy | 23 de noviembre |         |
| Abrojal     | 1 - 2     | Vélez Sarsfield | Pilar     | 23 de noviembre |         |
| San Lorenzo | 2 - 2     | Unidos de Olmos | Luján     | 23 de noviembre |         |

| Fecha 7         | Fecha 7   | Fecha 7         | Fecha 7        | Fecha 7         | Fecha 7 |
| Local           | Resultado | Visitante       | Estadio        | Fecha           |         |
| --------------- | --------- | --------------- | -------------- | --------------- | ------- |
| Mechita         | 2 - 2     | Abrojal         | Mechita        | 30 de noviembre |         |
| Unidos de Olmos | 2 - 4     | Vélez Sarsfield | Lisandro Olmos | 30 de noviembre |         |
| San Lorenzo     | 0 - 5     | Villarino       | Luján          | 30 de noviembre |         |

| Fecha 8         | Fecha 8   | Fecha 8         | Fecha 8   | Fecha 8        | Fecha 8 |
| Local           | Resultado | Visitante       | Estadio   | Fecha          |         |
| --------------- | --------- | --------------- | --------- | -------------- | ------- |
| Villarino       | 5 - 1     | Unidos de Olmos | Chivilcoy | 7 de diciembre |         |
| Vélez Sarsfield | 3 - 1     | Mechita         | Mercedes  | 7 de diciembre |         |
| Abrojal         | 4 - 2     | San Lorenzo     | Pilar     | 7 de diciembre |         |

| Fecha 9         | Fecha 9   | Fecha 9         | Fecha 9        | Fecha 9         | Fecha 9 |
| Local           | Resultado | Visitante       | Estadio        | Fecha           |         |
| --------------- | --------- | --------------- | -------------- | --------------- | ------- |
| Villarino       | 2 - 0     | Abrojal         | Chivilcoy      | 14 de diciembre |         |
| Unidos de Olmos | 2 - 6     | Mechita         | Lisandro Olmos | 14 de diciembre |         |
| San Lorenzo     | 0 - 5     | Vélez Sarsfield | Luján          | 14 de diciembre |         |

| Fecha 10        | Fecha 10  | Fecha 10    | Fecha 10       | Fecha 10        | Fecha 10 |
| Local           | Resultado | Visitante   | Estadio        | Fecha           |          |
| --------------- | --------- | ----------- | -------------- | --------------- | -------- |
| Vélez Sarsfield | 2 - 0     | Villarino   | Mercedes       | 21 de diciembre |          |
| Unidos de Olmos | 5 - 2     | Abrojal     | Lisandro Olmos | 21 de diciembre |          |
| Mechita         | 4 - 0     | San Lorenzo | Mechita        | 21 de diciembre |          |

##### Desempate del primer puesto
| Partido   | Partido   | Partido         | Partido | Partido         | Partido |
| Equipo 1  | Resultado | Equipo 2        | Estadio | Fecha           |         |
| --------- | --------- | --------------- | ------- | --------------- | ------- |
| Villarino | 2 - 1     | Vélez Sarsfield | Bragado | 28 de diciembre |         |

#### Zona C

##### Tabla de posiciones
| Pos. | Equipo                                   | Pts. | PJ | PG | PE | PP | GF | GC | Dif. |
| ---- | ---------------------------------------- | ---- | -- | -- | -- | -- | -- | -- | ---- |
| 01.º | Ferro Carril Oeste (Trenque Lauquen)     | 16   | 10 | 7  | 2  | 1  | 18 | 7  | 11   |
| 02.º | FC Tres Algarrobos (Tres Algarrobos)     | 14   | 10 | 5  | 4  | 1  | 14 | 9  | 5    |
| 03.º | Atlético Villegas (General Villegas)     | 12   | 10 | 4  | 4  | 2  | 15 | 8  | 7    |
| 04.º | Atlético Argentino (Tres Lomas)          | 6    | 10 | 2  | 2  | 6  | 12 | 16 | −4   |
| 05.º | Estudiantes Unidos (Pehuajó)             | 6    | 10 | 2  | 2  | 6  | 11 | 17 | −6   |
| 06.º | Independiente (San José, Coronel Suárez) | 6    | 10 | 1  | 4  | 5  | 5  | 19 | −14  |

|  | Clasificado al Zonal Sureste-Región Bonaerense |

|  |

##### Resultados
| Fecha 1            | Fecha 1   | Fecha 1            | Fecha 1         | Fecha 1       | Fecha 1 |
| Local              | Resultado | Visitante          | Estadio         | Fecha         |         |
| ------------------ | --------- | ------------------ | --------------- | ------------- | ------- |
| FC Tres Algarrobos | 0 - 0     | Atlético Villegas  | Tres Algarrobos | 19 de octubre |         |
| Estudiantes Unidos | 1 - 2     | Ferro Carril Oeste | Pehuajó         | 19 de octubre |         |
| Atlético Argentino | 2 - 0     | Independiente      | Tres Lomas      | 19 de octubre |         |

| Fecha 2            | Fecha 2   | Fecha 2            | Fecha 2          | Fecha 2       | Fecha 2 |
| Local              | Resultado | Visitante          | Estadio          | Fecha         |         |
| ------------------ | --------- | ------------------ | ---------------- | ------------- | ------- |
| Atlético Villegas  | 0 - 0     | Ferro Carril Oeste | General Villegas | 26 de octubre |         |
| Atlético Argentino | 1 - 1     | Estudiantes Unidos | Tres Lomas       | 26 de octubre |         |
| Independiente      | 0 - 2     | FC Tres Algarrobos | San José         | 26 de octubre |         |

| Fecha 3            | Fecha 3   | Fecha 3            | Fecha 3         | Fecha 3        | Fecha 3 |
| Local              | Resultado | Visitante          | Estadio         | Fecha          |         |
| ------------------ | --------- | ------------------ | --------------- | -------------- | ------- |
| Ferro Carril Oeste | 3 - 0     | Independiente      | Trenque Lauquen | 2 de noviembre |         |
| FC Tres Algarrobos | 2 - 1     | Atlético Argentino | Tres Algarrobos | 2 de noviembre |         |
| Estudiantes Unidos | 1 - 0     | Atlético Villegas  | Pehuajó         | 2 de noviembre |         |

| Fecha 4            | Fecha 4   | Fecha 4            | Fecha 4         | Fecha 4        | Fecha 4 |
| Local              | Resultado | Visitante          | Estadio         | Fecha          |         |
| ------------------ | --------- | ------------------ | --------------- | -------------- | ------- |
| FC Tres Algarrobos | 2 - 1     | Estudiantes Unidos | Tres Algarrobos | 9 de noviembre |         |
| Atlético Argentino | 1 - 0     | Ferro Carril Oeste | Tres Lomas      | 9 de noviembre |         |
| Independiente      | 1 - 1     | Atlético Villegas  | San José        | 9 de noviembre |         |

| Fecha 5            | Fecha 5   | Fecha 5            | Fecha 5          | Fecha 5         | Fecha 5 |
| Local              | Resultado | Visitante          | Estadio          | Fecha           |         |
| ------------------ | --------- | ------------------ | ---------------- | --------------- | ------- |
| Ferro Carril Oeste | 2 - 1     | FC Tres Algarrobos | Trenque Lauquen  | 16 de noviembre |         |
| Atlético Villegas  | 2 - 1     | Atlético Argentino | General Villegas | 16 de noviembre |         |
| Estudiantes Unidos | 0 - 0     | Independiente      | Pehuajó          | 16 de noviembre |         |

| Fecha 6            | Fecha 6   | Fecha 6            | Fecha 6          | Fecha 6         | Fecha 6 |
| Local              | Resultado | Visitante          | Estadio          | Fecha           |         |
| ------------------ | --------- | ------------------ | ---------------- | --------------- | ------- |
| Ferro Carril Oeste | 2 - 1     | Estudiantes Unidos | Trenque Lauquen  | 23 de noviembre |         |
| Atlético Villegas  | 0 - 0     | FC Tres Algarrobos | General Villegas | 23 de noviembre |         |
| Independiente      | 1 - 1     | Atlético Argentino | San José         | 23 de noviembre |         |

| Fecha 7            | Fecha 7   | Fecha 7            | Fecha 7         | Fecha 7         | Fecha 7 |
| Local              | Resultado | Visitante          | Estadio         | Fecha           |         |
| ------------------ | --------- | ------------------ | --------------- | --------------- | ------- |
| Ferro Carril Oeste | 2 - 0     | Atlético Villegas  | Trenque Lauquen | 30 de noviembre |         |
| FC Tres Algarrobos | 1 - 1     | Independiente      | Tres Algarrobos | 30 de noviembre |         |
| Estudiantes Unidos | 3 - 1     | Atlético Argentino | Pehuajó         | 30 de noviembre |         |

| Fecha 8            | Fecha 8   | Fecha 8            | Fecha 8          | Fecha 8        | Fecha 8 |
| Local              | Resultado | Visitante          | Estadio          | Fecha          |         |
| ------------------ | --------- | ------------------ | ---------------- | -------------- | ------- |
| Atlético Villegas  | 5 - 1     | Estudiantes Unidos | General Villegas | 7 de diciembre |         |
| Atlético Argentino | 1 - 2     | FC Tres Algarrobos | Tres Lomas       | 7 de diciembre |         |
| Independiente      | 0 - 4     | Ferro Carril Oeste | San José         | 7 de diciembre |         |

| Fecha 9            | Fecha 9   | Fecha 9            | Fecha 9          | Fecha 9         | Fecha 9 |
| Local              | Resultado | Visitante          | Estadio          | Fecha           |         |
| ------------------ | --------- | ------------------ | ---------------- | --------------- | ------- |
| Ferro Carril Oeste | 2 - 1     | Atlético Argentino | Trenque Lauquen  | 14 de diciembre |         |
| Atlético Villegas  | 4 - 0     | Independiente      | General Villegas | 14 de diciembre |         |
| Estudiantes Unidos | 1 - 2     | FC Tres Algarrobos | Pehuajó          | 14 de diciembre |         |

| Fecha 10           | Fecha 10  | Fecha 10           | Fecha 10        | Fecha 10        | Fecha 10 |
| Local              | Resultado | Visitante          | Estadio         | Fecha           |          |
| ------------------ | --------- | ------------------ | --------------- | --------------- | -------- |
| FC Tres Algarrobos | 2 - 2     | Ferro Carril Oeste | Tres Algarrobos | 21 de diciembre |          |
| Atlético Argentino | 2 - 3     | Atlético Villegas  | Tres Lomas      | 21 de diciembre |          |
| Independiente      | 2 - 1     | Estudiantes Unidos | San José        | 21 de diciembre |          |

#### Zona D

##### Tabla de posiciones
| Pos. | Equipo                                 | Pts. | PJ | PG | PE | PP | GF | GC | Dif. |
| ---- | -------------------------------------- | ---- | -- | -- | -- | -- | -- | -- | ---- |
| 01.º | Sportivo Piazza (Azul)                 | 15   | 10 | 6  | 3  | 1  | 24 | 8  | 16   |
| 02.º | Deportivo La Dulce (Estación La Dulce) | 13   | 10 | 5  | 3  | 2  | 15 | 6  | 9    |
| 03.º | Los del Clan (General Madariaga)       | 12   | 10 | 5  | 2  | 3  | 15 | 18 | −3   |
| 04.º | Quilmes (Tres Arroyos)                 | 8    | 10 | 1  | 6  | 3  | 14 | 21 | −7   |
| 05.º | Ever Ready (Dolores)                   | 8    | 10 | 2  | 4  | 4  | 7  | 14 | −7   |
| 06.º | Independiente (Daireaux)               | 4    | 10 | 1  | 2  | 7  | 12 | 20 | −8   |

|  | Clasificado al Zonal Sureste-Región Bonaerense |

|  |

##### Resultados
| Fecha 1            | Fecha 1   | Fecha 1         | Fecha 1           | Fecha 1       | Fecha 1 |
| Local              | Resultado | Visitante       | Estadio           | Fecha         |         |
| ------------------ | --------- | --------------- | ----------------- | ------------- | ------- |
| Deportivo La Dulce | 1 - 1     | Quilmes         | Estación La Dulce | 19 de octubre |         |
| Ever Ready         | 2 - 1     | Los del Clan    | Dolores           | 19 de octubre |         |
| Independiente      | 2 - 2     | Sportivo Piazza | Daireaux          | 19 de octubre |         |

| Fecha 2            | Fecha 2   | Fecha 2         | Fecha 2           | Fecha 2       | Fecha 2 |
| Local              | Resultado | Visitante       | Estadio           | Fecha         |         |
| ------------------ | --------- | --------------- | ----------------- | ------------- | ------- |
| Deportivo La Dulce | 2 - 1     | Independiente   | Estación La Dulce | 26 de octubre |         |
| Los del Clan       | 3 - 2     | Sportivo Piazza | General Madariaga | 26 de octubre |         |
| Quilmes            | 1 - 1     | Ever Ready      | Tres Arroyos      | 26 de octubre |         |

| Fecha 3         | Fecha 3   | Fecha 3            | Fecha 3 | Fecha 3        | Fecha 3 |
| Local           | Resultado | Visitante          | Estadio | Fecha          |         |
| --------------- | --------- | ------------------ | ------- | -------------- | ------- |
| Sportivo Piazza | 2 - 1     | Quilmes            | Azul    | 2 de noviembre |         |
| Ever Ready      | 0 - 0     | Deportivo La Dulce | Dolores | 2 de noviembre |         |
| Independiente   | 1 - 2     | Los del Clan       |         | 2 de noviembre |         |

| Fecha 4            | Fecha 4   | Fecha 4         | Fecha 4           | Fecha 4        | Fecha 4 |
| Local              | Resultado | Visitante       | Estadio           | Fecha          |         |
| ------------------ | --------- | --------------- | ----------------- | -------------- | ------- |
| Deportivo La Dulce | 1 - 1     | Sportivo Piazza | Estación La Dulce | 9 de noviembre |         |
| Quilmes            | 1 - 1     | Los del Clan    | Tres Arroyos      | 9 de noviembre |         |
| Ever Ready         | 2 - 1     | Independiente   | Dolores           | 9 de noviembre |         |

| Fecha 5         | Fecha 5   | Fecha 5            | Fecha 5           | Fecha 5         | Fecha 5 |
| Local           | Resultado | Visitante          | Estadio           | Fecha           |         |
| --------------- | --------- | ------------------ | ----------------- | --------------- | ------- |
| Sportivo Piazza | 3 - 0     | Ever Ready         | Azul              | 16 de noviembre |         |
| Los del Clan    | 2 - 1     | Deportivo La Dulce | General Madariaga | 16 de noviembre |         |
| Independiente   | 2 - 2     | Quilmes            | Daireaux          | 16 de noviembre |         |

| Fecha 6         | Fecha 6   | Fecha 6            | Fecha 6           | Fecha 6         | Fecha 6 |
| Local           | Resultado | Visitante          | Estadio           | Fecha           |         |
| --------------- | --------- | ------------------ | ----------------- | --------------- | ------- |
| Sportivo Piazza | 2 - 0     | Independiente      | Azul              | 23 de noviembre |         |
| Los del Clan    | 1 - 1     | Ever Ready         | General Madariaga | 23 de noviembre |         |
| Quilmes         | 0 - 5     | Deportivo La Dulce | Tres Arroyos      | 23 de noviembre |         |

| Fecha 7         | Fecha 7   | Fecha 7            | Fecha 7  | Fecha 7         | Fecha 7 |
| Local           | Resultado | Visitante          | Estadio  | Fecha           |         |
| --------------- | --------- | ------------------ | -------- | --------------- | ------- |
| Sportivo Piazza | 7 - 0     | Los del Clan       | Azul     | 30 de noviembre |         |
| Ever Ready      | 1 - 1     | Quilmes            | Dolores  | 30 de noviembre |         |
| Independiente   | 0 - 1     | Deportivo La Dulce | Daireaux | 30 de noviembre |         |

| Fecha 8            | Fecha 8   | Fecha 8         | Fecha 8           | Fecha 8        | Fecha 8 |
| Local              | Resultado | Visitante       | Estadio           | Fecha          |         |
| ------------------ | --------- | --------------- | ----------------- | -------------- | ------- |
| Deportivo La Dulce | 1 - 0     | Ever Ready      | Estación La Dulce | 7 de diciembre |         |
| Los del Clan       | 1 - 0     | Independiente   | General Madariaga | 7 de diciembre |         |
| Quilmes            | 1 - 1     | Sportivo Piazza | Tres Arroyos      | 7 de diciembre |         |

| Fecha 9         | Fecha 9   | Fecha 9            | Fecha 9           | Fecha 9         | Fecha 9 |
| Local           | Resultado | Visitante          | Estadio           | Fecha           |         |
| --------------- | --------- | ------------------ | ----------------- | --------------- | ------- |
| Sportivo Piazza | 1 - 0     | Deportivo La Dulce | Azul              | 14 de diciembre |         |
| Los del Clan    | 4 - 0     | Quilmes            | General Madariaga | 14 de diciembre |         |
| Independiente   | 2 - 0     | Ever Ready         | Daireaux          | 14 de diciembre |         |

| Fecha 10           | Fecha 10  | Fecha 10        | Fecha 10          | Fecha 10        | Fecha 10 |
| Local              | Resultado | Visitante       | Estadio           | Fecha           |          |
| ------------------ | --------- | --------------- | ----------------- | --------------- | -------- |
| Deportivo La Dulce | 3 - 0     | Los del Clan    | Estación La Dulce | 21 de diciembre |          |
| Quilmes            | 6 - 3     | Independiente   | Tres Arroyos      | 21 de diciembre |          |
| Ever Ready         | 0 - 3     | Sportivo Piazza | Dolores           | 21 de diciembre |          |

### Catamarca

#### Tabla de posiciones
| Pos. | Equipo               | Pts. | PJ | PG | PE | PP | GF | GC | Dif. |
| ---- | -------------------- | ---- | -- | -- | -- | -- | -- | -- | ---- |
| 01.º | San Lorenzo de Alem  | 6    | 4  | 3  | 0  | 1  | 7  | 2  | 5    |
| 02.º | Defensores de Esquiú | 4    | 4  | 2  | 0  | 2  | 3  | 4  | −1   |
| 03.º | Peñarol (Belén)      | 2    | 4  | 1  | 0  | 3  | 1  | 5  | −4   |

|  | Clasificado al Zonal Noroeste-Región Andina |

|  |

##### Resultados
| Fecha 1             | Fecha 1   | Fecha 1              | Fecha 1    | Fecha 1       | Fecha 1 |
| Local               | Resultado | Visitante            | Estadio    | Fecha         |         |
| ------------------- | --------- | -------------------- | ---------- | ------------- | ------- |
| San Lorenzo de Alem | 2 - 1     | Defensores de Esquiú | Catamaraca | 26 de octubre |         |
| Libre: Peñarol      |           |                      |            |               |         |

| Fecha 2                     | Fecha 2   | Fecha 2             | Fecha 2 | Fecha 2        | Fecha 2 |
| Local                       | Resultado | Visitante           | Estadio | Fecha          |         |
| --------------------------- | --------- | ------------------- | ------- | -------------- | ------- |
| Peñarol                     | 1 - 0     | San Lorenzo de Alem | Belén   | 2 de noviembre |         |
| Libre: Defensores de Esquiú |           |                     |         |                |         |

| Fecha 3                    | Fecha 3   | Fecha 3   | Fecha 3  | Fecha 3        | Fecha 3 |
| Local                      | Resultado | Visitante | Estadio  | Fecha          |         |
| -------------------------- | --------- | --------- | -------- | -------------- | ------- |
| Defensores de Esquiú       | 1 - 0     | Belén     | San José | 9 de noviembre |         |
| Libre: San Lorenzo de Alem |           |           |          |                |         |

| Fecha 4              | Fecha 4   | Fecha 4             | Fecha 4  | Fecha 4         | Fecha 4 |
| Local                | Resultado | Visitante           | Estadio  | Fecha           |         |
| -------------------- | --------- | ------------------- | -------- | --------------- | ------- |
| Defensores de Esquiú | 0 - 2     | San Lorenzo de Alem | San José | 16 de noviembre |         |
| Libre: Peñarol       |           |                     |          |                 |         |

| Fecha 5                     | Fecha 5   | Fecha 5   | Fecha 5   | Fecha 5         | Fecha 5 |
| Local                       | Resultado | Visitante | Estadio   | Fecha           |         |
| --------------------------- | --------- | --------- | --------- | --------------- | ------- |
| San Lorenzo de Alem         | 3 - 0     | Peñarol   | Catamarca | 23 de noviembre |         |
| Libre: Defensores de Esquiú |           |           |           |                 |         |

| Fecha 6                    | Fecha 6   | Fecha 6              | Fecha 6 | Fecha 6         | Fecha 6 |
| Local                      | Resultado | Visitante            | Estadio | Fecha           |         |
| -------------------------- | --------- | -------------------- | ------- | --------------- | ------- |
| Peñarol                    | 0 - 1     | Defensores de Esquiú | Belén   | 30 de noviembre |         |
| Libre: San Lorenzo de Alem |           |                      |         |                 |         |

### Chaco

#### Tabla de posiciones
| Pos. | Equipo                            | Pts. | PJ | PG | PE | PP | GF | GC | Dif. |
| ---- | --------------------------------- | ---- | -- | -- | -- | -- | -- | -- | ---- |
| 01.º | Juventud Unida (Charata)          | 5    | 4  | 2  | 1  | 1  | 5  | 3  | 2    |
| 02.º | Unión Progresista (Villa Ángela)) | 4    | 4  | 2  | 0  | 2  | 5  | 5  | 0    |
| 03.º | San Lorenzo (Sáenz Peña))         | 3    | 4  | 1  | 1  | 2  | 2  | 4  | −2   |

|  | Clasificado al Zonal Noroeste-Región Litoral |

|  |

| Fecha 1               | Fecha 1   | Fecha 1           | Fecha 1    | Fecha 1       | Fecha 1 |
| Local                 | Resultado | Visitante         | Estadio    | Fecha         |         |
| --------------------- | --------- | ----------------- | ---------- | ------------- | ------- |
| San Lorenzo           | 0 - 1     | Unión Progresista | Sáenz Peña | 26 de octubre |         |
| Libre: Juventud Unida |           |                   |            |               |         |

| Fecha 2                  | Fecha 2   | Fecha 2     | Fecha 2 | Fecha 2        | Fecha 2 |
| Local                    | Resultado | Visitante   | Estadio | Fecha          |         |
| ------------------------ | --------- | ----------- | ------- | -------------- | ------- |
| Juventud Unida           | 0 - 0     | San Lorenzo | Charata | 2 de noviembre |         |
| Libre: Unión Progresista |           |             |         |                |         |

| Fecha 3            | Fecha 3   | Fecha 3        | Fecha 3      | Fecha 3        | Fecha 3 |
| Local              | Resultado | Visitante      | Estadio      | Fecha          |         |
| ------------------ | --------- | -------------- | ------------ | -------------- | ------- |
| Unión Progresista  | 3 - 1     | Juventud Unida | Villa Ángela | 9 de noviembre |         |
| Libre: San Lorenzo |           |                |              |                |         |

| Fecha 4               | Fecha 4   | Fecha 4     | Fecha 4      | Fecha 4         | Fecha 4 |
| Local                 | Resultado | Visitante   | Estadio      | Fecha           |         |
| --------------------- | --------- | ----------- | ------------ | --------------- | ------- |
| Unión Progresista     | 1 - 2     | San Lorenzo | Villa Ángela | 16 de noviembre |         |
| Libre: Juventud Unida |           |             |              |                 |         |

| Fecha 5                  | Fecha 5   | Fecha 5        | Fecha 5    | Fecha 5         | Fecha 5 |
| Local                    | Resultado | Visitante      | Estadio    | Fecha           |         |
| ------------------------ | --------- | -------------- | ---------- | --------------- | ------- |
| San Lorenzo              | 0 - 2     | Juventud Unida | Sáenz Peña | 23 de noviembre |         |
| Libre: Unión Progresista |           |                |            |                 |         |

| Fecha 6            | Fecha 6   | Fecha 6           | Fecha 6 | Fecha 6         | Fecha 6 |
| Local              | Resultado | Visitante         | Estadio | Fecha           |         |
| ------------------ | --------- | ----------------- | ------- | --------------- | ------- |
| Juventud Unida     | 2 - 0     | Unión Progresista | Charata | 30 de noviembre |         |
| Libre: San Lorenzo |           |                   |         |                 |         |

### Corrientes

#### Tabla de posiciones
| Pos. | Equipo                        | Pts. | PJ | PG | PE | PP | GF | GC | Dif. |
| ---- | ----------------------------- | ---- | -- | -- | -- | -- | -- | -- | ---- |
| 01.º | Huracán (Goya)                | 9    | 6  | 4  | 1  | 1  | 11 | 6  | 5    |
| 02.º | Barraca (Paso de los Libres)  | 8    | 6  | 3  | 2  | 1  | 8  | 7  | 1    |
| 03.º | Atlético Mercedes (Mercedes)) | 4    | 6  | 1  | 2  | 3  | 3  | 5  | −2   |
| 04.º | San Lorenzo (Monte Caseros)   | 3    | 6  | 0  | 3  | 3  | 5  | 9  | −4   |

|  | Clasificado al Zonal Noroeste-Región Litoral |

|  |

#### Resultados
| Fecha 1 | Fecha 1   | Fecha 1           | Fecha 1            | Fecha 1       | Fecha 1 |
| Local   | Resultado | Visitante         | Estadio            | Fecha         |         |
| ------- | --------- | ----------------- | ------------------ | ------------- | ------- |
| Huracán | 2 - 0     | Atlético Mercedes | Goya               | 26 de octubre |         |
| Barraca | 3 - 2     | San Lorenzo       | Paso de los Libres | 26 de octubre |         |

| Fecha 2           | Fecha 2   | Fecha 2   | Fecha 2       | Fecha 2        | Fecha 2 |
| Local             | Resultado | Visitante | Estadio       | Fecha          |         |
| ----------------- | --------- | --------- | ------------- | -------------- | ------- |
| Atlético Mercedes | 0 - 0     | Barraca   | Mercedes      | 2 de noviembre |         |
| San Lorenzo       | 1 - 1     | Huracán   | Monte Caseros | 2 de noviembre |         |

| Fecha 3     | Fecha 3   | Fecha 3           | Fecha 3       | Fecha 3        | Fecha 3 |
| Local       | Resultado | Visitante         | Estadio       | Fecha          |         |
| ----------- | --------- | ----------------- | ------------- | -------------- | ------- |
| Huracán     | 3 - 0     | Barraca           | Goya          | 9 de noviembre |         |
| San Lorenzo | 0 - 0     | Atlético Mercedes | Monte Caseros | 9 de noviembre |         |

| Fecha 4           | Fecha 4   | Fecha 4   | Fecha 4       | Fecha 4         | Fecha 4 |
| Local             | Resultado | Visitante | Estadio       | Fecha           |         |
| ----------------- | --------- | --------- | ------------- | --------------- | ------- |
| Atlético Mercedes | 0 - 1     | Huracán   | Mercedes      | 16 de noviembre |         |
| San Lorenzo       | 0 - 0     | Barraca   | Monte Caseros | 16 de noviembre |         |

| Fecha 5 | Fecha 5   | Fecha 5           | Fecha 5            | Fecha 5         | Fecha 5 |
| Local   | Resultado | Visitante         | Estadio            | Fecha           |         |
| ------- | --------- | ----------------- | ------------------ | --------------- | ------- |
| Huracán | 3 - 2     | San Lorenzo       | Goya               | 23 de noviembre |         |
| Barraca | 2 - 1     | Atlético Mercedes | Paso de los Libres | 23 de noviembre |         |

| Fecha 6           | Fecha 6   | Fecha 6     | Fecha 6            | Fecha 6         | Fecha 6 |
| Local             | Resultado | Visitante   | Estadio            | Fecha           |         |
| ----------------- | --------- | ----------- | ------------------ | --------------- | ------- |
| Barraca           | 3 - 1     | Huracán     | Paso de los Libres | 30 de noviembre |         |
| Atlético Mercedes | 2 - 0     | San Lorenzo | Mercedes           | 30 de noviembre |         |

### Entre Ríos

#### Tabla de posiciones
| Pos. | Equipo                  | Pts. | PJ | PG | PE | PP | GF | GC | Dif. |
| ---- | ----------------------- | ---- | -- | -- | -- | -- | -- | -- | ---- |
| 01.º | Atlético Sauce          | 10   | 8  | 4  | 2  | 2  | 15 | 18 | −3   |
| 02.º | María Grande            | 10   | 8  | 3  | 4  | 1  | 10 | 6  | 4    |
| 03.º | Atlético Uruguay        | 9    | 8  | 3  | 3  | 2  | 10 | 10 | 0    |
| 04.º | Ferrocarril (Concordia) | 7    | 8  | 3  | 1  | 4  | 14 | 10 | 4    |
| 05.º | Deportivo Urdinarrain   | 4    | 8  | 1  | 2  | 5  | 13 | 18 | −5   |

|  | Clasificado al Zonal Noroeste-Región Litoral |

|  |

| Fecha 1             | Fecha 1   | Fecha 1               | Fecha 1                | Fecha 1          | Fecha 1 |
| Local               | Resultado | Visitante             | Estadio                | Fecha            |         |
| ------------------- | --------- | --------------------- | ---------------------- | ---------------- | ------- |
| Sauce               | 1 - 1     | Ferrocarril           | Colón                  | 28 de septiembre |         |
| Atlético Uruguay    | 2 - 1     | Deportivo Urdinarrain | Concepción del Uruguay | 28 de septiembre |         |
| Libre: María Grande |           |                       |                        |                  |         |

| Fecha 2               | Fecha 2   | Fecha 2          | Fecha 2     | Fecha 2      | Fecha 2 |
| Local                 | Resultado | Visitante        | Estadio     | Fecha        |         |
| --------------------- | --------- | ---------------- | ----------- | ------------ | ------- |
| Ferrocarril           | 4 - 0     | Atlético Uruguay | Concordia   | 5 de octubre |         |
| Deportivo Urdinarrain | 1 - 2     | María Grande     | Urdinarrain | 5 de octubre |         |
| Libre: Sauce          |           |                  |             |              |         |

| Fecha 3                      | Fecha 3   | Fecha 3     | Fecha 3                | Fecha 3       | Fecha 3 |
| Local                        | Resultado | Visitante   | Estadio                | Fecha         |         |
| ---------------------------- | --------- | ----------- | ---------------------- | ------------- | ------- |
| María Grande                 | 1 - 0     | Ferrocarril | María Grande           | 12 de octubre |         |
| Atlético Uruguay             | 3 - 0     | Sauce       | Concepción del Uruguay | 12 de octubre |         |
| Libre: Deportivo Urdinarrain |           |             |                        |               |         |

| Fecha 4                 | Fecha 4   | Fecha 4               | Fecha 4   | Fecha 4       | Fecha 4 |
| Local                   | Resultado | Visitante             | Estadio   | Fecha         |         |
| ----------------------- | --------- | --------------------- | --------- | ------------- | ------- |
| Sauce                   | 0 - 0     | María Grande          | Colón     | 19 de octubre |         |
| Ferrocarril             | 3 - 1     | Deportivo Urdinarrain | Concordia | 19 de octubre |         |
| Libre: Atlético Uruguay |           |                       |           |               |         |

| Fecha 5               | Fecha 5   | Fecha 5          | Fecha 5      | Fecha 5       | Fecha 5 |
| Local                 | Resultado | Visitante        | Estadio      | Fecha         |         |
| --------------------- | --------- | ---------------- | ------------ | ------------- | ------- |
| María Grande          | 2 - 2     | Atlético Uruguay | María Grande | 26 de octubre |         |
| Deportivo Urdinarrain | 3 - 4     | Sauce            | Urdinarrain  | 26 de octubre |         |
| Libre: Ferrocarril    |           |                  |              |               |         |

| Fecha 6               | Fecha 6   | Fecha 6          | Fecha 6     | Fecha 6        | Fecha 6 |
| Local                 | Resultado | Visitante        | Estadio     | Fecha          |         |
| --------------------- | --------- | ---------------- | ----------- | -------------- | ------- |
| Ferrocarril           | 2 - 3     | Sauce            | Concordia   | 2 de noviembre |         |
| Deportivo Urdinarrain | 1 - 1     | Atlético Uruguay | Urdinarrain | 2 de noviembre |         |
| Libre: María Grande   |           |                  |             |                |         |

| Fecha 7          | Fecha 7   | Fecha 7               | Fecha 7      | Fecha 7        | Fecha 7 |
| Local            | Resultado | Visitante             | Estadio      | Fecha          |         |
| ---------------- | --------- | --------------------- | ------------ | -------------- | ------- |
| María Grande     | 0 - 0     | Deportivo Urdinarrain | María Grande | 9 de noviembre |         |
| Atlético Uruguay | 1 - 0     | Ferrocarril           | Concordia    | 9 de noviembre |         |
| Libre: Sauce     |           |                       |              |                |         |

| Fecha 8                      | Fecha 8   | Fecha 8          | Fecha 8   | Fecha 8         | Fecha 8 |
| Local                        | Resultado | Visitante        | Estadio   | Fecha           |         |
| ---------------------------- | --------- | ---------------- | --------- | --------------- | ------- |
| Sauce                        | 2 - 1     | Atlético Uruguay | Colón     | 16 de noviembre |         |
| Ferrocarril                  | 2 - 0     | María Grande     | Concordia | 16 de noviembre |         |
| Libre: Deportivo Urdinarrain |           |                  |           |                 |         |

| Fecha 9                 | Fecha 9   | Fecha 9     | Fecha 9      | Fecha 9         | Fecha 9 |
| Local                   | Resultado | Visitante   | Estadio      | Fecha           |         |
| ----------------------- | --------- | ----------- | ------------ | --------------- | ------- |
| María Grande            | 5 - 1     | Sauce       | María Grande | 23 de noviembre |         |
| Deportivo Urdinarrain   | 3 - 2     | Ferrocarril | Urdinarrain  | 23 de noviembre |         |
| Libre: Atlético Uruguay |           |             |              |                 |         |

| Fecha 10           | Fecha 10  | Fecha 10              | Fecha 10               | Fecha 10        | Fecha 10 |
| Local              | Resultado | Visitante             | Estadio                | Fecha           |          |
| ------------------ | --------- | --------------------- | ---------------------- | --------------- | -------- |
| Sauce              | 4 - 3     | Deportivo Urdinarrain | Colón                  | 30 de noviembre |          |
| Atlético Uruguay   | 0 - 0     | María Grande          | Concepción del Uruguay | 30 de noviembre |          |
| Libre: Ferrocarril |           |                       |                        |                 |          |

| Partido desempate por el primer puesto | Partido desempate por el primer puesto | Partido desempate por el primer puesto | Partido desempate por el primer puesto | Partido desempate por el primer puesto | Partido desempate por el primer puesto |
| Local                                  | Resultado                              | Visitante                              | Estadio                                | Fecha                                  |                                        |
| -------------------------------------- | -------------------------------------- | -------------------------------------- | -------------------------------------- | -------------------------------------- | -------------------------------------- |
| Sauce                                  | 3(5) - 3(4)                            | Deportivo Urdinarrain                  | Concepción del Uruguay                 | 7 de diciembre                         |                                        |

| 1. |

### Formosa

#### Tabla de posiciones
| Pos. | Equipo                              | Pts. | PJ | PG | PE | PP | GF | GC | Dif. |
| ---- | ----------------------------------- | ---- | -- | -- | -- | -- | -- | -- | ---- |
| 01.º | Ateneo Juventud José Manuel Estrada | 8    | 4  | 4  | 0  | 0  | 12 | 2  | 10   |
| 02.º | Universo (Clorinda)                 | 4    | 4  | 2  | 0  | 2  | 6  | 5  | 1    |
| 03.º | 13 de Junio                         | 0    | 4  | 0  | 0  | 4  | 0  | 11 | −11  |

|  | Clasificado al Zonal Noroeste-Región Litoral |

|  |

| Fecha 1                                    | Fecha 1   | Fecha 1     | Fecha 1  | Fecha 1       | Fecha 1 |
| Local                                      | Resultado | Visitante   | Estadio  | Fecha         |         |
| ------------------------------------------ | --------- | ----------- | -------- | ------------- | ------- |
| Universo                                   | 1 - 0     | 13 de Junio | Clorinda | 26 de octubre |         |
| Libre: Ateneo Juventud José Manuel Estrada |           |             |          |               |         |

| Fecha 2                             | Fecha 2   | Fecha 2   | Fecha 2 | Fecha 2        | Fecha 2 |
| Local                               | Resultado | Visitante | Estadio | Fecha          |         |
| ----------------------------------- | --------- | --------- | ------- | -------------- | ------- |
| Ateneo Juventud José Manuel Estrada | 1 - 0     | Universo  | Formosa | 2 de noviembre |         |
| Libre: 13 de Junio                  |           |           |         |                |         |

| Fecha 3         | Fecha 3   | Fecha 3                             | Fecha 3 | Fecha 3        | Fecha 3 |
| Local           | Resultado | Visitante                           | Estadio | Fecha          |         |
| --------------- | --------- | ----------------------------------- | ------- | -------------- | ------- |
| 13 de Junio     | 0 - 2     | Ateneo Juventud José Manuel Estrada | Pirané  | 9 de noviembre |         |
| Libre: Universo |           |                                     |         |                |         |

| Fecha 4                                    | Fecha 4   | Fecha 4   | Fecha 4 | Fecha 4         | Fecha 4 |
| Local                                      | Resultado | Visitante | Estadio | Fecha           |         |
| ------------------------------------------ | --------- | --------- | ------- | --------------- | ------- |
| 13 de Junio                                | 0 - 3     | Universo  | Pirané  | 16 de noviembre |         |
| Libre: Ateneo Juventud José Manuel Estrada |           |           |         |                 |         |

| Fecha 5            | Fecha 5   | Fecha 5                             | Fecha 5  | Fecha 5         | Fecha 5 |
| Local              | Resultado | Visitante                           | Estadio  | Fecha           |         |
| ------------------ | --------- | ----------------------------------- | -------- | --------------- | ------- |
| Universo           | 2 - 4     | Ateneo Juventud José Manuel Estrada | Clorinda | 23 de noviembre |         |
| Libre: 13 de Junio |           |                                     |          |                 |         |

| Fecha 6                             | Fecha 6   | Fecha 6     | Fecha 6 | Fecha 6         | Fecha 6 |
| Local                               | Resultado | Visitante   | Estadio | Fecha           |         |
| ----------------------------------- | --------- | ----------- | ------- | --------------- | ------- |
| Ateneo Juventud José Manuel Estrada | 5 - 0     | 13 de Junio | Pirané  | 30 de noviembre |         |
| Libre: Universo                     |           |             |         |                 |         |

### La Pampa

#### Enfrentamiento
| Fecha           | Local                      | Resultado | Visitante                  |
| --------------- | -------------------------- | --------- | -------------------------- |
| 23 de noviembre | All Boys (Santa Rosa)      | 0 - 1     | Costa Brava (General Pico) |
| 30 de noviembre | Costa Brava (General Pico) | 0 - 2     | All Boys (Santa Rosa)      |

#### Desempate
| Fecha          | Equipo 1                   | Resultado     | Equipo 2              |
| -------------- | -------------------------- | ------------- | --------------------- |
| 7 de diciembre | Costa Brava (General Pico) | (4) 1 - 1 (3) | All Boys (Santa Rosa) |

### La Rioja

#### Enfrentamiento
| Fecha           | Local                     | Resultado | Visitante                 |
| --------------- | ------------------------- | --------- | ------------------------- |
| 23 de noviembre | Independiente (Chilecito) | 1 - 2     | Unión (La Rioja)          |
| 30 de noviembre | Unión (La Rioja)          | 3 - 0     | Independiente (Chilecito) |

### Misiones

#### Enfrentamiento
| Fecha          | Local                | Resultado | Visitante            |
| -------------- | -------------------- | --------- | -------------------- |
| 26 de octubre  | Atlético Alem        | 0 - 4     | Atlético Dos de Mayo |
| 2 de noviembre | Atlético Dos de Mayo | 1 - 1     | Atlético Alem        |

### Río Negro

#### Tabla de posiciones
| Pos. | Equipo          | Pts. | PJ | PG | PE | PP | GF | GC | Dif. |
| ---- | --------------- | ---- | -- | -- | -- | -- | -- | -- | ---- |
| 01.º | Huahuel Niyeo   | 9    | 6  | 4  | 1  | 1  | 12 | 6  | 6    |
| 02.º | Sol de Mayo     | 8    | 6  | 3  | 2  | 1  | 13 | 3  | 10   |
| 03.º | Alas Argentinas | 6    | 6  | 2  | 2  | 2  | 6  | 12 | −6   |
| 04.º | Fátima (Viedma) | 1    | 6  | 0  | 1  | 5  | 5  | 15 | −10  |

|  | Clasificado al Zonal Sureste-Región Sur |

|  |

#### Resultados
| Fecha 1       | Fecha 1   | Fecha 1         | Fecha 1             | Fecha 1       | Fecha 1 |
| Local         | Resultado | Visitante       | Estadio             | Fecha         |         |
| ------------- | --------- | --------------- | ------------------- | ------------- | ------- |
| Huahuel Niyeo | 2 - 0     | Alas Argentinas | Ingeniero Jacobacci | 26 de octubre |         |
| Sol de Mayo   | 4 - 0     | Fátima          | Viedma              | 26 de octubre |         |

| Fecha 2         | Fecha 2   | Fecha 2       | Fecha 2   | Fecha 2        | Fecha 2 |
| Local           | Resultado | Visitante     | Estadio   | Fecha          |         |
| --------------- | --------- | ------------- | --------- | -------------- | ------- |
| Alas Argentinas | 1 - 1     | Sol de Mayo   | Bariloche | 2 de noviembre |         |
| Fátima          | 1 - 4     | Huahuel Niyeo | Viedma    | 2 de noviembre |         |

| Fecha 3         | Fecha 3   | Fecha 3       | Fecha 3   | Fecha 3        | Fecha 3 |
| Local           | Resultado | Visitante     | Estadio   | Fecha          |         |
| --------------- | --------- | ------------- | --------- | -------------- | ------- |
| Sol de Mayo     | 1 - 1     | Huahuel Niyeo | Viedma    | 9 de noviembre |         |
| Alas Argentinas | 2 - 1     | Fátima        | Bariloche | 9 de noviembre |         |

| Fecha 4         | Fecha 4   | Fecha 4       | Fecha 4   | Fecha 4         | Fecha 4 |
| Local           | Resultado | Visitante     | Estadio   | Fecha           |         |
| --------------- | --------- | ------------- | --------- | --------------- | ------- |
| Alas Argentinas | 2 - 1     | Huahuel Niyeo | Bariloche | 16 de noviembre |         |
| Fátima          | 0 - 1     | Sol de Mayo   | Viedma    | 16 de noviembre |         |

| Fecha 5       | Fecha 5   | Fecha 5         | Fecha 5             | Fecha 5         | Fecha 5 |
| Local         | Resultado | Visitante       | Estadio             | Fecha           |         |
| ------------- | --------- | --------------- | ------------------- | --------------- | ------- |
| Huahuel Niyeo | 3 - 2     | Fátima          | Ingeniero Jacobacci | 23 de noviembre |         |
| Sol de Mayo   | 6 - 0     | Alas Argentinas | Viedma              | 23 de noviembre |         |

| Fecha 6       | Fecha 6   | Fecha 6         | Fecha 6             | Fecha 6         | Fecha 6 |
| Local         | Resultado | Visitante       | Estadio             | Fecha           |         |
| ------------- | --------- | --------------- | ------------------- | --------------- | ------- |
| Huahuel Niyeo | 1 - 0     | Sol de Mayo     | Ingeniero Jacobacci | 30 de noviembre |         |
| Fátima        | 1 - 1     | Alas Argentinas | Viedma              | 30 de noviembre |         |

### Salta

#### Tabla de posiciones
| Pos. | Equipo                                     | Pts. | PJ | PG | PE | PP | GF | GC | Dif. |
| ---- | ------------------------------------------ | ---- | -- | -- | -- | -- | -- | -- | ---- |
| 01.º | Deportivo Tabacal (El Tabacal)             | 8    | 6  | 3  | 2  | 1  | 12 | 4  | 8    |
| 01.º | Instituto Tráfico (Metán)                  | 8    | 6  | 3  | 2  | 1  | 6  | 4  | 2    |
| 03.º | Hispano Argentino (Rosario de la Frontera) | 5    | 6  | 2  | 1  | 3  | 3  | 9  | −6   |
| 04.º | Unión Madereros (Gral. Mosconi)            | 3    | 6  | 0  | 3  | 3  | 7  | 11 | −4   |

|  | Jugaron un partido de desempate para pasar a la segunda etapa. |

|  |

#### Partido de desempate
| Desempate         | Desempate | Desempate         | Desempate  | Desempate              | Desempate |
| Equipo 1          | Resultado | Equipo 2          | Ciudad     | Fecha                  |           |
| ----------------- | --------- | ----------------- | ---------- | ---------------------- | --------- |
| Deportivo Tabacal | 6 - 1     | Instituto Tráfico | El Tabacal | 7 de diciembre de 1986 |           |

#### Resultados
| Fecha 1           | Fecha 1   | Fecha 1           | Fecha 1           | Fecha 1       | Fecha 1 |
| Local             | Resultado | Visitante         | Estadio           | Fecha         |         |
| ----------------- | --------- | ----------------- | ----------------- | ------------- | ------- |
| Instituto Tráfico | 2 - 0     | Hispano Argentino | Metán             | 26 de octubre |         |
| Tabacal           | 3 - 3     | Unión Madereros   | Hipólito Yrigoyen | 26 de octubre |         |

| Fecha 2           | Fecha 2   | Fecha 2           | Fecha 2                | Fecha 2        | Fecha 2 |
| Local             | Resultado | Visitante         | Estadio                | Fecha          |         |
| ----------------- | --------- | ----------------- | ---------------------- | -------------- | ------- |
| Unión Madereros   | 1 - 1     | Instituto Tráfico | General Mosconi        | 2 de noviembre |         |
| Hispano Argentino | 0 - 0     | Tabacal           | Rosario de la Frontera | 2 de noviembre |         |

| Fecha 3           | Fecha 3   | Fecha 3           | Fecha 3         | Fecha 3        | Fecha 3 |
| Local             | Resultado | Visitante         | Estadio         | Fecha          |         |
| ----------------- | --------- | ----------------- | --------------- | -------------- | ------- |
| Instituto Tráfico | 0 - 2     | Tabacal           | Metán           | 9 de noviembre |         |
| Unión Madereros   | 2 - 2     | Hispano Argentino | General Mosconi | 9 de noviembre |         |

| Fecha 4           | Fecha 4   | Fecha 4           | Fecha 4                | Fecha 4         | Fecha 4 |
| Local             | Resultado | Visitante         | Estadio                | Fecha           |         |
| ----------------- | --------- | ----------------- | ---------------------- | --------------- | ------- |
| Hispano Argentino | 0 - 0     | Instituto Tráfico | Rosario de la Frontera | 16 de noviembre |         |
| Unión Madereros   | 0 - 2     | Tabacal           | General Mosconi        | 16 de noviembre |         |

| Fecha 5           | Fecha 5   | Fecha 5           | Fecha 5           | Fecha 5         | Fecha 5 |
| Local             | Resultado | Visitante         | Estadio           | Fecha           |         |
| ----------------- | --------- | ----------------- | ----------------- | --------------- | ------- |
| Instituto Tráfico | 2 - 1     | Unión Madereros   | Metán             | 23 de noviembre |         |
| Tabacal           | 5 - 0     | Hispano Argentino | Hipólito Yrigoyen | 23 de noviembre |         |

| Fecha 6           | Fecha 6   | Fecha 6           | Fecha 6                | Fecha 6         | Fecha 6 |
| Local             | Resultado | Visitante         | Estadio                | Fecha           |         |
| ----------------- | --------- | ----------------- | ---------------------- | --------------- | ------- |
| Tabacal           | 0 - 1     | Instituto Tráfico | Hipólito Yrigoyen      | 30 de noviembre |         |
| Hispano Argentino | 1 - 0     | Unión Madereros   | Rosario de la Frontera | 30 de noviembre |         |

### San Luis

#### Enfrentamiento
| Partidos                  | Partidos  | Partidos                  | Partidos | Partidos                | Partidos |
| Local                     | Resultado | Visitante                 | Estadio  | Fecha                   |          |
| ------------------------- | --------- | ------------------------- | -------- | ----------------------- | -------- |
| Colegiales (VM)           | 1 - 0     | Sportivo Estudiantes (SL) |          | 23 de noviembre de 1986 |          |
| Sportivo Estudiantes (SL) | 3 - 1     | Colegiales (VM)           |          | 30 de noviembre de 1986 |          |

#### Desempate
| Partido         | Partido   | Partido                   | Partido | Partido                | Partido |
| Equipo 1        | Resultado | Equipo 2                  | Estadio | Fecha                  |         |
| --------------- | --------- | ------------------------- | ------- | ---------------------- | ------- |
| Colegiales (VM) | 1 - 0     | Sportivo Estudiantes (SL) |         | 7 de diciembre de 1986 |         |

|  |                                            |
|  | Clasificado al Zonal Sureste-Región Centro |

### Santa Fe

#### Zona A

##### Tabla de posiciones
| Pos. | Equipo                    | Pts. | PJ | PG | PE | PP | GF | GC | Dif. |
| ---- | ------------------------- | ---- | -- | -- | -- | -- | -- | -- | ---- |
| 01.º | 9 de Julio (Rafaela)      | 10   | 6  | 5  | 0  | 1  | 12 | 3  | 9    |
| 02.º | Racing (Reconquista)      | 8    | 6  | 4  | 0  | 2  | 10 | 6  | 4    |
| 03.º | Ceres Unión (Ceres)       | 5    | 6  | 2  | 1  | 3  | 7  | 11 | −4   |
| 04.º | Juventud Unida (Humboldt) | 1    | 6  | 0  | 1  | 5  | 1  | 12 | −11  |

|  | Clasificado al Zonal Sureste-Región Centro |

|  |

##### Resultados
| Fecha 1     | Fecha 1   | Fecha 1        | Fecha 1 | Fecha 1       | Fecha 1 |
| Local       | Resultado | Visitante      | Estadio | Fecha         |         |
| ----------- | --------- | -------------- | ------- | ------------- | ------- |
| 9 de Julio  | 2 - 0     | Racing         | Rafaela | 26 de octubre |         |
| Ceres Unión | 1 - 1     | Juventud Unida | Ceres   | 26 de octubre |         |

| Fecha 2        | Fecha 2   | Fecha 2     | Fecha 2     | Fecha 2        | Fecha 2 |
| Local          | Resultado | Visitante   | Estadio     | Fecha          |         |
| -------------- | --------- | ----------- | ----------- | -------------- | ------- |
| Racing         | 5 - 1     | Ceres Unión | Reconquista | 2 de noviembre |         |
| Juventud Unida | 0 - 2     | 9 de Julio  | Humboldt    | 2 de noviembre |         |

| Fecha 3     | Fecha 3   | Fecha 3        | Fecha 3     | Fecha 3        | Fecha 3 |
| Local       | Resultado | Visitante      | Estadio     | Fecha          |         |
| ----------- | --------- | -------------- | ----------- | -------------- | ------- |
| Racing      | 1 - 0     | Juventud Unida | Reconquista | 9 de noviembre |         |
| Ceres Unión | 0 - 1     | 9 de Julio     | Ceres       | 9 de noviembre |         |

| Fecha 4        | Fecha 4   | Fecha 4     | Fecha 4     | Fecha 4         | Fecha 4 |
| Local          | Resultado | Visitante   | Estadio     | Fecha           |         |
| -------------- | --------- | ----------- | ----------- | --------------- | ------- |
| Racing         | 1 - 0     | 9 de Julio  | Reconquista | 16 de noviembre |         |
| Juventud Unida | 0 - 2     | Ceres Unión | Humboldt    | 16 de noviembre |         |

| Fecha 5     | Fecha 5   | Fecha 5        | Fecha 5 | Fecha 5         | Fecha 5 |
| Local       | Resultado | Visitante      | Estadio | Fecha           |         |
| ----------- | --------- | -------------- | ------- | --------------- | ------- |
| 9 de Julio  | 3 - 0     | Juventud Unida | Rafaela | 23 de noviembre |         |
| Ceres Unión | 1 - 0     | Racing         | Ceres   | 23 de noviembre |         |

| Fecha 6        | Fecha 6   | Fecha 6     | Fecha 6  | Fecha 6         | Fecha 6 |
| Local          | Resultado | Visitante   | Estadio  | Fecha           |         |
| -------------- | --------- | ----------- | -------- | --------------- | ------- |
| 9 de Julio     | 4 - 2     | Ceres Unión | Rafaela  | 30 de noviembre |         |
| Juventud Unida | 0 - 3     | Racing      | Humboldt | 30 de noviembre |         |

#### Zona B

##### Tabla de posiciones
| Pos. | Equipo                        | Pts. | PJ | PG | PE | PP | GF | GC | Dif. |
| ---- | ----------------------------- | ---- | -- | -- | -- | -- | -- | -- | ---- |
| 01.º | El Expreso (El Trébol)        | 8    | 6  | 2  | 4  | 0  | 7  | 3  | 4    |
| 02.º | Argentino (San Carlos Centro) | 8    | 6  | 2  | 4  | 0  | 5  | 4  | 1    |
| 03.º | Renato Cesarini (Rosario)     | 6    | 6  | 2  | 2  | 2  | 4  | 0  | 4    |
| 04.º | Huracán (Chabás)              | 2    | 6  | 0  | 2  | 4  | 2  | 11 | −9   |

|  | Clasificado al Zonal Sureste-Región Centro |

|  |

##### Resultados
| Fecha 1         | Fecha 1   | Fecha 1    | Fecha 1           | Fecha 1       | Fecha 1 |
| Local           | Resultado | Visitante  | Estadio           | Fecha         |         |
| --------------- | --------- | ---------- | ----------------- | ------------- | ------- |
| Argentino       | 0 - 0     | El Expreso | San Carlos Centro | 26 de octubre |         |
| Renato Cesarini | 2 - 0     | Huracán    | Rosario           | 26 de octubre |         |

| Fecha 2    | Fecha 2   | Fecha 2         | Fecha 2   | Fecha 2        | Fecha 2 |
| Local      | Resultado | Visitante       | Estadio   | Fecha          |         |
| ---------- | --------- | --------------- | --------- | -------------- | ------- |
| El Expreso | 0 - 0     | Renato Cesarini | El Trébol | 2 de noviembre |         |
| Huracán    | 0 - 1     | Argentino       | Chabás    | 2 de noviembre |         |

| Fecha 3   | Fecha 3   | Fecha 3         | Fecha 3           | Fecha 3        | Fecha 3 |
| Local     | Resultado | Visitante       | Estadio           | Fecha          |         |
| --------- | --------- | --------------- | ----------------- | -------------- | ------- |
| Argentino | 0 - 0     | Renato Cesarini | San Carlos Centro | 9 de noviembre |         |
| Huracán   | 0 - 0     | El Expreso      | Chabás            | 9 de noviembre |         |

| Fecha 4    | Fecha 4   | Fecha 4         | Fecha 4   | Fecha 4         | Fecha 4 |
| Local      | Resultado | Visitante       | Estadio   | Fecha           |         |
| ---------- | --------- | --------------- | --------- | --------------- | ------- |
| El Expreso | 2 - 2     | Argentino       | El Trébol | 16 de noviembre |         |
| Huracán    | 0 - 1     | Renato Cesarini | Chabás    | 16 de noviembre |         |

| Fecha 5         | Fecha 5   | Fecha 5    | Fecha 5           | Fecha 5         | Fecha 5 |
| Local           | Resultado | Visitante  | Estadio           | Fecha           |         |
| --------------- | --------- | ---------- | ----------------- | --------------- | ------- |
| Argentino       | 2 - 2     | Huracán    | San Carlos Centro | 23 de noviembre |         |
| Renato Cesarini | 1 - 0     | El Expreso | Rosario           | 23 de noviembre |         |

| Fecha 6         | Fecha 6   | Fecha 6   | Fecha 6   | Fecha 6         | Fecha 6 |
| Local           | Resultado | Visitante | Estadio   | Fecha           |         |
| --------------- | --------- | --------- | --------- | --------------- | ------- |
| El Expreso      | 5 - 0     | Huracán   | El Trébol | 30 de noviembre |         |
| Renato Cesarini | 0 - 0     | Argentino | Rosario   | 30 de noviembre |         |

| Partido desempate por el primer puesto | Partido desempate por el primer puesto | Partido desempate por el primer puesto | Partido desempate por el primer puesto | Partido desempate por el primer puesto | Partido desempate por el primer puesto |
| Local                                  | Resultado                              | Visitante                              | Estadio                                | Fecha                                  |                                        |
| -------------------------------------- | -------------------------------------- | -------------------------------------- | -------------------------------------- | -------------------------------------- | -------------------------------------- |
| El Expreso                             | 2 - 0                                  | Argentino                              | Rafaela                                | 21 de diciembre                        |                                        |

| 1. 2. |

#### Zona C

##### Tabla de posiciones
| Pos. | Equipo              | Pts. | PJ | PG | PE | PP | GF | GC | Dif. |
| ---- | ------------------- | ---- | -- | -- | -- | -- | -- | -- | ---- |
| 01.º | Arroyo Seco AC      | 9    | 6  | 4  | 1  | 1  | 12 | 5  | 7    |
| 03.º | Argentino (Firmat)  | 5    | 6  | 2  | 1  | 3  | 9  | 10 | −1   |
| 04.º | Arteaga             | 5    | 6  | 2  | 1  | 3  | 8  | 10 | −2   |
| 02.º | Biblioteca Ameghino | 5    | 6  | 2  | 1  | 3  | 12 | 16 | −4   |

|  | Clasificado al Zonal Sureste-Región Centro |

|  |

##### Resultados
| Fecha 1             | Fecha 1   | Fecha 1        | Fecha 1       | Fecha 1       | Fecha 1 |
| Local               | Resultado | Visitante      | Estadio       | Fecha         |         |
| ------------------- | --------- | -------------- | ------------- | ------------- | ------- |
| Argentino           | 1 - 0     | Arteaga        | Firmat        | 26 de octubre |         |
| Biblioteca Ameghino | 3 - 2     | Arroyo Seco AC | Venado Tuerto | 26 de octubre |         |

| Fecha 2        | Fecha 2   | Fecha 2             | Fecha 2     | Fecha 2        | Fecha 2 |
| Local          | Resultado | Visitante           | Estadio     | Fecha          |         |
| -------------- | --------- | ------------------- | ----------- | -------------- | ------- |
| Arroyo Seco AC | 3 - 1     | Argentino           | Arroyo Seco | 2 de noviembre |         |
| Arteaga        | 5 - 2     | Biblioteca Ameghino | Arteaga     | 2 de noviembre |         |

| Fecha 3        | Fecha 3   | Fecha 3             | Fecha 3     | Fecha 3        | Fecha 3 |
| Local          | Resultado | Visitante           | Estadio     | Fecha          |         |
| -------------- | --------- | ------------------- | ----------- | -------------- | ------- |
| Argentino      | 1 - 3     | Biblioteca Ameghino | Firmat      | 9 de noviembre |         |
| Arroyo Seco AC | 2 - 0     | Arteaga             | Arroyo Seco | 9 de noviembre |         |

| Fecha 4        | Fecha 4   | Fecha 4             | Fecha 4     | Fecha 4         | Fecha 4 |
| Local          | Resultado | Visitante           | Estadio     | Fecha           |         |
| -------------- | --------- | ------------------- | ----------- | --------------- | ------- |
| Arteaga        | 0 - 3     | Argentino           | Arteaga     | 16 de noviembre |         |
| Arroyo Seco AC | 3 - 0     | Biblioteca Ameghino | Arroyo Seco | 16 de noviembre |         |

| Fecha 5             | Fecha 5   | Fecha 5        | Fecha 5       | Fecha 5         | Fecha 5 |
| Local               | Resultado | Visitante      | Estadio       | Fecha           |         |
| ------------------- | --------- | -------------- | ------------- | --------------- | ------- |
| Argentino           | 0 - 1     | Arroyo Seco AC | Firmat        | 23 de noviembre |         |
| Biblioteca Ameghino | 1 - 2     | Arteaga        | Venado Tuerto | 23 de noviembre |         |

| Fecha 6             | Fecha 6   | Fecha 6        | Fecha 6       | Fecha 6         | Fecha 6 |
| Local               | Resultado | Visitante      | Estadio       | Fecha           |         |
| ------------------- | --------- | -------------- | ------------- | --------------- | ------- |
| Biblioteca Ameghino | 3 - 3     | Argentino      | Venado Tuerto | 30 de noviembre |         |
| Arteaga             | 1 - 1     | Arroyo Seco AC | Arteaga       | 30 de noviembre |         |

### Santiago del Estero

#### Enfrentamiento
| Fecha           | Local                  | Resultado | Visitante              |
| --------------- | ---------------------- | --------- | ---------------------- |
| 23 de noviembre | Talleres (Frías)       | 2 - 1     | Boca Juniors (Añatuya) |
| 30 de noviembre | Boca Juniors (Añatuya) | 3 - 0     | Talleres (Frías)       |

#### Desempate
| Fecha          | Equipo 1         | Resultado | Equipo 2               |
| -------------- | ---------------- | --------- | ---------------------- |
| 7 de diciembre | Talleres (Frías) | 2 - 0     | Boca Juniors (Añatuya) |

## Etapa Regional Noroeste

### Región Norte
Integrada por 10 equipos, según este detalle: 2 equipos de Salta (uno del Provincial y otro de la liga de la ciudad de Salta); 4 equipos de Tucumán (a través de una liga única); 2 equipos de Jujuy (uno de la liga de la ciudad de San Salvador de Jujuy y otro de Libertador Gral. San Martín) y 2 equipos de Santiago del Estero (uno del Provincial y otro de la liga de la ciudad de Santiago del Estero).

#### Tabla de posiciones
| Pos. | Equipo                      | Pts. | PJ | PG | PE | PP | GF | GC | Dif. |
| ---- | --------------------------- | ---- | -- | -- | -- | -- | -- | -- | ---- |
| 01.º | San Martín (Tucumán)        | 29   | 18 | 12 | 5  | 1  | 43 | 12 | 31   |
| 02.º | Atlético Tucumán            | 24   | 18 | 9  | 6  | 3  | 32 | 27 | 5    |
| 03.º | Concepción FC               | 23   | 18 | 10 | 3  | 5  | 31 | 22 | 9    |
| 04.º | Atlético Ledesma            | 20   | 18 | 7  | 6  | 5  | 34 | 25 | 9    |
| 05.º | Jorge Newbery (Aguilares)   | 18   | 18 | 7  | 4  | 7  | 32 | 24 | 8    |
| 06.º | Deportivo Tabacal           | 17   | 18 | 7  | 3  | 8  | 29 | 36 | −7   |
| 07.º | Juventud Antoniana          | 15   | 18 | 3  | 9  | 6  | 19 | 32 | −13  |
| 08.º | Altos Hornos Zapla          | 13   | 18 | 4  | 5  | 9  | 18 | 28 | −10  |
| 09.º | Mitre (Santiago del Estero) | 11   | 18 | 3  | 5  | 10 | 24 | 40 | −16  |
| 10.º | Talleres (Frías)            | 10   | 18 | 3  | 4  | 11 | 19 | 35 | −16  |

|  | Clasificado al Torneo Zonal |

|  |

#### Resultados
| Fecha 1            | Fecha 1   | Fecha 1           | Fecha 1               | Fecha 1     | Fecha 1 |
| Local              | Resultado | Visitante         | Estadio               | Fecha       |         |
| ------------------ | --------- | ----------------- | --------------------- | ----------- | ------- |
| Talleres           | 3 - 2     | Jorge Newbery     | Frías                 | 11 de enero |         |
| Altos Hornos Zapla | 2 - 1     | San Martín        | Palpalá               | 11 de enero |         |
| Juventud Antoniana | 0 - 1     | Deportivo Tabacal | Salta                 | 11 de enero |         |
| Atlético Tucumán   | 3 - 2     | Atlético Ledesma  | San Miguel de Tucumán | 11 de enero |         |
| Concepción FC      | 2 - 0     | Mitre             | Concepción            | 11 de enero |         |

| Fecha 2           | Fecha 2   | Fecha 2            | Fecha 2                       | Fecha 2     | Fecha 2 |
| Local             | Resultado | Visitante          | Estadio                       | Fecha       |         |
| ----------------- | --------- | ------------------ | ----------------------------- | ----------- | ------- |
| Concepción FC     | 2 - 1     | Talleres           | Concepción                    | 18 de enero |         |
| Mitre             | 0 - 1     | Atlético Tucumán   | Santiago del Estero           | 18 de enero |         |
| Atlético Ledesma  | 5 - 1     | Juventud Antoniana | Libertador General San Martín | 18 de enero |         |
| Deportivo Tabacal | 0 - 1     | Altos Hornos Zapla | Hipólito Yrigoyen             | 18 de enero |         |
| San Martín        | 3 - 1     | Jorge Newbery      | San Miguel de Tucumán         | 18 de enero |         |

| Fecha 3            | Fecha 3   | Fecha 3           | Fecha 3               | Fecha 3     | Fecha 3 |
| Local              | Resultado | Visitante         | Estadio               | Fecha       |         |
| ------------------ | --------- | ----------------- | --------------------- | ----------- | ------- |
| Atlético Tucumán   | 2 - 1     | Concepción FC     | San Miguel de Tucumán | 25 de enero |         |
| Jorge Newbery      | 5 - 1     | Deportivo Tabacal | Aguilares             | 25 de enero |         |
| Juventud Antoniana | 2 - 2     | Mitre             | Salta                 | 25 de enero |         |
| Altos Hornos Zapla | 1 - 2     | Atlético Ledesma  | Palpalá               | 25 de enero |         |
| Talleres           | 0 - 2     | San Martín        | Frías                 | 25 de enero |         |

| Fecha 4           | Fecha 4   | Fecha 4            | Fecha 4                       | Fecha 4      | Fecha 4 |
| Local             | Resultado | Visitante          | Estadio                       | Fecha        |         |
| ----------------- | --------- | ------------------ | ----------------------------- | ------------ | ------- |
| Atlético Tucumán  | 2 - 1     | Talleres           | San Miguel de Tucumán         | 1 de febrero |         |
| Atlético Ledesma  | 0 - 0     | Jorge Newbery      | Libertador General San Martín | 1 de febrero |         |
| Deportivo Tabacal | 1 - 2     | San Martín         | Hipólito Yrigoyen             | 1 de febrero |         |
| Mitre             | 3 - 1     | Altos Hornos Zapla | Santiago del Estero           | 1 de febrero |         |
| Concepción FC     | 2 - 2     | Juventud Antoniana | Concepción                    | 1 de febrero |         |

| Fecha 5            | Fecha 5   | Fecha 5           | Fecha 5               | Fecha 5      | Fecha 5 |
| Local              | Resultado | Visitante         | Estadio               | Fecha        |         |
| ------------------ | --------- | ----------------- | --------------------- | ------------ | ------- |
| Talleres           | 1 - 2     | Deportivo Tabacal | Frías                 | 8 de febrero |         |
| San Martín         | 1 - 1     | Atlético Ledesma  | San Miguel de Tucumán | 8 de febrero |         |
| Jorge Newbery      | 1 - 1     | Mitre             | Aguilares             | 8 de febrero |         |
| Altos Hornos Zapla | 1 - 4     | Concepción FC     | Palpalá               | 8 de febrero |         |
| Juventud Antoniana | 1 - 1     | Atlético Tucumán  | Salta                 | 8 de febrero |         |

| Fecha 6            | Fecha 6   | Fecha 6            | Fecha 6                       | Fecha 6       | Fecha 6 |
| Local              | Resultado | Visitante          | Estadio                       | Fecha         |         |
| ------------------ | --------- | ------------------ | ----------------------------- | ------------- | ------- |
| Atlético Tucumán   | 1 - 0     | Altos Hornos Zapla | San Miguel de Tucumán         | 11 de febrero |         |
| Concepción FC      | 1 - 0     | Jorge Newbery      | Concepción                    | 11 de febrero |         |
| Atlético Ledesma   | 5 - 1     | Deportivo Tabacal  | Libertador General San Martín | 11 de febrero |         |
| Juventud Antoniana | 1 - 0     | Talleres           | Salta                         | 11 de febrero |         |
| Mitre              | 0 - 1     | San Martín         | Santiago del Estero           | 11 de febrero |         |

| Fecha 7            | Fecha 7   | Fecha 7            | Fecha 7               | Fecha 7       | Fecha 7 |
| Local              | Resultado | Visitante          | Estadio               | Fecha         |         |
| ------------------ | --------- | ------------------ | --------------------- | ------------- | ------- |
| Talleres           | 1 - 1     | Atlético Ledesma   | Frías                 | 15 de febrero |         |
| Deportivo Tabacal  | 3 - 3     | Mitre              | Hipólito Yrigoyen     | 15 de febrero |         |
| San Martín         | 3 - 1     | Concepción FC      | San Miguel de Tucumán | 15 de febrero |         |
| Jorge Newbery      | 1 - 2     | Atlético Tucumán   | Aguilares             | 15 de febrero |         |
| Altos Hornos Zapla | 1 - 1     | Juventud Antoniana | Palpalá               | 15 de febrero |         |

| Fecha 8            | Fecha 8   | Fecha 8           | Fecha 8               | Fecha 8       | Fecha 8 |
| Local              | Resultado | Visitante         | Estadio               | Fecha         |         |
| ------------------ | --------- | ----------------- | --------------------- | ------------- | ------- |
| Altos Hornos Zapla | 0 - 0     | Talleres          | Palpalá               | 22 de febrero |         |
| Juventud Antoniana | 2 - 1     | Jorge Newbery     | Salta                 | 22 de febrero |         |
| Atlético Tucumán   | 2 - 2     | San Martín        | San Miguel de Tucumán | 22 de febrero |         |
| Concpeción FC      | 1 - 0     | Deportivo Tabacal | Concepción            | 22 de febrero |         |
| Mitre              | 0 - 0     | Atlético Ledesma  | Santiago del Estero   | 22 de febrero |         |

| Fecha 9           | Fecha 9   | Fecha 9            | Fecha 9                       | Fecha 9    | Fecha 9 |
| Local             | Resultado | Visitante          | Estadio                       | Fecha      |         |
| ----------------- | --------- | ------------------ | ----------------------------- | ---------- | ------- |
| Talleres          | 1 - 0     | Mitre              | Frías                         | 1 de marzo |         |
| Atlético Ledesma  | 2 - 3     | Concepción FC      | Libertador General San Martín | 1 de marzo |         |
| Deportivo Tabacal | 1 - 2     | Atlético Tucumán   | Hipólito Yrigoyen             | 1 de marzo |         |
| San Martín        | 5 - 1     | Juventud Antoniana | San Miguel de Tucumán         | 1 de marzo |         |
| Jorge Newbery     | 2 - 1     | Altos Hornos Zapla | Aguilares                     | 1 de marzo |         |

| Fecha 10          | Fecha 10  | Fecha 10           | Fecha 10                      | Fecha 10   | Fecha 10 |
| Local             | Resultado | Visitante          | Estadio                       | Fecha      |          |
| ----------------- | --------- | ------------------ | ----------------------------- | ---------- | -------- |
| San Martín        | 3 - 0     | Altos Hornos Zapla | San Miguel de Tucumán         | 8 de marzo |          |
| Atlético Ledesma  | 2 - 1     | Atlético Tucumán   | Libertador General San Martín | 8 de marzo |          |
| Jorge Newbery     | 5 - 1     | Talleres           | Aguilares                     | 8 de marzo |          |
| Deportivo Tabacal | 4 - 1     | Juventud Antoniana | Hipólito Yrigoyen             | 8 de marzo |          |
| Mitre             | 1 - 3     | Concepción FC      | Santiago del Estero           | 8 de marzo |          |

| Fecha 11           | Fecha 11  | Fecha 11          | Fecha 11              | Fecha 11    | Fecha 11 |
| Local              | Resultado | Visitante         | Estadio               | Fecha       |          |
| ------------------ | --------- | ----------------- | --------------------- | ----------- | -------- |
| Talleres           | 0 - 1     | Concepción FC     | Frías                 | 11 de marzo |          |
| Atlético Tucumán   | 3 - 5     | Mitre             | San Miguel de Tucumán | 11 de marzo |          |
| Juventud Antoniana | 1 - 1     | Atlético Ledesma  | Salta                 | 11 de marzo |          |
| Altos Hornos Zapla | 0 - 0     | Deportivo Tabacal | Palpalá               | 11 de marzo |          |
| Jorge Newbery      | 0 - 2     | San Martín        | Aguilares             | 11 de marzo |          |

| Fecha 12          | Fecha 12  | Fecha 12           | Fecha 12                      | Fecha 12    | Fecha 12 |
| Local             | Resultado | Visitante          | Estadio                       | Fecha       |          |
| ----------------- | --------- | ------------------ | ----------------------------- | ----------- | -------- |
| San Martín        | 5 - 0     | Talleres           | San Miguel de Tucumán         | 15 de marzo |          |
| Concepción FC     | 1 - 1     | Atlético Tucumán   | Concepción                    | 15 de marzo |          |
| Atlético Ledesma  | 3 - 2     | Altos Hornos Zapla | Libertador General San Martín | 15 de marzo |          |
| Deportivo Tabacal | 0 - 0     | Jorge Newbery      | Hipólito Yrigoyen             | 15 de marzo |          |
| Mitre             | 0 - 0     | Juventud Antoniana | Santiago del Estero           | 15 de marzo |          |

| Fecha 13           | Fecha 13  | Fecha 13          | Fecha 13              | Fecha 13    | Fecha 13 |
| Local              | Resultado | Visitante         | Estadio               | Fecha       |          |
| ------------------ | --------- | ----------------- | --------------------- | ----------- | -------- |
| San Martín         | 3 - 0     | Deportivo Tabacal | San Miguel de Tucumán | 22 de marzo |          |
| Jorge Newbery      | 4 - 1     | Atlético Ledesma  | Aguilares             | 22 de marzo |          |
| Juventud Antoniana | 2 - 2     | Concepción FC     | Salta                 | 22 de marzo |          |
| Altos Hornos Zapla | 4 - 2     | Mitre             | Palpalá               | 22 de marzo |          |
| Talleres           | 3 - 3     | Atlético Tucumán  | Frías                 | 22 de marzo |          |

| Fecha 14          | Fecha 14  | Fecha 14           | Fecha 14                      | Fecha 14    | Fecha 14 |
| Local             | Resultado | Visitante          | Estadio                       | Fecha       |          |
| ----------------- | --------- | ------------------ | ----------------------------- | ----------- | -------- |
| Atlético Tucumán  | 1 - 0     | Juventud Antoniana | San Miguel de Tucumán         | 29 de marzo |          |
| Concepción FC     | 2 - 0     | Altos Hornos Zapla | Concepción                    | 29 de marzo |          |
| Atlético Ledesma  | 0 - 0     | San Martín         | Libertador General San Martín | 29 de marzo |          |
| Deportivo Tabacal | 1 - 4     | Talleres           | Hipólito Yrigoyen             | 29 de marzo |          |
| Mitre             | 1 - 2     | Jorge Newbery      | Santiago del Estero           | 29 de marzo |          |

| Fecha 15           | Fecha 15  | Fecha 15           | Fecha 15              | Fecha 15   | Fecha 15 |
| Local              | Resultado | Visitante          | Estadio               | Fecha      |          |
| ------------------ | --------- | ------------------ | --------------------- | ---------- | -------- |
| San Martín         | 5 - 0     | Mitre              | San Miguel de Tucumán | 5 de abril |          |
| Jorge Newbery      | 2 - 1     | Concepción FC      | Aguilares             | 5 de abril |          |
| Deportivo Tabacal  | 3 - 2     | Atlético Ledesma   | Hipólito Yrigoyen     | 5 de abril |          |
| Altos Hornos Zapla | 0 - 0     | Atlético Tucumán   | Palpalá               | 5 de abril |          |
| Talleres           | 0 - 0     | Juventud Antoniana | Frías                 | 5 de abril |          |

| Fecha 16           | Fecha 16  | Fecha 16           | Fecha 16                      | Fecha 16    | Fecha 16 |
| Local              | Resultado | Visitante          | Estadio                       | Fecha       |          |
| ------------------ | --------- | ------------------ | ----------------------------- | ----------- | -------- |
| Atlético Ledesma   | 2 - 0     | Talleres           | Libertador General San Martín | 12 de abril |          |
| Mitre              | 2 - 5     | Deportivo Tabacal  | Santiago del Estero           | 12 de abril |          |
| Concepción FC      | 0 - 2     | San Martín         | Concepción                    | 12 de abril |          |
| Atlético Tucumán   | 2 - 1     | Jorge Newbery      | San Miguel de Tucumán         | 12 de abril |          |
| Juventud Antoniana | 2 - 1     | Altos Hornos Zapla | Salta                         | 12 de abril |          |

| Fecha 17          | Fecha 17  | Fecha 17           | Fecha 17                      | Fecha 17    | Fecha 17 |
| Local             | Resultado | Visitante          | Estadio                       | Fecha       |          |
| ----------------- | --------- | ------------------ | ----------------------------- | ----------- | -------- |
| San Martín        | 2 - 2     | Atlético Tucumán   | San Miguel de Tucumán         | 26 de abril |          |
| Atlético Ledesma  | 4 - 0     | Mitre              | Libertador General San Martín | 26 de abril |          |
| Jorge Newbery     | 4 - 1     | Juventud Antoniana | Aguilares                     | 26 de abril |          |
| Deportivo Tabacal | 2 - 1     | Concepción FC      | Hipólito Yrigoyen             | 26 de abril |          |
| Talleres          | 1 - 2     | Altos Hornos Zapla | Frías                         | 26 de abril |          |

| Fecha 18           | Fecha 18  | Fecha 18          | Fecha 18            | Fecha 18  | Fecha 18 |
| Local              | Resultado | Visitante         | Estadio             | Fecha     |          |
| ------------------ | --------- | ----------------- | ------------------- | --------- | -------- |
| Atlético Tucumán   | 3 - 4     | Deportivo Tabacal |                     | 3 de mayo |          |
| Juventud Antoniana | 1 - 1     | San Martín        | Salta               | 3 de mayo |          |
| Altos Hornos Zapla | 1 - 1     | Jorge Newbery     | Palpalá             | 3 de mayo |          |
| Mitré              | 4 - 2     | Talleres          | Santiago del Estero | 3 de mayo |          |
| Concepción FC      | 3 - 1     | Atlético Ledesma  | Concepción          | 3 de mayo |          |

| 1. 2. 3. |

### Región Litoral

#### Tabla de posiciones
| Pos. | Equipo                                    | Pts. | PJ | PG | PE | PP | GF | GC | Dif. |
| ---- | ----------------------------------------- | ---- | -- | -- | -- | -- | -- | -- | ---- |
| 01.º | Atlético Sauce (Colón)                    | 24   | 16 | 10 | 4  | 2  | 33 | 19 | 14   |
| 02.º | Sarmiento (Resistencia)                   | 21   | 16 | 8  | 5  | 3  | 23 | 13 | 10   |
| 03.º | Belgrano (Paraná)                         | 20   | 16 | 8  | 4  | 4  | 32 | 14 | 18   |
| 04.º | Ateneo de la Juventud José Manuel Estrada | 18   | 16 | 7  | 4  | 5  | 25 | 21 | 4    |
| 05.º | Atlético Posadas                          | 18   | 16 | 7  | 4  | 5  | 25 | 21 | 4    |
| 06.º | Alem (Leandro N. Alem)                    | 15   | 16 | 5  | 5  | 6  | 16 | 21 | −5   |
| 07.º | Huracán (Goya)                            | 11   | 16 | 4  | 3  | 9  | 17 | 34 | −17  |
| 08.º | Boca Unidos                               | 9    | 16 | 3  | 3  | 10 | 22 | 30 | −8   |
| 09.º | Juventud Unida (Charata)                  | 8    | 16 | 2  | 4  | 10 | 19 | 39 | −20  |

|  | Clasificado al Torneo Zonal |

|  |

#### Resultados
| Fecha 1          | Fecha 1   | Fecha 1                             | Fecha 1    | Fecha 1     | Fecha 1 |
| Local            | Resultado | Visitante                           | Estadio    | Fecha       |         |
| ---------------- | --------- | ----------------------------------- | ---------- | ----------- | ------- |
| Juventud Unida   | 0 - 1     | Alem                                | Charata    | 11 de enero |         |
| Boca Unidos      | 0 - 1     | Huracán                             | Corrientes | 11 de enero |         |
| Atlético Posadas | 1 - 0     | Sarmiento                           | Posadas    | 11 de enero |         |
| Belgrano         | 3 - 0     | Ateneo Juventud José Manuel Estrada | Paraná     | 11 de enero |         |
| Libre : Sauce    |           |                                     |            |             |         |

| Fecha 2                             | Fecha 2   | Fecha 2          | Fecha 2         | Fecha 2     | Fecha 2 |
| Local                               | Resultado | Visitante        | Estadio         | Fecha       |         |
| ----------------------------------- | --------- | ---------------- | --------------- | ----------- | ------- |
| Ateneo Juventud José Manuel Estrada | 1 - 2     | Atlético Posadas | Formosa         | 18 de enero |         |
| Sarmiento                           | 1 - 1     | Boca Unidos      | Resistencia     | 18 de enero |         |
| Huracán                             | 1 - 1     | Juventud Unida   | Goya            | 18 de enero |         |
| Alem                                | 2 - 3     | Sauce            | Leandro N. Alem | 18 de enero |         |
| Libre : Belgrano                    |           |                  |                 |             |         |

| Fecha 3          | Fecha 3   | Fecha 3                             | Fecha 3    | Fecha 3     | Fecha 3 |
| Local            | Resultado | Visitante                           | Estadio    | Fecha       |         |
| ---------------- | --------- | ----------------------------------- | ---------- | ----------- | ------- |
| Juventud Unida   | 1 - 0     | Sarmiento                           | Charata    | 25 de enero |         |
| Boca Unidos      | 2 - 1     | Ateneo Juventud José Manuel Estrada | Corrientes | 25 de enero |         |
| Atlético Posadas | 1 - 1     | Belgrano                            | Posadas    | 25 de enero |         |
| Sauce            | 5 - 0     | Huracán                             | Colón      | 25 de enero |         |
| Libre : Alem     |           |                                     |            |             |         |

| Fecha 4                             | Fecha 4   | Fecha 4        | Fecha 4     | Fecha 4      | Fecha 4 |
| Local                               | Resultado | Visitante      | Estadio     | Fecha        |         |
| ----------------------------------- | --------- | -------------- | ----------- | ------------ | ------- |
| Sarmiento                           | 3 - 1     | Sauce          | Resistencia | 1 de febrero |         |
| Belgrano                            | 2 - 1     | Boca Unidos    | Paraná      | 1 de febrero |         |
| Ateneo Juventud José Manuel Estrada | 3 - 1     | Juventud Unida | Formosa     | 1 de febrero |         |
| Huracán                             | 2 - 3     | Alem           | Goya        | 1 de febrero |         |
| Libre : Atlético Posadas            |           |                |             |              |         |

| Fecha 5         | Fecha 5   | Fecha 5                             | Fecha 5         | Fecha 5      | Fecha 5 |
| Local           | Resultado | Visitante                           | Estadio         | Fecha        |         |
| --------------- | --------- | ----------------------------------- | --------------- | ------------ | ------- |
| Alem            | 0 - 1     | Sarmiento                           | Leandro N. Alem | 8 de febrero |         |
| Sauce           | 1 - 1     | Ateneo Juventud José Manuel Estrada | Colón           | 8 de febrero |         |
| Juventud Unida  | 0 - 5     | Belgrano                            | Charata         | 8 de febrero |         |
| Boca Unidos     | 0 - 1     | Atlético Posadas                    | Corrientes      | 8 de febrero |         |
| Libre : Huracán |           |                                     |                 |              |         |

| Fecha 6                             | Fecha 6   | Fecha 6        | Fecha 6     | Fecha 6       | Fecha 6 |
| Local                               | Resultado | Visitante      | Estadio     | Fecha         |         |
| ----------------------------------- | --------- | -------------- | ----------- | ------------- | ------- |
| Sarmiento                           | 1 - 0     | Huracán        | Resistencia | 11 de febrero |         |
| Belgrano                            | 1 - 2     | Sauce          | Paraná      | 11 de febrero |         |
| Ateneo Juventud José Manuel Estrada | 0 - 1     | Alem           | Formosa     | 11 de febrero |         |
| Atlético Posadas                    | 0 - 0     | Juventud Unida | Posadas     | 11 de febrero |         |
| Libre : Boca Unidos                 |           |                |             |               |         |

| Fecha 7           | Fecha 7   | Fecha 7                             | Fecha 7         | Fecha 7       | Fecha 7 |
| Local             | Resultado | Visitante                           | Estadio         | Fecha         |         |
| ----------------- | --------- | ----------------------------------- | --------------- | ------------- | ------- |
| Huracán           | 2 - 1     | Ateneo Juventud José Manuel Estrada | Goya            | 15 de febrero |         |
| Alem              | 2 - 2     | Belgrano                            | Leandro N. Alem | 15 de febrero |         |
| Sauce             | 1 - 0     | Atlético Posadas                    | Colón           | 15 de febrero |         |
| Juventud Unida    | 2 - 4     | Boca Unidos                         | Charata         | 15 de febrero |         |
| Libre : Sarmiento |           |                                     |                 |               |         |

| Fecha 8                             | Fecha 8   | Fecha 8   | Fecha 8    | Fecha 8       | Fecha 8 |
| Local                               | Resultado | Visitante | Estadio    | Fecha         |         |
| ----------------------------------- | --------- | --------- | ---------- | ------------- | ------- |
| Boca Unidos                         | 2 - 2     | Sauce     | Corrientes | 22 de febrero |         |
| Belgrano                            | 3 - 1     | Huracán   | Paraná     | 22 de febrero |         |
| Ateneo Juventud José Manuel Estrada | 2 - 2     | Sarmiento | Formosa    | 22 de febrero |         |
| Atlético Posadas                    | 3 - 1     | Alem      | Posadas    | 22 de febrero |         |
| Libre : Juventud Unida              |           |           |            |               |         |

| Fecha 9                                     | Fecha 9   | Fecha 9          | Fecha 9         | Fecha 9    | Fecha 9 |
| Local                                       | Resultado | Visitante        | Estadio         | Fecha      |         |
| ------------------------------------------- | --------- | ---------------- | --------------- | ---------- | ------- |
| Sarmiento                                   | 2 - 1     | Belgrano         | Resistencia     | 1 de marzo |         |
| Huracán                                     | 1 - 1     | Atlético Posadas | Goya            | 1 de marzo |         |
| Alem                                        | 1 - 0     | Boca Unidos      | Leandro N. Alem | 1 de marzo |         |
| Sauce                                       | 1 - 0     | Juventud Unida   | Colón           | 1 de marzo |         |
| Libre : Ateneo Juventud José Manuel Estrada |           |                  |                 |            |         |

| Fecha 10                            | Fecha 10  | Fecha 10         | Fecha 10        | Fecha 10   | Fecha 10 |
| Local                               | Resultado | Visitante        | Estadio         | Fecha      |          |
| ----------------------------------- | --------- | ---------------- | --------------- | ---------- | -------- |
| Alem                                | 2 - 2     | Juventud Unida   | Leandro N. Alem | 8 de marzo |          |
| Huracán                             | 6 - 3     | Boca Unidos      | Goya            | 8 de marzo |          |
| Sarmiento                           | 3 - 1     | Atlético Posadas | Resistencia     | 8 de marzo |          |
| Ateneo Juventud José Manuel Estrada | 1 - 1     | Belgrano         | Formosa         | 8 de marzo |          |
| Libre : Sauce                       |           |                  |                 |            |          |

| Fecha 11         | Fecha 11  | Fecha 11                            | Fecha 11   | Fecha 11    | Fecha 11 |
| Local            | Resultado | Visitante                           | Estadio    | Fecha       |          |
| ---------------- | --------- | ----------------------------------- | ---------- | ----------- | -------- |
| Atlético Posadas | 0 - 1     | Ateneo Juventud José Manuel Estrada | Posadas    | 11 de marzo |          |
| Boca Unidos      | 0 - 2     | Sarmiento                           | Corrientes | 11 de marzo |          |
| Juventud Unida   | 2 - 0     | Huracán                             | Charata    | 11 de marzo |          |
| Sauce            | 4 - 0     | Alem                                | Colón      | 11 de marzo |          |
| Libre : Belgrano |           |                                     |            |             |          |

| Fecha 12                            | Fecha 12  | Fecha 12         | Fecha 12    | Fecha 12    | Fecha 12 |
| Local                               | Resultado | Visitante        | Estadio     | Fecha       |          |
| ----------------------------------- | --------- | ---------------- | ----------- | ----------- | -------- |
| Sarmiento                           | 2 - 2     | Juventud Unida   | Resistencia | 15 de marzo |          |
| Belgrano                            | 5 - 1     | Atlético Posadas | Paraná      | 15 de marzo |          |
| Ateneo Juventud José Manuel Estrada | 3 - 0     | Boca Unidos      | Formosa     | 15 de marzo |          |
| Huracán                             | 0 - 0     | Sauce            | Goya        | 15 de marzo |          |
| Libre : Alem                        |           |                  |             |             |          |

| Fecha 13                 | Fecha 13  | Fecha 13                            | Fecha 13        | Fecha 13    | Fecha 13 |
| Local                    | Resultado | Visitante                           | Estadio         | Fecha       |          |
| ------------------------ | --------- | ----------------------------------- | --------------- | ----------- | -------- |
| Sauce                    | 1 - 1     | Sarmiento                           | Colón           | 22 de marzo |          |
| Alem                     | 2 - 0     | Huracán                             | Leandro N. Alem | 22 de marzo |          |
| Juventud Unida           | 3 - 4     | Ateneo Juventud José Manuel Estrada | Charata         | 22 de marzo |          |
| Boca Unidos              | 0 - 2     | Belgrano                            | Corrientes      | 22 de marzo |          |
| Libre : Atlético Posadas |           |                                     |                 |             |          |

| Fecha 14                            | Fecha 14  | Fecha 14       | Fecha 14    | Fecha 14    | Fecha 14 |
| Local                               | Resultado | Visitante      | Estadio     | Fecha       |          |
| ----------------------------------- | --------- | -------------- | ----------- | ----------- | -------- |
| Sarmiento                           | 3 - 0     | Alem           | Resistencia | 29 de marzo |          |
| Belgrano                            | 2 - 0     | Juventud Unida | Paraná      | 29 de marzo |          |
| Ateneo Juventud José Manuel Estrada | 2 - 0     | Sauce          | Formosa     | 29 de marzo |          |
| Atlético Posadas                    | 1 - 0     | Boca Unidos    | Posadas     | 29 de marzo |          |
| Libre : Huracán                     |           |                |             |             |          |

| Fecha 15            | Fecha 15  | Fecha 15                            | Fecha 15        | Fecha 15   | Fecha 15 |
| Local               | Resultado | Visitante                           | Estadio         | Fecha      |          |
| ------------------- | --------- | ----------------------------------- | --------------- | ---------- | -------- |
| Sauce               | 1 - 0     | Belgrano                            | Colón           | 5 de abril |          |
| Alem                | 1 - 2     | Ateneo Juventud José Manuel Estrada | Leandro N. Alem | 5 de abril |          |
| Juventud Unida      | 2 - 4     | Atlético Posadas                    | Charata         | 5 de abril |          |
| Huracán             | 1 - 0     | Sarmiento                           | Goya            | 5 de abril |          |
| Libre : Boca Unidos |           |                                     |                 |            |          |

| Fecha 16                            | Fecha 16  | Fecha 16       | Fecha 16   | Fecha 16    | Fecha 16 |
| Local                               | Resultado | Visitante      | Estadio    | Fecha       |          |
| ----------------------------------- | --------- | -------------- | ---------- | ----------- | -------- |
| Ateneo Juventud José Manuel Estrada | 2 - 1     | Huracán        | Formosa    | 12 de abril |          |
| Belgrano                            | 0 - 0     | Alem           | Paraná     | 12 de abril |          |
| Atlético Posadas                    | 3 - 4     | Sauce          | Posadas    | 12 de abril |          |
| Boca Unidos                         | 7 - 1     | Juventud Unida | Corrientes | 12 de abril |          |
| Libre : Sarmiento                   |           |                |            |             |          |

| Fecha 17               | Fecha 17  | Fecha 17                            | Fecha 17        | Fecha 17    | Fecha 17 |
| Local                  | Resultado | Visitante                           | Estadio         | Fecha       |          |
| ---------------------- | --------- | ----------------------------------- | --------------- | ----------- | -------- |
| Sauce                  | 4 - 2     | Boca Unidos                         | Colón           | 26 de abril |          |
| Alem                   | 0 - 0     | Atlético Posadas                    | Leandro N. Alem | 26 de abril |          |
| Huracán                | 1 - 4     | Belgrano                            | Goya            | 26 de abril |          |
| Sarmiento              | 1 - 1     | Ateneo Juventud José Manuel Estrada | Resistencia     | 26 de abril |          |
| Libre : Juventud Unida |           |                                     |                 |             |          |

| Fecha 18                                    | Fecha 18  | Fecha 18  | Fecha 18   | Fecha 18  | Fecha 18 |
| Local                                       | Resultado | Visitante | Estadio    | Fecha     |          |
| ------------------------------------------- | --------- | --------- | ---------- | --------- | -------- |
| Atlético Posadas                            | 6 - 1     | Huracán   | Posadas    | 3 de mayo |          |
| Belgrano                                    | 0 - 1     | Sarmiento | Paraná     | 3 de mayo |          |
| Boca Unidos                                 | 0 - 0     | Alem      | Corrientes | 3 de mayo |          |
| Juventud Unida                              | 2 - 3     | Sauce     | Charata    | 3 de mayo |          |
| Libre : Ateneo Juventud José Manuel Estrada |           |           |            |           |          |

### Región Andina

#### Tabla de posiciones
| Pos. | Equipo                       | Pts. | PJ | PG | PE | PP | GF | GC | Dif. |
| ---- | ---------------------------- | ---- | -- | -- | -- | -- | -- | -- | ---- |
| 01.º | Gimnasia y Esgrima (Mendoza) | 26   | 16 | 11 | 4  | 1  | 37 | 14 | 23   |
| 02.º | Independiente Rivadavia      | 24   | 16 | 9  | 6  | 1  | 29 | 10 | 19   |
| 03.º | Juventud Alianza             | 21   | 16 | 7  | 7  | 2  | 23 | 14 | 9    |
| 04.º | San Lorenzo de Alem          | 15   | 16 | 7  | 1  | 8  | 24 | 27 | −3   |
| 05.º | San Martín (Mendoza)         | 14   | 16 | 5  | 4  | 7  | 25 | 23 | 2    |
| 06.º | Unión (La Rioja)             | 14   | 16 | 5  | 4  | 7  | 21 | 23 | −2   |
| 07.º | Defensores (Las Paredes)     | 14   | 16 | 7  | 0  | 9  | 25 | 31 | −6   |
| 08.º | Deportivo Aberastain         | 11   | 16 | 4  | 3  | 9  | 19 | 30 | −11  |
| 09.º | Defensores de Esquiú         | 5    | 16 | 1  | 3  | 12 | 10 | 42 | −32  |

|  | Clasificado al Torneo Zonal |

|  |

#### Resultados
| Fecha 1                     | Fecha 1   | Fecha 1            | Fecha 1          | Fecha 1     | Fecha 1 |
| Local                       | Resultado | Visitante          | Estadio          | Fecha       |         |
| --------------------------- | --------- | ------------------ | ---------------- | ----------- | ------- |
| Independiente Rivadavia     | 0 - 0     | Juventud Alianza   | Mendoza          | 11 de enero |         |
| San Martín                  | 4 - 0     | Gimnasia y Esgrima | San Martín       | 11 de enero |         |
| San Lorenzo de Alem         | 0 - 1     | Unión              | Catamarca        | 11 de enero |         |
| Deportivo Aberastain        | 1 - 3     | Defensores         | Villa Aberastain | 11 de enero |         |
| Libre: Defensores de Esquiú |           |                    |                  |             |         |

| Fecha 2                    | Fecha 2   | Fecha 2                 | Fecha 2     | Fecha 2     | Fecha 2 |
| Local                      | Resultado | Visitante               | Estadio     | Fecha       |         |
| -------------------------- | --------- | ----------------------- | ----------- | ----------- | ------- |
| Juventud Alianza           | 1 - 0     | San Martín              | Santa Lucía | 18 de enero |         |
| Gimnasia y Esgrima         | 3 - 1     | Deportivo Aberastain    | Mendoza     | 18 de enero |         |
| Defensores                 | 4 - 0     | Defensores de Esquiú    | Las Paredes | 18 de enero |         |
| Unión                      | 0 - 0     | Independiente Rivadavia | La Rioja    | 19 de enero |         |
| Libre: San Lorenzo de Alem |           |                         |             |             |         |

| Fecha 3                 | Fecha 3   | Fecha 3             | Fecha 3     | Fecha 3     | Fecha 3 |
| Local                   | Resultado | Visitante           | Estadio     | Fecha       |         |
| ----------------------- | --------- | ------------------- | ----------- | ----------- | ------- |
| San Martín              | 2 - 2     | Unión               | San Martín  | 25 de enero |         |
| Independiente Rivadavia | 4 - 1     | San Lorenzo de Alem | Mendoza     | 25 de enero |         |
| Defensores de Esquiú    | 0 - 2     | Gimnasia y Esgrima  | San José    | 25 de enero |         |
| Juventud Alianza        | 1 - 1     | Aberastain          | Santa Lucía | 25 de enero |         |
| Libre: Defensores       |           |                     |             |             |         |

| Fecha 4                        | Fecha 4   | Fecha 4              | Fecha 4          | Fecha 4      | Fecha 4 |
| Local                          | Resultado | Visitante            | Estadio          | Fecha        |         |
| ------------------------------ | --------- | -------------------- | ---------------- | ------------ | ------- |
| San Lorenzo de Alem            | 2 - 0     | San Martín           | Catamarca        | 1 de febrero |         |
| Gimnasia y Esgrima             | 2 - 0     | Defensores           | Mendoza          | 1 de febrero |         |
| Juventud Alianza               | 2 - 1     | Defensores de Esquiú | Santa Lucía      | 1 de febrero |         |
| Deportivo Aberastain           | 2 - 1     | Unión                | Villa Aberastain | 1 de febrero |         |
| Libre: Independiente Rivadavia |           |                      |                  |              |         |

| Fecha 5                   | Fecha 5   | Fecha 5                 | Fecha 5          | Fecha 5      | Fecha 5 |
| Local                     | Resultado | Visitante               | Estadio          | Fecha        |         |
| ------------------------- | --------- | ----------------------- | ---------------- | ------------ | ------- |
| San Martín                | 1 - 1     | Independiente Rivadavia | San Martín       | 8 de febrero |         |
| Unión                     | 2 - 1     | Defensores de Esquiú    | La Rioja         | 8 de febrero |         |
| Defensores                | 1 - 3     | Juventud Alianza        | Las Paredes      | 8 de febrero |         |
| Deportivo Aberastain      | 1 - 3     | San Lorenzo de Alem     | Villa Aberastain | 8 de febrero |         |
| Libre: Gimnasia y Esgrima |           |                         |                  |              |         |

| Fecha 6                 | Fecha 6   | Fecha 6              | Fecha 6     | Fecha 6       | Fecha 6 |
| Local                   | Resultado | Visitante            | Estadio     | Fecha         |         |
| ----------------------- | --------- | -------------------- | ----------- | ------------- | ------- |
| Independiente Rivadavia | 3 - 1     | Deportivo Aberastain | Mendoza     | 11 de febrero |         |
| Juventud Alianza        | 0 - 0     | Gimnasia y Esgrima   | Santa Lucía | 11 de febrero |         |
| San Lorenzo de Alem     | 0 - 0     | Defensores de Esquiú | Catamarca   | 11 de febrero |         |
| Unión                   | 2 - 1     | Defensores           | La Rioja    | 11 de febrero |         |
| Libre: San Martín       |           |                      |             |               |         |

| Fecha 7                 | Fecha 7   | Fecha 7                 | Fecha 7          | Fecha 7       | Fecha 7 |
| Local                   | Resultado | Visitante               | Estadio          | Fecha         |         |
| ----------------------- | --------- | ----------------------- | ---------------- | ------------- | ------- |
| Defensores de Esquiú    | 1 - 5     | Independiente Rivadavia | San José         | 15 de febrero |         |
| Gimnasia y Esgrima      | 2 - 0     | Unión                   | Mendoza          | 15 de febrero |         |
| Deportivo Aberastain    | 3 - 1     | San Martín              | Villa Aberastain | 15 de febrero |         |
| Defensores              | 2 - 0     | San Lorenzo de Alem     | Las Paredes      | 15 de febrero |         |
| Libre: Juventud Alianza |           |                         |                  |               |         |

| Fecha 8                     | Fecha 8   | Fecha 8              | Fecha 8     | Fecha 8       | Fecha 8 |
| Local                       | Resultado | Visitante            | Estadio     | Fecha         |         |
| --------------------------- | --------- | -------------------- | ----------- | ------------- | ------- |
| Independiente Rivadavia     | 3 - 2     | Defensores           | Mendoza     | 22 de febrero |         |
| San Lorenzo de Alem         | 1 - 2     | Gimnasia y Esgrima   | Catamarca   | 22 de febrero |         |
| San Martín                  | 3 - 1     | Defensores de Esquiú | San Martín  | 22 de febrero |         |
| Juventud Alianza            | 2 - 1     | Unión                | Santa Lucía | 22 de febrero |         |
| Libre: Deportivo Aberastain |           |                      |             |               |         |

| Fecha 9              | Fecha 9   | Fecha 9                 | Fecha 9     | Fecha 9    | Fecha 9 |
| Local                | Resultado | Visitante               | Estadio     | Fecha      |         |
| -------------------- | --------- | ----------------------- | ----------- | ---------- | ------- |
| Gimnasia y Esgrima   | 0 - 0     | Independiente Rivadavia | Mendoza     | 1 de marzo |         |
| Defensores           | 4 - 3     | San Martín              | Las Paredes | 1 de marzo |         |
| San Lorenzo de Alem  | 2 - 1     | Juventud Alianza        | Catamarca   | 1 de marzo |         |
| Defensores de Esquiú | 2 - 1     | Deportivo Aberastain    | San José    | 1 de marzo |         |
| Libre: Unión         |           |                         |             |            |         |

| Fecha 10                    | Fecha 10  | Fecha 10                | Fecha 10    | Fecha 10    | Fecha 10 |
| Local                       | Resultado | Visitante               | Estadio     | Fecha       |          |
| --------------------------- | --------- | ----------------------- | ----------- | ----------- | -------- |
| Juventud Alianza            | 1 - 1     | Independiente Rivadavia | Santa Lucía | 8 de marzo  |          |
| Unión                       | 0 - 3     | San Lorenzo de Alem     | La Rioja    | 8 de marzo  |          |
| Defensores                  | 2 - 0     | Deportivo Aberastain    | Las Paredes | 8 de marzo  |          |
| Gimnasia y Esgrima          | 1 - 0     | San Martín              | Mendoza     | 18 de marzo |          |
| Libre: Defensores de Esquiú |           |                         |             |             |          |

| Fecha 11                   | Fecha 11  | Fecha 11           | Fecha 11         | Fecha 11    | Fecha 11 |
| Local                      | Resultado | Visitante          | Estadio          | Fecha       |          |
| -------------------------- | --------- | ------------------ | ---------------- | ----------- | -------- |
| San Martín                 | 0 - 0     | Juventud Alianza   | San Martín       | 11 de marzo |          |
| Deportivo Aberastain       | 3 - 6     | Gimnasia y Esgrima | Villa Aberastain | 11 de marzo |          |
| Independiente Rivadavia    | 2 - 1     | Unión              | Mendoza          | 11 de marzo |          |
| Defensores de Esquiú       | 0 - 1     | Defensores         | San José         | 11 de marzo |          |
| Libre: San Lorenzo de Alem |           |                    |                  |             |          |

| Fecha 12             | Fecha 12  | Fecha 12                | Fecha 12         | Fecha 12    | Fecha 12 |
| Local                | Resultado | Visitante               | Estadio          | Fecha       |          |
| -------------------- | --------- | ----------------------- | ---------------- | ----------- | -------- |
| Unión                | 4 - 1     | San Martín              | La Rioja         | 15 de marzo |          |
| Gimnasia y Esgrima   | 8 - 0     | Defensores de Esquiú    | Mendoza          | 15 de marzo |          |
| San Lorenzo de Alem  | 0 - 1     | Independiente Rivadavia | Catamarca        | 15 de marzo |          |
| Deportivo Aberastain | 0 - 0     | Juventud Alianza        | Villa Aberastain | 15 de marzo |          |
| Libre: Defensores    |           |                         |                  |             |          |

| Fecha 13                       | Fecha 13  | Fecha 13             | Fecha 13    | Fecha 13    | Fecha 13 |
| Local                          | Resultado | Visitante            | Estadio     | Fecha       |          |
| ------------------------------ | --------- | -------------------- | ----------- | ----------- | -------- |
| Defensores                     | 1 - 2     | Gimnasia y Esgrima   | Las Paredes | 22 de marzo |          |
| San Martín                     | 5 - 1     | San Lorenzo de Alem  | San Martín  | 22 de marzo |          |
| Unión                          | 2 - 0     | Deportivo Aberastain | La Rioja    | 22 de marzo |          |
| Defensores de Esquiú           | 1 - 1     | Juventud Alianza     | San José    | 22 de marzo |          |
| Libre: Independiente Rivadavia |           |                      |             |             |          |

| Fecha 14                  | Fecha 14  | Fecha 14             | Fecha 14    | Fecha 14    | Fecha 14 |
| Local                     | Resultado | Visitante            | Estadio     | Fecha       |          |
| ------------------------- | --------- | -------------------- | ----------- | ----------- | -------- |
| Independiente Rivadavia   | 1 - 0     | San Martín           | Mendoza     | 29 de marzo |          |
| Juventud Alianza          | 4 - 1     | Defensores           | Santa Lucía | 29 de marzo |          |
| San Lorenzo de Alem       | 2 - 1     | Deportivo Aberastain | Catamarca   | 29 de marzo |          |
| Defensores de Esquiú      | 1 - 1     | Unión                | San José    | 29 de marzo |          |
| Libre: Gimnasia y Esgrima |           |                      |             |             |          |

| Fecha 15             | Fecha 15  | Fecha 15                | Fecha 15         | Fecha 15   | Fecha 15 |
| Local                | Resultado | Visitante               | Estadio          | Fecha      |          |
| -------------------- | --------- | ----------------------- | ---------------- | ---------- | -------- |
| Deportivo Aberastain | 1 - 0     | Independiente Rivadavia | Villa Aberastain | 5 de abril |          |
| Gimnasia y Esgrima   | 2 - 1     | Juventud Alianza        | Mendoza          | 5 de abril |          |
| Defensores           | 2 - 1     | Unión                   | Las Paredes      | 5 de abril |          |
| Defensores de Esquiú | 1 - 2     | San Lorenzo de Alem     | San José         | 5 de abril |          |
| Libre: San Martín    |           |                         |                  |            |          |

| Fecha 16                | Fecha 16  | Fecha 16             | Fecha 16   | Fecha 16    | Fecha 16 |
| Local                   | Resultado | Visitante            | Estadio    | Fecha       |          |
| ----------------------- | --------- | -------------------- | ---------- | ----------- | -------- |
| Unión                   | 1 - 1     | Gimnasia y Esgrima   | La Rioja   | 12 de abril |          |
| Independiente Rivadavia | 4 - 0     | Defensores de Esquiú | Mendoza    | 12 de abril |          |
| San Martín              | 1 - 1     | Deportivo Aberastain | San Martín | 12 de abril |          |
| San Lorenzo de Alem     | 5 - 0     | Defensores           | Catamarca  | 12 de abril |          |
| Libre: Juventud Alianza |           |                      |            |             |          |

| Fecha 17                    | Fecha 17  | Fecha 17                | Fecha 17    | Fecha 17    | Fecha 17 |
| Local                       | Resultado | Visitante               | Estadio     | Fecha       |          |
| --------------------------- | --------- | ----------------------- | ----------- | ----------- | -------- |
| Gimnasia y Esgrima          | 5 - 1     | San Lorenzo de Alem     | Mendoza     | 26 de abril |          |
| Defensores                  | 0 - 3     | Independiente Rivadavia | Las Paredes | 26 de abril |          |
| Defensores de Esquiú        | 1 - 4     | San Martín              | San José    | 26 de abril |          |
| Unión                       | 2 - 3     | Juventud Alianza        | La Rioja    | 26 de abril |          |
| Libre: Deportivo Aberastain |           |                         |             |             |          |

| Fecha 18                | Fecha 18  | Fecha 18             | Fecha 18         | Fecha 18  | Fecha 18 |
| Local                   | Resultado | Visitante            | Estadio          | Fecha     |          |
| ----------------------- | --------- | -------------------- | ---------------- | --------- | -------- |
| Independiente Rivadavia | 1 - 1     | Gimnasia y Esgrima   | Mendoza          | 3 de mayo |          |
| San Martín              | 2 - 1     | Defensores           | San Martín       | 3 de mayo |          |
| Juventud Alianza        | 3 - 1     | San Lorenzo de Alem  | San Juan         | 3 de mayo |          |
| Deportivo Aberastain    | 2 - 0     | Defensores de Esquiú | Villa Aberastain | 3 de mayo |          |
| Libre: Unión            |           |                      |                  |           |          |

| 1. 2. |

## Zonal Noreste
A los 6 clasificados, se agregaron los equipos que ocuparon el tercero y el cuarto puesto de la tabla final de posiciones del Campeonato de Primera B 1986-87 (Argentina), Estudiantes (BA) y Arsenal.

### Cuadro de desarrollo
|  | Cuartos de final        | Cuartos de final | Cuartos de final |   |                  | Semifinales     | Semifinales     | Semifinales     |  |  | Final            | Final           | Final           |
|  | 10 y 17 de mayo         | 10 y 17 de mayo  | 10 y 17 de mayo  |   |                  | 24 y 31 de mayo | 24 y 31 de mayo | 24 y 31 de mayo |  |  | 7 y 14 de junio  | 7 y 14 de junio | 7 y 14 de junio |
|  |                         |                  |                  |   |                  |                 |                 |                 |  |  |                  |                 |                 |
|  | Atlético Tucumán        | 2                | 0                |   |                  |                 |                 |                 |  |  |                  |                 |                 |
|  | Estudiantes (BA)        | 1                | 0                |   |                  |                 |                 |                 |  |  |                  |                 |                 |
|  | Estudiantes (BA)        | 1                | 0                |   | Atlético Tucumán | 2               | 4               |                 |  |  |                  |                 |                 |
|  |                         |                  |                  |   | Atlético Tucumán | 2               | 4               |                 |  |  |                  |                 |                 |
|  |                         | Atlético Sauce   | 0                | 2 |                  |                 |                 |                 |  |  |                  |                 |                 |
|  | Atlético Sauce          | Atlético Sauce   | 0                | 2 | 3                | 2               |                 |                 |  |  |                  |                 |                 |
|  | Atlético Sauce          |                  |                  |   | 3                | 2               |                 |                 |  |  |                  |                 |                 |
|  | Independiente Rivadavia | 4                | 0                |   |                  |                 |                 |                 |  |  |                  |                 |                 |
|  |                         |                  |                  |   |                  |                 |                 |                 |  |  | Atlético Tucumán | 3               | 2               |
|  |                         |                  | Sarmiento (R)    | 2 | 0                |                 |                 |                 |  |  |                  |                 |                 |
|  | Gimnasia y Esgrima (M)  | 0                | 0(6)             |   |                  |                 |                 |                 |  |  |                  |                 |                 |
|  | Sarmiento (R)           | 0                | 0(7)             |   |                  |                 |                 |                 |  |  |                  |                 |                 |
|  | Sarmiento (R)           | 0                | 0(7)             |   | Sarmiento (R)    | 1               | 3               |                 |  |  |                  |                 |                 |
|  |                         |                  |                  |   | Sarmiento (R)    | 1               | 3               |                 |  |  |                  |                 |                 |
|  |                         | Arsenal          | 2                | 1 |                  |                 |                 |                 |  |  |                  |                 |                 |
|  | Arsenal                 | Arsenal          | 2                | 1 | 2                | 2               |                 |                 |  |  |                  |                 |                 |
|  | Arsenal                 |                  |                  |   | 2                | 2               |                 |                 |  |  |                  |                 |                 |
|  | San Martín (T)          | 2                | 0                |   |                  |                 |                 |                 |  |  |                  |                 |                 |

### Cuartos de final
| Cuarto de final 1 | Cuarto de final 1 | Cuarto de final 1 | Cuarto de final 1       | Cuarto de final 1 | Cuarto de final 1 |
| Local             | Resultado         | Visitante         | Estadio                 | Fecha             |                   |
| ----------------- | ----------------- | ----------------- | ----------------------- | ----------------- | ----------------- |
| San Martín (T)    | 2 - 2             | Arsenal           | La Ciudadela            | 10 de mayo        |                   |
| Arsenal           | 2 - 0             | San Martín (T)    | Julio Humberto Grondona | 17 de mayo        |                   |

| Cuarto de final 2                                             | Cuarto de final 2 | Cuarto de final 2      | Cuarto de final 2          | Cuarto de final 2 | Cuarto de final 2 |
| Local                                                         | Resultado         | Visitante              | Estadio                    | Fecha             |                   |
| ------------------------------------------------------------- | ----------------- | ---------------------- | -------------------------- | ----------------- | ----------------- |
| Sarmiento (R)                                                 | 0 - 0             | Gimnasia y Esgrima (M) | Estadio de Villa Alta      | 10 de mayo        |                   |
| Gimnasia y Esgrima (M)                                        | 0 - 0             | Sarmiento (R)          | Víctor Antonio Legrotaglie | 17 de mayo        |                   |
| Sarmiento (R) Clasificó al ganar la tanda de penales por 7-6. |                   |                        |                            |                   |                   |

| Cuarto de final 3       | Cuarto de final 3 | Cuarto de final 3       | Cuarto de final 3           | Cuarto de final 3 | Cuarto de final 3 |
| Local                   | Resultado         | Visitante               | Estadio                     | Fecha             |                   |
| ----------------------- | ----------------- | ----------------------- | --------------------------- | ----------------- | ----------------- |
| Independiente Rivadavia | 4 - 3             | Atlético Sauce (ER)     | Bautista Gargantini         | 10 de mayo        |                   |
| Atlético Sauce (ER)     | 2 - 0             | Independiente Rivadavia | Presbítero Bartolomé Grella | 17 de mayo        |                   |

| Cuarto de final 4 | Cuarto de final 4 | Cuarto de final 4 | Cuarto de final 4      | Cuarto de final 4 | Cuarto de final 4 |
| Local             | Resultado         | Visitante         | Estadio                | Fecha             |                   |
| ----------------- | ----------------- | ----------------- | ---------------------- | ----------------- | ----------------- |
| Estudiantes       | 1 - 2             | Atlético Tucumán  | Ciudad de Caseros      | 10 de mayo        |                   |
| Atlético Tucumán  | 0 - 0             | Estudiantes       | Monumental José Fierro | 17 de mayo        |                   |

### Semifinales
| Semifinal 1   | Semifinal 1 | Semifinal 1   | Semifinal 1             | Semifinal 1 | Semifinal 1 |
| Local         | Resultado   | Visitante     | Estadio                 | Fecha       |             |
| ------------- | ----------- | ------------- | ----------------------- | ----------- | ----------- |
| Arsenal       | 2 - 1       | Sarmiento (R) | Julio Humberto Grondona | 24 de mayo  |             |
| Sarmiento (R) | 3 - 1       | Arsenal       | Estadio de Villa Alta   | 31 de mayo  |             |

| Semifinal 2         | Semifinal 2 | Semifinal 2         | Semifinal 2                 | Semifinal 2 | Semifinal 2 |
| Local               | Resultado   | Visitante           | Estadio                     | Fecha       |             |
| ------------------- | ----------- | ------------------- | --------------------------- | ----------- | ----------- |
| Atlético Sauce (ER) | 0 - 2       | Atlético Tucumán    | Presbítero Bartolomé Grella | 24 de mayo  |             |
| Atlético Tucumán    | 4 - 2       | Atlético Sauce (ER) | Monumental José Fierro      | 31 de mayo  |             |

### Final
| Final                                              | Final     | Final            | Final                  | Final       | Final |
| Local                                              | Resultado | Visitante        | Estadio                | Fecha       |       |
| -------------------------------------------------- | --------- | ---------------- | ---------------------- | ----------- | ----- |
| Sarmiento (R)                                      | 2 - 3     | Atlético Tucumán | Estadio de Villa Alta  | 7 de junio  |       |
| Atlético Tucumán                                   | 2 - 0     | Sarmiento (R)    | Monumental José Fierro | 14 de junio |       |
| Atlético Tucumán ascendió a la Primera B Nacional. |           |                  |                        |             |       |

## Etapa Regional Sureste

### Región Centro

#### Tabla de posiciones
| Pos. | Equipo                      | Pts. | PJ | PG | PE | PP | GF | GC | Dif. |
| ---- | --------------------------- | ---- | -- | -- | -- | -- | -- | -- | ---- |
| 01.º | Estudiantes (Río Cuarto)    | 22   | 16 | 9  | 4  | 3  | 29 | 13 | 16   |
| 02.º | Colegiales (Villa Mercedes) | 21   | 16 | 9  | 3  | 4  | 29 | 15 | 14   |
| 03.º | Argentino (Marcos Juárez)   | 20   | 16 | 9  | 2  | 5  | 39 | 29 | 10   |
| 04.º | 9 de Julio (Rafaela)        | 20   | 16 | 8  | 4  | 4  | 39 | 22 | 17   |
| 05.º | Sportivo Belgrano           | 18   | 16 | 6  | 6  | 4  | 17 | 19 | −2   |
| 06.º | Alianza Deportiva Colón     | 16   | 16 | 6  | 4  | 6  | 24 | 22 | 2    |
| 07.º | El Expreso (El Trébol)      | 12   | 16 | 5  | 2  | 9  | 19 | 35 | −16  |
| 08.º | Arroyo Seco AC              | 8    | 16 | 2  | 4  | 10 | 21 | 44 | −23  |
| 09.º | Costa Brava                 | 7    | 16 | 1  | 5  | 10 | 11 | 29 | −18  |

|  | Clasificado al Torneo Zonal |

|  |

#### Resultados
| Fecha 1            | Fecha 1   | Fecha 1                 | Fecha 1       | Fecha 1     | Fecha 1 |
| Local              | Resultado | Visitante               | Estadio       | Fecha       |         |
| ------------------ | --------- | ----------------------- | ------------- | ----------- | ------- |
| Sportivo Belgrano  | 1 - 0     | 9 de Julio              | San Francisco | 11 de enero |         |
| Estudiantes        | 2 - 1     | Argentino               | Río Cuarto    | 11 de enero |         |
| Arroyo Seco AC     | 0 - 1     | Alianza Deportiva Colón | Arroyo Seco   | 11 de enero |         |
| El Expreso         | 2 - 1     | Costa Brava             | El Trébol     | 11 de enero |         |
| Libre : Colegiales |           |                         |               |             |         |

| Fecha 2                 | Fecha 2   | Fecha 2           | Fecha 2       | Fecha 2     | Fecha 2 |
| Local                   | Resultado | Visitante         | Estadio       | Fecha       |         |
| ----------------------- | --------- | ----------------- | ------------- | ----------- | ------- |
| Costa Brava             | 1 - 0     | Arroyo Seco AC    | General Pico  | 18 de enero |         |
| Alianza Deportiva Colón | 2 - 3     | Estudiantes       | Córdoba       | 18 de enero |         |
| Argentino               | 1 - 1     | Sportivo Belgrano | Marcos Juárez | 18 de enero |         |
| 9 de Julio              | 4 - 1     | Colegiales        | Rafaela       | 18 de enero |         |
| Libre : El Expreso      |           |                   |               |             |         |

| Fecha 3            | Fecha 3   | Fecha 3                 | Fecha 3        | Fecha 3     | Fecha 3 |
| Local              | Resultado | Visitante               | Estadio        | Fecha       |         |
| ------------------ | --------- | ----------------------- | -------------- | ----------- | ------- |
| Colegiales         | 2 - 1     | Argentino               | Villa Mercedes | 25 de enero |         |
| Sportivo Belgrano  | 1 - 1     | Alianza Deportiva Colón | San Francisco  | 25 de enero |         |
| Estudiantes        | 0 - 0     | Costa Brava             | Río Cuarto     | 25 de enero |         |
| Arroyo Seco AC     | 0 - 0     | El Expreso              | Arroyo Seco    | 25 de enero |         |
| Libre : 9 de Julio |           |                         |                |             |         |

| Fecha 4                 | Fecha 4   | Fecha 4           | Fecha 4       | Fecha 4      | Fecha 4 |
| Local                   | Resultado | Visitante         | Estadio       | Fecha        |         |
| ----------------------- | --------- | ----------------- | ------------- | ------------ | ------- |
| El Expreso              | 1 - 2     | Estudiantes       | El Trébol     | 1 de febrero |         |
| Costa Brava             | 0 - 0     | Sportivo Belgrano | General Pico  | 1 de febrero |         |
| Alianza Deportiva Colón | 1 - 1     | Colegiales        | Córdoba       | 1 de febrero |         |
| Argentino               | 2 - 4     | 9 de Julio        | Marcos Juárez | 1 de febrero |         |
| Libre : Arroyo Seco AC  |           |                   |               |              |         |

| Fecha 5           | Fecha 5   | Fecha 5                 | Fecha 5        | Fecha 5      | Fecha 5 |
| Local             | Resultado | Visitante               | Estadio        | Fecha        |         |
| ----------------- | --------- | ----------------------- | -------------- | ------------ | ------- |
| 9 de Julio        | 1 - 0     | Alianza Deportiva Colón | Rafaela        | 8 de febrero |         |
| Colegiales        | 4 - 0     | Costa Brava             | Villa Mercedes | 8 de febrero |         |
| Sportivo Belgrano | 1 - 0     | El Expreso              | San Francisco  | 8 de febrero |         |
| Estudiantes       | 1 - 0     | Arroyo Seco AC          | Río Cuarto     | 8 de febrero |         |
| Libre : Argentino |           |                         |                |              |         |

| Fecha 6                 | Fecha 6   | Fecha 6           | Fecha 6      | Fecha 6       | Fecha 6 |
| Local                   | Resultado | Visitante         | Estadio      | Fecha         |         |
| ----------------------- | --------- | ----------------- | ------------ | ------------- | ------- |
| Arroyo Seco AC          | 3 - 1     | Sportivo Belgrano | Arroyo Seco  | 11 de febrero |         |
| El Expreso              | 2 - 1     | Colegiales        | El Trébol    | 11 de febrero |         |
| Costa Brava             | 2 - 2     | 9 de Julio        | General Pico | 11 de febrero |         |
| Alianza Deportiva Colón | 4 - 0     | Argentino         | Córdoba      | 11 de febrero |         |
| Libre : Estudiantes     |           |                   |              |               |         |

| Fecha 7                         | Fecha 7   | Fecha 7        | Fecha 7        | Fecha 7       | Fecha 7 |
| Local                           | Resultado | Visitante      | Estadio        | Fecha         |         |
| ------------------------------- | --------- | -------------- | -------------- | ------------- | ------- |
| Argentino                       | 2 - 0     | Costa Brava    | Marcos Juárez  | 15 de febrero |         |
| 9 de Julio                      | 4 - 0     | El Expreso     | Rafaela        | 15 de febrero |         |
| Colegiales                      | 3 - 0     | Arroyo Seco AC | Villa Mercedes | 15 de febrero |         |
| Sportivo Belgrano               | 1 - 1     | Estudiantes    | San Francisco  | 15 de febrero |         |
| Libre : Alianza Deportiva Colón |           |                |                |               |         |

| Fecha 8                   | Fecha 8   | Fecha 8                 | Fecha 8      | Fecha 8       | Fecha 8 |
| Local                     | Resultado | Visitante               | Estadio      | Fecha         |         |
| ------------------------- | --------- | ----------------------- | ------------ | ------------- | ------- |
| Estudiantes               | 0 - 0     | Colegiales              | Río Cuarto   | 22 de febrero |         |
| Arroyo Seco AC            | 4 - 4     | 9 de Julio              | Arroyo Seco  | 22 de febrero |         |
| El Expreso                | 1 - 7     | Argentino               | El Trébol    | 22 de febrero |         |
| Costa Brava               | 1 - 1     | Alianza Deportiva Colón | General Pico | 22 de febrero |         |
| Libre : Sportivo Belgrano |           |                         |              |               |         |

| Fecha 9                 | Fecha 9   | Fecha 9           | Fecha 9        | Fecha 9    | Fecha 9 |
| Local                   | Resultado | Visitante         | Estadio        | Fecha      |         |
| ----------------------- | --------- | ----------------- | -------------- | ---------- | ------- |
| Alianza Deportiva Colón | 3 - 0     | El Expreso        | Córdoba        | 1 de marzo |         |
| Argentino               | 5 - 3     | Arroyo Seco AC    | Marcos Juárez  | 1 de marzo |         |
| 9 de Julio              | 1 - 0     | Estudiantes       | Rafaela        | 1 de marzo |         |
| Colegiales              | 3 - 0     | Sportivo Belgrano | Villa Mercedes | 1 de marzo |         |
| Libre : Costa Brava     |           |                   |                |            |         |

| Fecha 10                | Fecha 10  | Fecha 10          | Fecha 10      | Fecha 10   | Fecha 10 |
| Local                   | Resultado | Visitante         | Estadio       | Fecha      |          |
| ----------------------- | --------- | ----------------- | ------------- | ---------- | -------- |
| 9 de Julio              | 2 - 2     | Sportivo Belgrano | Rafaela       | 8 de marzo |          |
| Argentino               | 3 - 2     | Estudiantes       | Marcos Juárez | 8 de marzo |          |
| Alianza Deportiva Colón | 3 - 1     | Arroyo Seco AC    | Córdoba       | 8 de marzo |          |
| Costa Brava             | 1 - 2     | El Expreso        | General Pico  | 8 de marzo |          |
| Libre : Colegiales      |           |                   |               |            |          |

| Fecha 11           | Fecha 11  | Fecha 11                | Fecha 11       | Fecha 11    | Fecha 11 |
| Local              | Resultado | Visitante               | Estadio        | Fecha       |          |
| ------------------ | --------- | ----------------------- | -------------- | ----------- | -------- |
| Arroyo Seco AC     | 3 - 1     | Costa Brava             | Arroyo Seco    | 11 de marzo |          |
| Estudiantes        | 2 - 0     | Alianza Deportiva Colón | Río Cuarto     | 11 de marzo |          |
| Sportivo Belgrano  | 1 - 1     | Argentino               | San Francisco  | 11 de marzo |          |
| Colegiales         | 2 - 1     | 9 de Julio              | Villa Mercedes | 11 de marzo |          |
| Libre : El Expreso |           |                         |                |             |          |

| Fecha 12                | Fecha 12  | Fecha 12          | Fecha 12      | Fecha 12    | Fecha 12 |
| Local                   | Resultado | Visitante         | Estadio       | Fecha       |          |
| ----------------------- | --------- | ----------------- | ------------- | ----------- | -------- |
| Argentino               | 2 - 1     | Colegiales        | Marcos Juárez | 15 de marzo |          |
| Alianza Deportiva Colón | 2 - 1     | Sportivo Belgrano | Córdoba       | 15 de marzo |          |
| Costa Brava             | 1 - 2     | Estudiantes       | General Pico  | 15 de marzo |          |
| El Expreso              | 2 - 2     | Arroyo Seco AC    | El Trébol     | 15 de marzo |          |
| Libre : 9 de Julio      |           |                   |               |             |          |

| Fecha 13               | Fecha 13  | Fecha 13                | Fecha 13       | Fecha 13    | Fecha 13 |
| Local                  | Resultado | Visitante               | Estadio        | Fecha       |          |
| ---------------------- | --------- | ----------------------- | -------------- | ----------- | -------- |
| Estudiantes            | 3 - 1     | El Expreso              | Río Cuarto     | 22 de marzo |          |
| Sportivo Belgrano      | 1 - 0     | Costa Brava             | San Francisco  | 22 de marzo |          |
| Colegiales             | 2 - 1     | Alianza Deportiva Colón | Villa Mercedes | 22 de marzo |          |
| 9 de Julio             | 1 - 4     | Argentino               | Rafaela        | 22 de marzo |          |
| Libre : Arroyo Seco AC |           |                         |                |             |          |

| Fecha 14                | Fecha 14  | Fecha 14          | Fecha 14     | Fecha 14    | Fecha 14 |
| Local                   | Resultado | Visitante         | Estadio      | Fecha       |          |
| ----------------------- | --------- | ----------------- | ------------ | ----------- | -------- |
| Alianza Deportiva Colón | 2 - 1     | 9 de Julio        | Córdoba      | 29 de marzo |          |
| Costa Brava             | 0 - 3     | Colegiales        | General Pico | 29 de marzo |          |
| El Expreso              | 1 - 3     | Sportivo Belgrano | El Trébol    | 29 de marzo |          |
| Arroyo Seco AC          | 1 - 7     | Estudiantes       | Arroyo Seco  | 29 de marzo |          |
| Libre : Argentino       |           |                   |              |             |          |

| Fecha 15            | Fecha 15  | Fecha 15                | Fecha 15       | Fecha 15   | Fecha 15 |
| Local               | Resultado | Visitante               | Estadio        | Fecha      |          |
| ------------------- | --------- | ----------------------- | -------------- | ---------- | -------- |
| Sportivo Belgrano   | 2 - 0     | Arroyo Seco AC          | San Francisco  | 5 de abril |          |
| Colegiales          | 4 - 1     | El Expreso              | Villa Mercedes | 5 de abril |          |
| 9 de Julio          | 2 - 0     | Costa Brava             | Rafaela        | 5 de abril |          |
| Argentino           | 3 - 2     | Alianza Deportiva Colón | Marcos Juárez  | 5 de abril |          |
| Libre : Estudiantes |           |                         |                |            |          |

| Fecha 16                        | Fecha 16  | Fecha 16          | Fecha 16     | Fecha 16    | Fecha 16 |
| Local                           | Resultado | Visitante         | Estadio      | Fecha       |          |
| ------------------------------- | --------- | ----------------- | ------------ | ----------- | -------- |
| Costa Brava                     | 2 - 4     | Argentino         | General Pico | 12 de abril |          |
| El Expreso                      | 1 - 3     | 9 de Julio        | El Trébol    | 12 de abril |          |
| Arroyo Seco AC                  | 1 - 1     | Colegiales        | Arroyo Seco  | 12 de abril |          |
| Estudiantes                     | 4 - 0     | Sportivo Belgrano | Río Cuarto   | 12 de abril |          |
| Libre : Alianza Deportiva Colón |           |                   |              |             |          |

| Fecha 17                  | Fecha 17  | Fecha 17       | Fecha 17       | Fecha 17    | Fecha 17 |
| Local                     | Resultado | Visitante      | Estadio        | Fecha       |          |
| ------------------------- | --------- | -------------- | -------------- | ----------- | -------- |
| Colegiales                | 1 - 0     | Estudiantes    | Villa Mercedes | 26 de abril |          |
| 9 de Julio                | 9 - 1     | Arroyo Seco AC | Rafaela        | 26 de abril |          |
| Argentino                 | 0 - 1     | El Expreso     | Marcos Juárez  | 26 de abril |          |
| Alianza Deportiva Colón   | 1 - 1     | Costa Brava    | Córdoba        | 26 de abril |          |
| Libre : Sportivo Belgrano |           |                |                |             |          |

| Fecha 18            | Fecha 18  | Fecha 18                | Fecha 18      | Fecha 18  | Fecha 18 |
| Local               | Resultado | Visitante               | Estadio       | Fecha     |          |
| ------------------- | --------- | ----------------------- | ------------- | --------- | -------- |
| El Expreso          | 4 - 0     | Alianza Deportiva Colón | El Trébol     | 3 de mayo |          |
| Estudiantes         | 0 - 0     | 9 de Julio              | Río Cuarto    | 3 de mayo |          |
| Sportivo Belgrano   | 1 - 0     | Colegiales              | San Francisco | 3 de mayo |          |
| Arroyo Seco AC      | 2 - 3     | Argentino               | Arroyo Seco   | 3 de mayo |          |
| Libre : Costa Brava |           |                         |               |           |          |

### Región Bonaerense

#### Zona A

##### Tabla de posiciones
| Pos. | Equipo                               | Pts. | PJ | PG | PE | PP | GF | GC | Dif. |
| ---- | ------------------------------------ | ---- | -- | -- | -- | -- | -- | -- | ---- |
| 01.º | Olimpo                               | 16   | 10 | 7  | 2  | 1  | 29 | 7  | 22   |
| 02.º | Grupo Universitario                  | 13   | 10 | 5  | 3  | 2  | 23 | 18 | 5    |
| 03.º | Kimberley                            | 9    | 10 | 2  | 5  | 3  | 17 | 19 | −2   |
| 04.º | Sportivo Piazza                      | 8    | 10 | 4  | 0  | 6  | 13 | 21 | −8   |
| 05.º | Estudiantes (Olavarría)              | 7    | 9  | 3  | 1  | 5  | 15 | 24 | −9   |
| 06.º | Ferro Carril Oeste (Trenque Lauquen) | 5    | 9  | 1  | 3  | 5  | 7  | 15 | −8   |

|  | Clasificado a la Ronda final |

##### Resultados
| Fecha 1             | Fecha 1   | Fecha 1            | Fecha 1       | Fecha 1     | Fecha 1 |
| Local               | Resultado | Visitante          | Estadio       | Fecha       |         |
| ------------------- | --------- | ------------------ | ------------- | ----------- | ------- |
| Kimberley           | 2 - 2     | Ferro Carril Oeste | Mar del Plata | 11 de enero |         |
| Estudiantes         | 1 - 3     | Sportivo Piazza    | Olavarría     | 11 de enero |         |
| Grupo Universitario | 1 - 1     | Olimpo             | Tandil        | 11 de enero |         |

| Fecha 2             | Fecha 2   | Fecha 2            | Fecha 2      | Fecha 2     | Fecha 2 |
| Local               | Resultado | Visitante          | Estadio      | Fecha       |         |
| ------------------- | --------- | ------------------ | ------------ | ----------- | ------- |
| Sportivo Piazza     | 0 - 2     | Kimberley          | Azul         | 18 de enero |         |
| Olimpo              | 5 - 0     | Estudiantes        | Bahía Blanca | 18 de enero |         |
| Grupo Universitario | 3 - 1     | Ferro Carril Oeste | Tandil       | 18 de enero |         |

| Fecha 3            | Fecha 3   | Fecha 3             | Fecha 3         | Fecha 3     | Fecha 3 |
| Local              | Resultado | Visitante           | Estadio         | Fecha       |         |
| ------------------ | --------- | ------------------- | --------------- | ----------- | ------- |
| Ferro Carril Oeste | 1 - 0     | Sportivo Piazza     | Trenque Lauquen | 25 de enero |         |
| Kimberley          | 1 - 1     | Olimpo              | Mar del Plata   | 25 de enero |         |
| Estudiantes        | 3 - 4     | Grupo Universitario | Olavarría       | 25 de enero |         |

| Fecha 4             | Fecha 4   | Fecha 4            | Fecha 4      | Fecha 4      | Fecha 4 |
| Local               | Resultado | Visitante          | Estadio      | Fecha        |         |
| ------------------- | --------- | ------------------ | ------------ | ------------ | ------- |
| Olimpo              | 5 - 0     | Sportivo Piazza    | Bahía Blanca | 1 de febrero |         |
| Estudiantes         | 3 - 1     | Ferro Carril Oeste | Olavarría    | 1 de febrero |         |
| Grupo Universitario | 2 - 0     | Kimberley          | Tandil       | 1 de febrero |         |

| Fecha 5            | Fecha 5   | Fecha 5             | Fecha 5         | Fecha 5      | Fecha 5 |
| Local              | Resultado | Visitante           | Estadio         | Fecha        |         |
| ------------------ | --------- | ------------------- | --------------- | ------------ | ------- |
| Ferro Carril Oeste | 0 - 1     | Olimpo              | Trenque Lauquen | 8 de febrero |         |
| Sportivo Piazza    | 0 - 1     | Grupo Universitario | Azul            | 8 de febrero |         |
| Kimberley          | 0 - 0     | Estudiantes         | Mar del Plata   | 8 de febrero |         |

| Fecha 6            | Fecha 6   | Fecha 6             | Fecha 6         | Fecha 6       | Fecha 6 |
| Local              | Resultado | Visitante           | Estadio         | Fecha         |         |
| ------------------ | --------- | ------------------- | --------------- | ------------- | ------- |
| Ferro Carril Oeste | 2 - 2     | Kimberley           | Trenque Lauquen | 11 de febrero |         |
| Sportivo Piazza    | 1 - 3     | Estudiantes         | Azul            | 11 de febrero |         |
| Olimpo             | 4 - 1     | Grupo Universitario | Bahía Blanca    | 11 de febrero |         |

| Fecha 7            | Fecha 7   | Fecha 7             | Fecha 7         | Fecha 7       | Fecha 7 |
| Local              | Resultado | Visitante           | Estadio         | Fecha         |         |
| ------------------ | --------- | ------------------- | --------------- | ------------- | ------- |
| Ferro Carril Oeste | 0 - 0     | Grupo Universitario | Trenque Lauquen | 15 de febrero |         |
| Kimberley          | 1 - 2     | Sportivo Piazza     | Mar del Plata   | 15 de febrero |         |
| Estudiantes        | 1 - 5     | Olimpo              | Olavarría       | 15 de febrero |         |

| Fecha 8             | Fecha 8   | Fecha 8            | Fecha 8      | Fecha 8       | Fecha 8 |
| Local               | Resultado | Visitante          | Estadio      | Fecha         |         |
| ------------------- | --------- | ------------------ | ------------ | ------------- | ------- |
| Sportivo Piazza     | 2 - 0     | Ferro Carril Oeste | Azul         | 22 de febrero |         |
| Olimpo              | 4 - 1     | Kimberley          | Bahía Blanca | 22 de febrero |         |
| Grupo Universitario | 1 - 2     | Estudiantes        | Tandil       | 22 de febrero |         |

| Fecha 9            | Fecha 9   | Fecha 9             | Fecha 9         | Fecha 9    | Fecha 9 |
| Local              | Resultado | Visitante           | Estadio         | Fecha      |         |
| ------------------ | --------- | ------------------- | --------------- | ---------- | ------- |
| Ferro Carril Oeste | [ n. 1 ]  | Estudiantes         | Trenque Lauquen |            |         |
| Sportivo Piazza    | 2 - 1     | Olimpo              | Azul            | 1 de marzo |         |
| Kimberley          | 4 - 4     | Grupo Universitario | Mar del Plata   | 1 de marzo |         |

| Fecha 10            | Fecha 10  | Fecha 10           | Fecha 10     | Fecha 10   | Fecha 10 |
| Local               | Resultado | Visitante          | Estadio      | Fecha      |          |
| ------------------- | --------- | ------------------ | ------------ | ---------- | -------- |
| Olimpo              | 2 - 0     | Ferro Carril Oeste | Bahía Blanca | 8 de marzo |          |
| Estudiantes         | 2 - 4     | Kimberley          | Olavarría    | 8 de marzo |          |
| Grupo Universitario | 6 - 3     | Sportivo Piazza    | Tandil       | 8 de marzo |          |

| 1. 2. |

#### Zona B

##### Tabla de posiciones
| Pos. | Equipo                         | Pts. | PJ | PG | PE | PP | GF | GC | Dif. |
| ---- | ------------------------------ | ---- | -- | -- | -- | -- | -- | -- | ---- |
| 01.º | Trafico's Old Boys (Pergamino) | 12   | 8  | 5  | 2  | 1  | 18 | 12 | 6    |
| 02.º | Argentino Oeste (San Nicolás)  | 10   | 8  | 4  | 2  | 2  | 13 | 8  | 5    |
| 03.º | Villarino (Chivilcoy)          | 9    | 8  | 3  | 3  | 2  | 18 | 12 | 6    |
| 04.º | Belgrano (Zárate)              | 7    | 8  | 3  | 1  | 4  | 11 | 8  | 3    |
| 05.º | El Linqueño (Lincoln)          | 2    | 8  | 0  | 2  | 6  | 7  | 27 | −20  |

|  | Clasificado a la Ronda final |

##### Resultados
| Fecha 1             | Fecha 1   | Fecha 1   | Fecha 1                    | Fecha 1     | Fecha 1 |
| Local               | Resultado | Visitante | Estadio                    | Fecha       |         |
| ------------------- | --------- | --------- | -------------------------- | ----------- | ------- |
| Trafico's Old Boys  | 3 - 3     | Villarino | Pergamino                  | 11 de enero |         |
| Argentino Oeste     | 1 - 0     | Belgrano  | San Nicolás de los Arroyos | 11 de enero |         |
| Libre : El Linqueño |           |           |                            |             |         |

| Fecha 2                    | Fecha 2   | Fecha 2         | Fecha 2   | Fecha 2     | Fecha 2 |
| Local                      | Resultado | Visitante       | Estadio   | Fecha       |         |
| -------------------------- | --------- | --------------- | --------- | ----------- | ------- |
| Villarino                  | 2 - 1     | Argentino Oeste | Chivilcoy | 18 de enero |         |
| Belgrano                   | 4 - 0     | El Linqueño     | Zárate    | 18 de enero |         |
| Libre : Trafico's Old Boys |           |                 |           |             |         |

| Fecha 3          | Fecha 3   | Fecha 3            | Fecha 3                    | Fecha 3     | Fecha 3 |
| Local            | Resultado | Visitante          | Estadio                    | Fecha       |         |
| ---------------- | --------- | ------------------ | -------------------------- | ----------- | ------- |
| Argentino Oeste  | 3 - 2     | Trafico's Old Boys | San Nicolás de los Arroyos | 25 de enero |         |
| El Linqueño      | 1 - 1     | Villarino          | Lincoln                    | 25 de enero |         |
| Libre : Belgrano |           |                    |                            |             |         |

| Fecha 4                 | Fecha 4   | Fecha 4     | Fecha 4   | Fecha 4      | Fecha 4 |
| Local                   | Resultado | Visitante   | Estadio   | Fecha        |         |
| ----------------------- | --------- | ----------- | --------- | ------------ | ------- |
| Trafico's Old Boys      | 4 - 1     | El Linqueño | Pergamino | 1 de febrero |         |
| Villarino               | 2 - 1     | Belgrano    | Chivilcoy | 1 de febrero |         |
| Libre : Argentino Oeste |           |             |           |              |         |

| Fecha 5            | Fecha 5   | Fecha 5         | Fecha 5   | Fecha 5      | Fecha 5 |
| Local              | Resultado | Visitante       | Estadio   | Fecha        |         |
| ------------------ | --------- | --------------- | --------- | ------------ | ------- |
| Trafico's Old Boys | 1 - 0     | Belgrano        | Pergamino | 8 de febrero |         |
| El Linqueño        | 1 - 1     | Argentino Oeste | Lincoln   | 8 de febrero |         |
| Libre : Villarino  |           |                 |           |              |         |

| Fecha 6             | Fecha 6   | Fecha 6            | Fecha 6   | Fecha 6       | Fecha 6 |
| Local               | Resultado | Visitante          | Estadio   | Fecha         |         |
| ------------------- | --------- | ------------------ | --------- | ------------- | ------- |
| Villarino           | 2 - 3     | Trafico's Old Boys | Chivilcoy | 11 de febrero |         |
| Belgrano            | 1 - 0     | Argentino Oeste    | Zárate    | 11 de febrero |         |
| Libre : El Linqueño |           |                    |           |               |         |

| Fecha 7                    | Fecha 7   | Fecha 7   | Fecha 7                    | Fecha 7       | Fecha 7 |
| Local                      | Resultado | Visitante | Estadio                    | Fecha         |         |
| -------------------------- | --------- | --------- | -------------------------- | ------------- | ------- |
| Argentino Oeste            | 1 - 0     | Villarino | San Nicolás de los Arroyos | 15 de febrero |         |
| El Linqueño                | 1 - 3     | Belgrano  | Lincoln                    | 15 de febrero |         |
| Libre : Trafico's Old Boys |           |           |                            |               |         |

| Fecha 8            | Fecha 8   | Fecha 8         | Fecha 8   | Fecha 8       | Fecha 8 |
| Local              | Resultado | Visitante       | Estadio   | Fecha         |         |
| ------------------ | --------- | --------------- | --------- | ------------- | ------- |
| Trafico's Old Boys | 1 - 1     | Argentino Oeste | Pergamino | 22 de febrero |         |
| Villarino          | 7 - 1     | El Linqueño     | Chivilcoy | 22 de febrero |         |
| Libre : Belgrano   |           |                 |           |               |         |

| Fecha 9                 | Fecha 9   | Fecha 9            | Fecha 9 | Fecha 9    | Fecha 9 |
| Local                   | Resultado | Visitante          | Estadio | Fecha      |         |
| ----------------------- | --------- | ------------------ | ------- | ---------- | ------- |
| Belgrano                | 1 - 1     | Villarino          | Zárate  | 1 de marzo |         |
| El Linqueño             | 1 - 2     | Trafico's Old Boys | Lincoln | 1 de marzo |         |
| Libre : Argentino Oeste |           |                    |         |            |         |

| Fecha 10          | Fecha 10  | Fecha 10           | Fecha 10                   | Fecha 10   | Fecha 10 |
| Local             | Resultado | Visitante          | Estadio                    | Fecha      |          |
| ----------------- | --------- | ------------------ | -------------------------- | ---------- | -------- |
| Argentino Oeste   | 5 - 1     | El Linqueño        | San Nicolás de los Arroyos | 8 de marzo |          |
| Belgrano          | 1 - 2     | Trafico's Old Boys | Zárate                     | 8 de marzo |          |
| Libre : Villarino |           |                    |                            |            |          |

#### Finales

##### Enfrentamientos
| Partidos        | Partidos  | Partidos        | Partidos                           | Partidos    | Partidos |
| Local           | Resultado | Visitante       | Estadio                            | Fecha       |          |
| --------------- | --------- | --------------- | ---------------------------------- | ----------- | -------- |
| Olimpo          | 2 - 3     | Argentino Oeste | Estadio Roberto Natalio Carminatti | 22 de marzo |          |
| Argentino Oeste | 1 - 3     | Olimpo          | San Nicolás de los Arroyos         | 29 de marzo |          |

| Partidos            | Partidos  | Partidos            | Partidos  | Partidos    | Partidos |
| Local               | Resultado | Visitante           | Estadio   | Fecha       |          |
| ------------------- | --------- | ------------------- | --------- | ----------- | -------- |
| Trafico's Old Boys  | 0 - 0     | Grupo Universitario | Pergamino | 29 de marzo |          |
| Grupo Universitario | 1 - 1     | Trafico's Old Boys  | Tandil    | 5 de abril  |          |

##### Desempates
| Partido         | Partido     | Partido  | Partido                | Partido    | Partido |
| Equipo 1        | Resultado   | Equipo 2 | Estadio                | Fecha      |         |
| --------------- | ----------- | -------- | ---------------------- | ---------- | ------- |
| Argentino Oeste | 0(5) - 0(4) | Olimpo   | Sportivo Piazza (Azul) | 5 de abril |         |

| Partido             | Partido   | Partido            | Partido   | Partido     | Partido |
| Equipo 1            | Resultado | Equipo 2           | Estadio   | Fecha       |         |
| ------------------- | --------- | ------------------ | --------- | ----------- | ------- |
| Grupo Universitario | 1 - 0     | Trafico's Old Boys | Chivilcoy | 12 de abril |         |

|  |                             |
|  | Clasificado al Torneo Zonal |

### Región Sur

#### Zona A

##### Tabla de posiciones
| Pos. | Equipo                           | Pts. | PJ | PG | PE | PP | GF | GC | Dif. |
| ---- | -------------------------------- | ---- | -- | -- | -- | -- | -- | -- | ---- |
| 01.º | Huracán (Comodoro Rivadavia)     | 11   | 8  | 4  | 3  | 1  | 15 | 5  | 10   |
| 02.º | Racing (Trelew)                  | 10   | 8  | 4  | 2  | 2  | 16 | 4  | 12   |
| 03.º | Estrella del Sur (Caleta Olivia) | 9    | 8  | 4  | 1  | 3  | 9  | 15 | −6   |
| 04.º | Bernardo O'Higgins (Río Grande)  | 5    | 8  | 1  | 3  | 4  | 11 | 18 | −7   |
| 05.º | Petrolero Austral (Río Gallegos) | 5    | 8  | 1  | 3  | 4  | 7  | 16 | −9   |

|  |

##### Resultados
| Fecha 1                    | Fecha 1   | Fecha 1          | Fecha 1            | Fecha 1     | Fecha 1 |
| Local                      | Resultado | Visitante        | Estadio            | Fecha       |         |
| -------------------------- | --------- | ---------------- | ------------------ | ----------- | ------- |
| Huracán                    | 5 - 0     | Estrella del Sur | Comodoro Rivadavia | 11 de enero |         |
| Petrolero Austral          | 0 - 0     | Racing           | Río Gallegos       | 11 de enero |         |
| Libre : Bernardo O'Higgins |           |                  |                    |             |         |

| Fecha 2                   | Fecha 2   | Fecha 2            | Fecha 2       | Fecha 2     | Fecha 2 |
| Local                     | Resultado | Visitante          | Estadio       | Fecha       |         |
| ------------------------- | --------- | ------------------ | ------------- | ----------- | ------- |
| Racing                    | 0 - 0     | Huracán            | Trelew        | 18 de enero |         |
| Estrella del Sur          | 1 - 1     | Bernardo O'Higgins | Caleta Olivia | 18 de enero |         |
| Libre : Petrolero Austral |           |                    |               |             |         |

| Fecha 3                  | Fecha 3   | Fecha 3           | Fecha 3            | Fecha 3     | Fecha 3 |
| Local                    | Resultado | Visitante         | Estadio            | Fecha       |         |
| ------------------------ | --------- | ----------------- | ------------------ | ----------- | ------- |
| Huracán                  | 2 - 0     | Petrolero Austral | Comodoro Rivadavia | 25 de enero |         |
| Bernardo O'Higgins       | 0 - 1     | Racing            | Río Grande         | 25 de enero |         |
| Libre : Estrella del Sur |           |                   |                    |             |         |

| Fecha 4           | Fecha 4   | Fecha 4            | Fecha 4      | Fecha 4      | Fecha 4 |
| Local             | Resultado | Visitante          | Estadio      | Fecha        |         |
| ----------------- | --------- | ------------------ | ------------ | ------------ | ------- |
| Racing            | 4 - 0     | Estrella del Sur   | Trelew       | 1 de febrero |         |
| Petrolero Austral | 3 - 1     | Bernardo O'Higgins | Río Gallegos | 1 de febrero |         |
| Libre : Huracán   |           |                    |              |              |         |

| Fecha 5            | Fecha 5   | Fecha 5           | Fecha 5       | Fecha 5      | Fecha 5 |
| Local              | Resultado | Visitante         | Estadio       | Fecha        |         |
| ------------------ | --------- | ----------------- | ------------- | ------------ | ------- |
| Estrella del Sur   | 3 - 0     | Petrolero Austral | Caleta Olivia | 8 de febrero |         |
| Bernardo O'Higgins | 2 - 2     | Huracán           | Río Grande    | 8 de febrero |         |
| Libre : Racing     |           |                   |               |              |         |

| Fecha 6                    | Fecha 6   | Fecha 6           | Fecha 6       | Fecha 6       | Fecha 6 |
| Local                      | Resultado | Visitante         | Estadio       | Fecha         |         |
| -------------------------- | --------- | ----------------- | ------------- | ------------- | ------- |
| Racing                     | 6 - 1     | Petrolero Austral | Trelew        | 11 de febrero |         |
| Estrella del Sur           | 1 - 0     | Huracán           | Caleta Olivia | 11 de febrero |         |
| Libre : Bernardo O'Higgins |           |                   |               |               |         |

| Fecha 7                   | Fecha 7   | Fecha 7          | Fecha 7            | Fecha 7       | Fecha 7 |
| Local                     | Resultado | Visitante        | Estadio            | Fecha         |         |
| ------------------------- | --------- | ---------------- | ------------------ | ------------- | ------- |
| Huracán                   | 1 - 0     | Racing           | Comodoro Rivadavia | 15 de febrero |         |
| Bernardo O'Higgins        | 5 - 2     | Estrella del Sur | Río Grande         | 15 de febrero |         |
| Libre : Petrolero Austral |           |                  |                    |               |         |

| Fecha 8                  | Fecha 8   | Fecha 8            | Fecha 8      | Fecha 8       | Fecha 8 |
| Local                    | Resultado | Visitante          | Estadio      | Fecha         |         |
| ------------------------ | --------- | ------------------ | ------------ | ------------- | ------- |
| Racing                   | 5 - 1     | Bernardo O'Higgins | Trelew       | 22 de febrero |         |
| Petrolero Austral        | 2 - 2     | Huracán            | Río Gallegos | 22 de febrero |         |
| Libre : Estrella del Sur |           |                    |              |               |         |

| Fecha 9            | Fecha 9   | Fecha 9           | Fecha 9       | Fecha 9    | Fecha 9 |
| Local              | Resultado | Visitante         | Estadio       | Fecha      |         |
| ------------------ | --------- | ----------------- | ------------- | ---------- | ------- |
| Estrella del Sur   | 1 - 0     | Racing            | Caleta Olivia | 1 de marzo |         |
| Bernardo O'Higgins | 1 - 1     | Petrolero Austral | Río Grande    | 1 de marzo |         |
| Libre : Huracán    |           |                   |               |            |         |

| Fecha 10          | Fecha 10  | Fecha 10           | Fecha 10           | Fecha 10   | Fecha 10 |
| Local             | Resultado | Visitante          | Estadio            | Fecha      |          |
| ----------------- | --------- | ------------------ | ------------------ | ---------- | -------- |
| Huracán           | 3 - 0     | Bernardo O'Higgins | Comodoro Rivadavia | 8 de marzo |          |
| Petrolero Austral | 0 - 1     | Estrella del Sur   | Río Gallegos       | 8 de marzo |          |
| Libre : Racing    |           |                    |                    |            |          |

#### Zona B

##### Tabla de posiciones
| Pos. | Equipo                                  | Pts. | PJ | PG | PE | PP | GF | GC | Dif. |
| ---- | --------------------------------------- | ---- | -- | -- | -- | -- | -- | -- | ---- |
| 01.º | Alianza (Cutral Có)                     | 7    | 6  | 2  | 3  | 1  | 11 | 6  | 5    |
| 01.º | Huahuel Niyeo (San Carlos de Bariloche) | 7    | 6  | 3  | 1  | 2  | 11 | 10 | 1    |
| 01.º | Deportivo Roca (General Roca)           | 7    | 6  | 2  | 3  | 1  | 8  | 7  | 1    |
| 04.º | Independiente (Neuquén)                 | 3    | 6  | 1  | 1  | 4  | 5  | 12 | −7   |

##### Resultados
| Fecha 1       | Fecha 1   | Fecha 1        | Fecha 1   | Fecha 1     | Fecha 1 |
| Local         | Resultado | Visitante      | Estadio   | Fecha       |         |
| ------------- | --------- | -------------- | --------- | ----------- | ------- |
| Alianza       | 0 - 0     | Deportivo Roca | Cutral Có | 11 de enero |         |
| Huahuel Niyeo | 3 - 1     | Independiente  | Bariloche | 11 de enero |         |

| Fecha 2        | Fecha 2   | Fecha 2       | Fecha 2      | Fecha 2     | Fecha 2 |
| Local          | Resultado | Visitante     | Estadio      | Fecha       |         |
| -------------- | --------- | ------------- | ------------ | ----------- | ------- |
| Independiente  | 0 - 0     | Alianza       | Neuquén      | 18 de enero |         |
| Deportivo Roca | 2 - 2     | Huahuel Niyeo | General Roca | 18 de enero |         |

| Fecha 3       | Fecha 3   | Fecha 3        | Fecha 3   | Fecha 3     | Fecha 3 |
| Local         | Resultado | Visitante      | Estadio   | Fecha       |         |
| ------------- | --------- | -------------- | --------- | ----------- | ------- |
| Alianza       | 4 - 2     | Huahuel Niyeo  | Cutral Có | 25 de enero |         |
| Independiente | 2 - 3     | Deportivo Roca | Neuquén   | 25 de enero |         |

| Fecha 4        | Fecha 4   | Fecha 4       | Fecha 4      | Fecha 4      | Fecha 4 |
| Local          | Resultado | Visitante     | Estadio      | Fecha        |         |
| -------------- | --------- | ------------- | ------------ | ------------ | ------- |
| Deportivo Roca | 2 - 2     | Alianza       | General Roca | 1 de febrero |         |
| Independiente  | 2 - 1     | Huahuel Niyeo | Neuquén      | 1 de febrero |         |

| Fecha 5       | Fecha 5   | Fecha 5        | Fecha 5   | Fecha 5      | Fecha 5 |
| Local         | Resultado | Visitante      | Estadio   | Fecha        |         |
| ------------- | --------- | -------------- | --------- | ------------ | ------- |
| Alianza       | 4 - 0     | Independiente  | Cutral Có | 8 de febrero |         |
| Huahuel Niyeo | 1 - 0     | Deportivo Roca | Bariloche | 8 de febrero |         |

| Fecha 6        | Fecha 6   | Fecha 6       | Fecha 6      | Fecha 6       | Fecha 6 |
| Local          | Resultado | Visitante     | Estadio      | Fecha         |         |
| -------------- | --------- | ------------- | ------------ | ------------- | ------- |
| Deportivo Roca | 1 - 0     | Independiente | General Roca | 15 de febrero |         |
| Huahuel Niyeo  | 2 - 1     | Alianza       | Bariloche    | 15 de febrero |         |

##### Desempate
| Pos. | Equipo                                  | Pts. | PJ | PG | PE | PP | GF | GC | Dif. |
| ---- | --------------------------------------- | ---- | -- | -- | -- | -- | -- | -- | ---- |
| 01.º | Alianza (Cutral Có)                     | 3    | 2  | 1  | 1  | 0  | 3  | 0  | 3    |
| 02.º | Deportivo Roca (General Roca)           | 3    | 2  | 1  | 1  | 0  | 2  | 0  | 2    |
| 03.º | Huahuel Niyeo (San Carlos de Bariloche) | 0    | 2  | 0  | 0  | 2  | 0  | 5  | −5   |

|  | Clasificado a la Ronda Final |

|  |

##### Resultados
| Fecha 1               | Fecha 1   | Fecha 1   | Fecha 1    | Fecha 1       | Fecha 1 |
| Local                 | Resultado | Visitante | Estadio    | Fecha         |         |
| --------------------- | --------- | --------- | ---------- | ------------- | ------- |
| Deportivo Roca        | 0 - 0     | Alianza   | Cipolletti | 22 de febrero |         |
| Libre : Huahuel Niyeo |           |           |            |               |         |

| Fecha 2                | Fecha 2   | Fecha 2       | Fecha 2    | Fecha 2    | Fecha 2 |
| Local                  | Resultado | Visitante     | Estadio    | Fecha      |         |
| ---------------------- | --------- | ------------- | ---------- | ---------- | ------- |
| Alianza                | 3 - 0     | Huahuel Niyeo | Cipolletti | 1 de marzo |         |
| Libre : Deportivo Roca |           |               |            |            |         |

| Fecha 3        | Fecha 3   | Fecha 3       | Fecha 3    | Fecha 3    | Fecha 3 |
| Local          | Resultado | Visitante     | Estadio    | Fecha      |         |
| -------------- | --------- | ------------- | ---------- | ---------- | ------- |
| Deportivo Roca | 2 - 0     | Huahuel Niyeo | Cipolletti | 8 de marzo |         |
| Libre :        |           |               |            |            |         |

#### Ronda final

##### Tabla de posiciones
| Pos. | Equipo                        | Pts. | PJ | PG | PE | PP | GF | GC | Dif. |
| ---- | ----------------------------- | ---- | -- | -- | -- | -- | -- | -- | ---- |
| 01.º | Racing (Trelew)               | 8    | 6  | 4  | 0  | 2  | 13 | 10 | 3    |
| 02.º | Deportivo Roca (General Roca) | 8    | 6  | 3  | 2  | 1  | 8  | 5  | 3    |
| 03.º | Alianza (Cutral Có)           | 7    | 6  | 3  | 1  | 2  | 13 | 7  | 6    |
| 04.º | Huracán (Comodoro Rivadavia)  | 1    | 6  | 0  | 1  | 5  | 8  | 20 | −12  |

|  | Clasificado al Torneo Zonal |

|  |

##### Resultados
| Fecha 1 | Fecha 1   | Fecha 1        | Fecha 1            | Fecha 1     | Fecha 1 |
| Local   | Resultado | Visitante      | Estadio            | Fecha       |         |
| ------- | --------- | -------------- | ------------------ | ----------- | ------- |
| Alianza | 2 - 1     | Racing         | Cutral Có          | 22 de marzo |         |
| Huracán | 1 - 1     | Deportivo Roca | Comodoro Rivadavia | 22 de marzo |         |

| Fecha 2        | Fecha 2   | Fecha 2   | Fecha 2      | Fecha 2     | Fecha 2 |
| Local          | Resultado | Visitante | Estadio      | Fecha       |         |
| -------------- | --------- | --------- | ------------ | ----------- | ------- |
| Deportivo Roca | 1 - 0     | Alianza   | General Roca | 29 de marzo |         |
| Racing         | 5 - 4     | Huracán   | Trelew       | 29 de marzo |         |

| Fecha 3        | Fecha 3   | Fecha 3   | Fecha 3      | Fecha 3    | Fecha 3 |
| Local          | Resultado | Visitante | Estadio      | Fecha      |         |
| -------------- | --------- | --------- | ------------ | ---------- | ------- |
| Alianza        | 3 - 0     | Huracán   | Cutral Có    | 5 de abril |         |
| Deportivo Roca | 3 - 1     | Racing    | General Roca | 5 de abril |         |

| Fecha 4        | Fecha 4   | Fecha 4   | Fecha 4      | Fecha 4     | Fecha 4 |
| Local          | Resultado | Visitante | Estadio      | Fecha       |         |
| -------------- | --------- | --------- | ------------ | ----------- | ------- |
| Racing         | 1 - 0     | Alianza   | Trelew       | 12 de abril |         |
| Deportivo Roca | 1 - 0     | Huracán   | General Roca | 12 de abril |         |

| Fecha 5 | Fecha 5   | Fecha 5        | Fecha 5            | Fecha 5     | Fecha 5 |
| Local   | Resultado | Visitante      | Estadio            | Fecha       |         |
| ------- | --------- | -------------- | ------------------ | ----------- | ------- |
| Alianza | 2 - 2     | Deportivo Roca | Cutral Có          | 26 de abril |         |
| Huracán | 1 - 4     | Racing         | Comodoro Rivadavia | 26 de abril |         |

| Fecha 6 | Fecha 6   | Fecha 6        | Fecha 6            | Fecha 6   | Fecha 6 |
| Local   | Resultado | Visitante      | Estadio            | Fecha     |         |
| ------- | --------- | -------------- | ------------------ | --------- | ------- |
| Racing  | 1 - 0     | Deportivo Roca | Trelew             | 5 de mayo |         |
| Huracán | 2 - 6     | Alianza        | Comodoro Rivadavia | 5 de mayo |         |

## Zonal Sureste
A los 6 clasificados, se agregaron los equipos que ocuparon el segundo y el quinto puesto de la tabla final de posiciones del Campeonato de Primera B 1986-87 (Argentina), Almirante Brown y Villa Dálmine.

### Cuadro de desarrollo
|  | Cuartos de final         | Cuartos de final | Cuartos de final |      |                     | Semifinales     | Semifinales     | Semifinales     |  |  | Final           | Final           | Final           |
|  | 10 y 17 de mayo          | 10 y 17 de mayo  | 10 y 17 de mayo  |      |                     | 24 y 31 de mayo | 24 y 31 de mayo | 24 y 31 de mayo |  |  | 7 y 14 de junio | 7 y 14 de junio | 7 y 14 de junio |
|  |                          |                  |                  |      |                     |                 |                 |                 |  |  |                 |                 |                 |
|  | Grupo Universitario      | 3                | 1                |      |                     |                 |                 |                 |  |  |                 |                 |                 |
|  | Racing (T)               | 1                | 0                |      |                     |                 |                 |                 |  |  |                 |                 |                 |
|  | Racing (T)               | 1                | 0                |      | Grupo Universitario | 1               | 1               |                 |  |  |                 |                 |                 |
|  |                          |                  |                  |      | Grupo Universitario | 1               | 1               |                 |  |  |                 |                 |                 |
|  |                          | Almirante Brown  | 1                | 3    |                     |                 |                 |                 |  |  |                 |                 |                 |
|  | Atlético Colegiales (VM) | Almirante Brown  | 1                | 3    | 2                   | 2(6)            |                 |                 |  |  |                 |                 |                 |
|  | Atlético Colegiales (VM) |                  |                  |      | 2                   | 2(6)            |                 |                 |  |  |                 |                 |                 |
|  | Almirante Brown          | 3                | 1(7)             |      |                     |                 |                 |                 |  |  |                 |                 |                 |
|  |                          |                  |                  |      |                     |                 |                 |                 |  |  | Almirante Brown | 3               | 1               |
|  |                          |                  | Villa Dálmine    | 1    | 1                   |                 |                 |                 |  |  |                 |                 |                 |
|  | Argentino Oeste          | 0                | 1(5)             |      |                     |                 |                 |                 |  |  |                 |                 |                 |
|  | Deportivo Roca           | 1                | 0(4)             |      |                     |                 |                 |                 |  |  |                 |                 |                 |
|  | Deportivo Roca           | 1                | 0(4)             |      | Argentino Oeste     | 0               | 1(5)            |                 |  |  |                 |                 |                 |
|  |                          |                  |                  |      | Argentino Oeste     | 0               | 1(5)            |                 |  |  |                 |                 |                 |
|  |                          | Villa Dálmine    | 1                | 0(6) |                     |                 |                 |                 |  |  |                 |                 |                 |
|  | Estudiantes (RC)         | Villa Dálmine    | 1                | 0(6) | 1                   | 0               |                 |                 |  |  |                 |                 |                 |
|  | Estudiantes (RC)         |                  |                  |      | 1                   | 0               |                 |                 |  |  |                 |                 |                 |
|  | Villa Dálmine            | 2                | 0                |      |                     |                 |                 |                 |  |  |                 |                 |                 |

### Cuartos de final
| Cuarto de final 1 | Cuarto de final 1 | Cuarto de final 1 | Cuarto de final 1             | Cuarto de final 1 | Cuarto de final 1 |
| Local             | Resultado         | Visitante         | Estadio                       | Fecha             |                   |
| ----------------- | ----------------- | ----------------- | ----------------------------- | ----------------- | ----------------- |
| Villa Dálmine     | 2 - 1             | Estudiantes (RC)  | El Coliseo de Mitre y Puccini | 10 de mayo        |                   |
| Estudiantes (RC)  | 0 - 0             | Villa Dálmine     | Ciudad de Río Cuarto          | 17 de mayo        |                   |

| Cuarto de final 2                                               | Cuarto de final 2 | Cuarto de final 2 | Cuarto de final 2 | Cuarto de final 2 | Cuarto de final 2 |
| Local                                                           | Resultado         | Visitante         | Estadio           | Fecha             |                   |
| --------------------------------------------------------------- | ----------------- | ----------------- | ----------------- | ----------------- | ----------------- |
| Deportivo Roca                                                  | 1 - 0             | Argentino Oeste   | Luis Maiolino     | 10 de mayo        |                   |
| Argentino Oeste                                                 | 1 - 0             | Deportivo Roca    |                   | 17 de mayo        |                   |
| Argentino Oeste Clasificó al ganar la tanda de penales por 5-4. |                   |                   |                   |                   |                   |

| Cuarto de final 3                                               | Cuarto de final 3 | Cuarto de final 3        | Cuarto de final 3            | Cuarto de final 3 | Cuarto de final 3 |
| Local                                                           | Resultado         | Visitante                | Estadio                      | Fecha             |                   |
| --------------------------------------------------------------- | ----------------- | ------------------------ | ---------------------------- | ----------------- | ----------------- |
| Almirante Brown                                                 | 3 - 2             | Atlético Colegiales (VM) | Fragata Presidente Sarmiento | 10 de mayo        |                   |
| Atlético Colegiales (VM)                                        | 2 - 1             | Almirante Brown          | Félix Luis Ramos             | 17 de mayo        |                   |
| Almirante Brown Clasificó al ganar la tanda de penales por 7-6. |                   |                          |                              |                   |                   |

| Cuarto de final 4   | Cuarto de final 4 | Cuarto de final 4   | Cuarto de final 4            | Cuarto de final 4 | Cuarto de final 4 |
| Local               | Resultado         | Visitante           | Estadio                      | Fecha             |                   |
| ------------------- | ----------------- | ------------------- | ---------------------------- | ----------------- | ----------------- |
| Racing (T)          | 1 - 3             | Grupo Universitario | Cayetano Castro              | 10 de mayo        |                   |
| Grupo Universitario | 1 - 0             | Racing (T)          | Municipal General San Martín | 17 de mayo        |                   |

### Semifinales
| Semifinal 1                                                   | Semifinal 1 | Semifinal 1     | Semifinal 1                   | Semifinal 1 | Semifinal 1 |
| Local                                                         | Resultado   | Visitante       | Estadio                       | Fecha       |             |
| ------------------------------------------------------------- | ----------- | --------------- | ----------------------------- | ----------- | ----------- |
| Villa Dálmine                                                 | 1 - 0       | Argentino Oeste | El Coliseo de Mitre y Puccini | 24 de mayo  |             |
| Argentino Oeste                                               | 1 - 0       | Villa Dálmine   |                               | 31 de mayo  |             |
| Villa Dálmine Clasificó al ganar la tanda de penales por 6-5. |             |                 |                               |             |             |

| Semifinal 2         | Semifinal 2 | Semifinal 2         | Semifinal 2                  | Semifinal 2 | Semifinal 2 |
| Local               | Resultado   | Visitante           | Estadio                      | Fecha       |             |
| ------------------- | ----------- | ------------------- | ---------------------------- | ----------- | ----------- |
| Almirante Brown     | 1 - 1       | Grupo Universitario | Fragata Presidente Sarmiento | 24 de mayo  |             |
| Grupo Universitario | 1 - 3       | Almirante Brown     | Municipal General San Martín | 31 de mayo  |             |

### Final
| Final                                             | Final     | Final           | Final                         | Final       | Final |
| Local                                             | Resultado | Visitante       | Estadio                       | Fecha       |       |
| ------------------------------------------------- | --------- | --------------- | ----------------------------- | ----------- | ----- |
| Villa Dálmine                                     | 1 - 3     | Almirante Brown | El Coliseo de Mitre y Puccini | 7 de junio  |       |
| Almirante Brown                                   | 1 - 1     | Villa Dálmine   | Fragata Presidente Sarmiento  | 14 de junio |       |
| Almirante Brown ascendió a la Primera B Nacional. |           |                 |                               |             |       |